# Avenida Corrientes
La avenida Corrientes es una de las principales vías públicas de la Ciudad de Buenos Aires, capital y ciudad más habitada de Argentina. Conocida tras la fundación como "sendero del Sol", la avenida Corrientes cuenta con una rica historia como eje cultural y centro de la vida nocturna de la ciudad, y está estrechamente ligada a la identidad porteña y a su música, especialmente al tango.
La avenida Corrientes ha contado a lo largo de su historia con una gran cantidad de bares y teatros famosos, como Politeama Argentino, Apolo, Odeón y el viejo Teatro Ópera, que fueron, a fines del siglo XIX, el escenario para el surgimiento del tango y el teatro argentino; notablemente, en estos espacios se interpretó la obra gauchesca de 1886 Juan Moreira, considerada fundacional para el teatro de la ciudad. Carlos Gardel, el cantante de tango más conocido de todos los tiempos, vivió en la avenida entre 1904 y 1918, y participó de múltiples espectáculos en bares y teatros de la avenida a lo largo de su carrera. 
Actualmente, la avenida se extiende 69 cuadras, desde la avenida Eduardo Madero al este hasta la avenida Federico Lacroze al oeste, atravesando los barrios de San Nicolás, Balvanera, Almagro, Villa Crespo y Chacarita. Su primer tramo transcurre en una zona mayoritariamente financiera de San Nicolás; al cruzar calle Florida, se transforma en un polo cultural recorrido tanto por porteños como turistas, donde destacan sus espectáculos artísticos y culturales, así como sus librerías, confiterías y pizzerías. En el cruce con avenida 9 de Julio se encuentra el Obelisco de Buenos Aires, símbolo de la ciudad. El periodista Roberto Gil popularizaría en los 50 su apodo "la calle que nunca duerme".
Por un sector de la avenida circuló el primer ferrocarril argentino, así como el tren y el tranvía "de la muerte", durante la epidemia de fiebre amarilla de 1871. En la actualidad la línea B de subterráneos recorre toda su trayectoria.
Diversos estilos arquitectónicos pueden hallarse en ella, desde el academicismo hasta el art nouveau, del neogótico moderno pasando por el francés borbónico y el rascacielos moderno de vidrio u hormigón.[cita requerida]
La Asociación Amigos de la Calle Corrientes colabora con la planificación urbanística de la avenida, y fue la responsable de la colocación de placas conmemorativas en 40 esquinas, con imágenes de figuras ilustres del tango que caminaron por ella.

¡Corrientes, por la noche! Mientras las otras calles honestas duermen para despertarse a las seis de la mañana, Corrientes, la calle vagabunda, enciende a las siete de la tarde todos sus letreros luminosos, y enguirnaldada de rectángulos verdes, rojos y azules, lanza a las murallas blancas sus reflejos de azul de metileno, sus amarillos de ácido pícrico, como el glorioso desafío de un pirotécnico.
La calle que se quiere, que se quiere de verdad. La calle que es linda de recorrer de punta a punta porque es la calle de vagancia, de atorrantismo, de olvido, de alegría, de placer.
Roberto Arlt
Aguafuertes porteñas

## Historia

### Corrientes angosta
En el siglo XVIII, solo era un simple sendero de tierra denominado del Sol, alejado de la pequeña aldea de Buenos Aires. Se abría paso desde la línea de la costa del Río de La Plata (que llegaba a la altura de la actual avenida Leandro N. Alem) y se desdibujaba entre los campos del oeste.
En 1729, Domingo de Acassuso fundó, donde hoy se emplaza el Obelisco, el templo de San Nicolás de Bari, sobre el cual se izaría en 1812 la bandera argentina por primera vez en Buenos Aires. Debido a la instalación de dicha iglesia, comenzaron a llamar a la calle San Nicolás. 

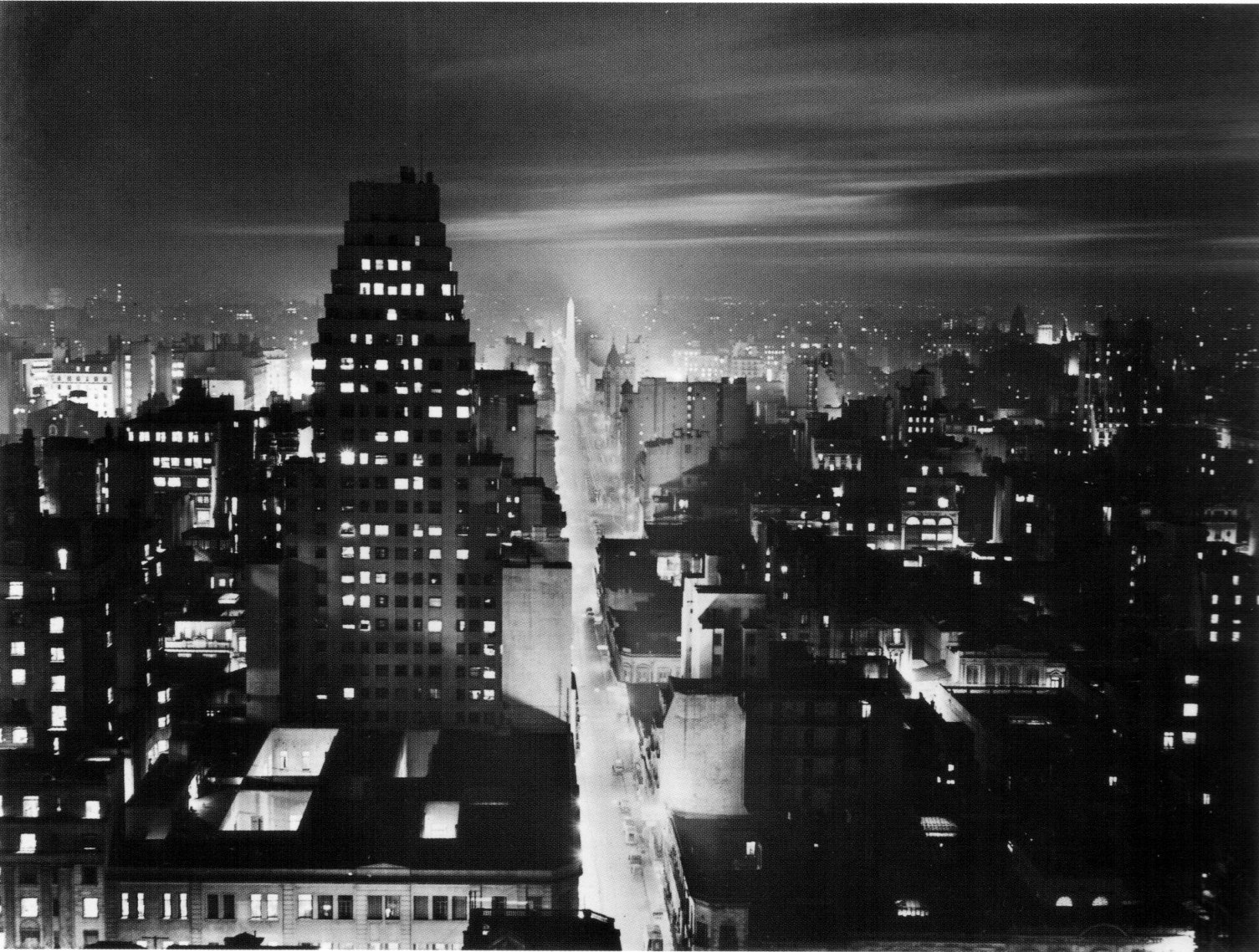
Corrientes desde el COMEGA hacia el oeste (1936). El ensanche llega hasta Florida.

En 1768 los cabildantes anexaron siete cuadras del ejido para incorporarlas a la planta urbana. De esta manera la calle pasó a ser su límite norte y ganó algo de importancia.
En 1808, como consecuencia de haber derrotado a los británicos durante las Invasiones Inglesas, se decidió llamarla de Inchaurregui en homenaje al regidor José Santos de Inchaurregui, que se destacó combatiendo al enemigo. Ese nombre duró poco, pues tras la Revolución de Mayo un grupo de patriotas borraron los nombres de las calles que homenajeaban a realistas y comenzaron a llamarla Corrientes, debido a que esa ciudad era considerada como la primera que adhirió a la causa de la Independencia. Este nombre se oficializó recién en 1822.
En 1895 se llamó Triunvirato al tramo entre la avenida Ángel Gallardo y Scalabrini Ortiz, continuando luego con el nombre de Corrientes hasta la avenida Congreso. En 1900 directamente Triunvirato desde Ángel Gallardo hasta Congreso; en 1927, Corrientes, desde la Avenida Congreso; y en 1937 (y hasta la actualidad) Corrientes desde Av. Eduardo Madero hasta Federico Lacroze quedando el nombre de Triunvirato hasta la Av. Ricardo Balbín.
En 1872 se inauguró entre Esmeralda y Suipacha el Teatro Ópera y, entre Maipú y Esmeralda, el Teatro Odeón (que ya no existe) y el Politeama Argentino (que fue destruido y varias décadas después fue reemplazado por un moderno teatro homónimo). Hacia principios del siglo XX se instalaron varios cafés y restaurantes que se mantenían abiertos por la noche a los que concurrían muchos músicos de tango. También en esta época muchos judíos procedentes de Alepo se instalaron en negocios desde la actual calle Uriburu hasta Centroamérica (hoy Avenida Pueyrredón), en la zona que se conoce como el Once. Lo mismo hicieron a partir de 1914 los sirios, armenios libaneses y judíos sefardíes y de la Europa Oriental, perseguidos por causas religiosas o como consecuencia de la Primera Guerra Mundial.
En julio de 1890, durante la llamada Revolución del Parque, fueron lugares de cruentos combates la azotea del teatro Politeama, los techos de la Iglesia de San Nicolás y la esquina de la calle Paraná.

### El ensanche

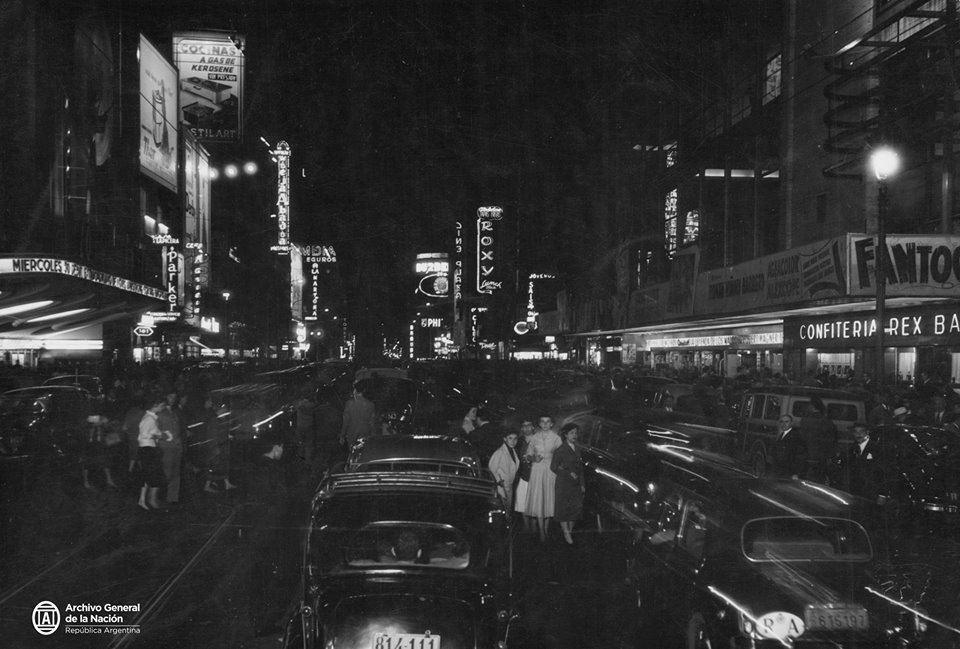
Vista nocturna de la Avenida Corrientes hacia 1957.

El gobierno de Bernardino Rivadavia había decretado en 1822 que se convirtiera en una avenida de 30 varas de ancho (26 m), pero esto no se llegó a realizar. En 1910 una ordenanza del intendente Joaquín Samuel de Anchorena dispuso ensancharla, de manera que a partir de ese año las nuevas construcciones comenzaron a levantarse siguiendo una nueva línea de edificación. Sin embargo hubo que esperar a la década del 30, en que se vio la necesidad de adecuar el diseño urbano al crecimiento de la población y a los nuevos medios de transporte, para que, así como Corrientes, se ensancharan las avenidas Santa Fe, Córdoba, Independencia y Belgrano; y se construyera la Avenida Roque Sáenz Peña, que corta a Corrientes en diagonal.
La calle dejó entonces de ser angosta demoliendo edificaciones que estaban en la vereda norte. Las obras comenzaron en 1931 y la primera cuadra elegida fue la que se extiende entre las calles Uruguay y Paraná, siendo intendente José Guerrico.
La obra se completó en 1936, durante el gobierno del Intendente Mariano de Vedia y Mitre, al celebrarse el cuarto centenario de la primera fundación de Buenos Aires por Pedro de Mendoza, perdiendo además Corrientes la cuadra en la que actualmente se cruza con la Avenida 9 de Julio. En dicha cuadra se demolieron entre otros edificios la mencionada iglesia de San Nicolás y se construyó el que se convertiría en ícono de Buenos Aires: el Obelisco, de 67,5 metros de altura. 

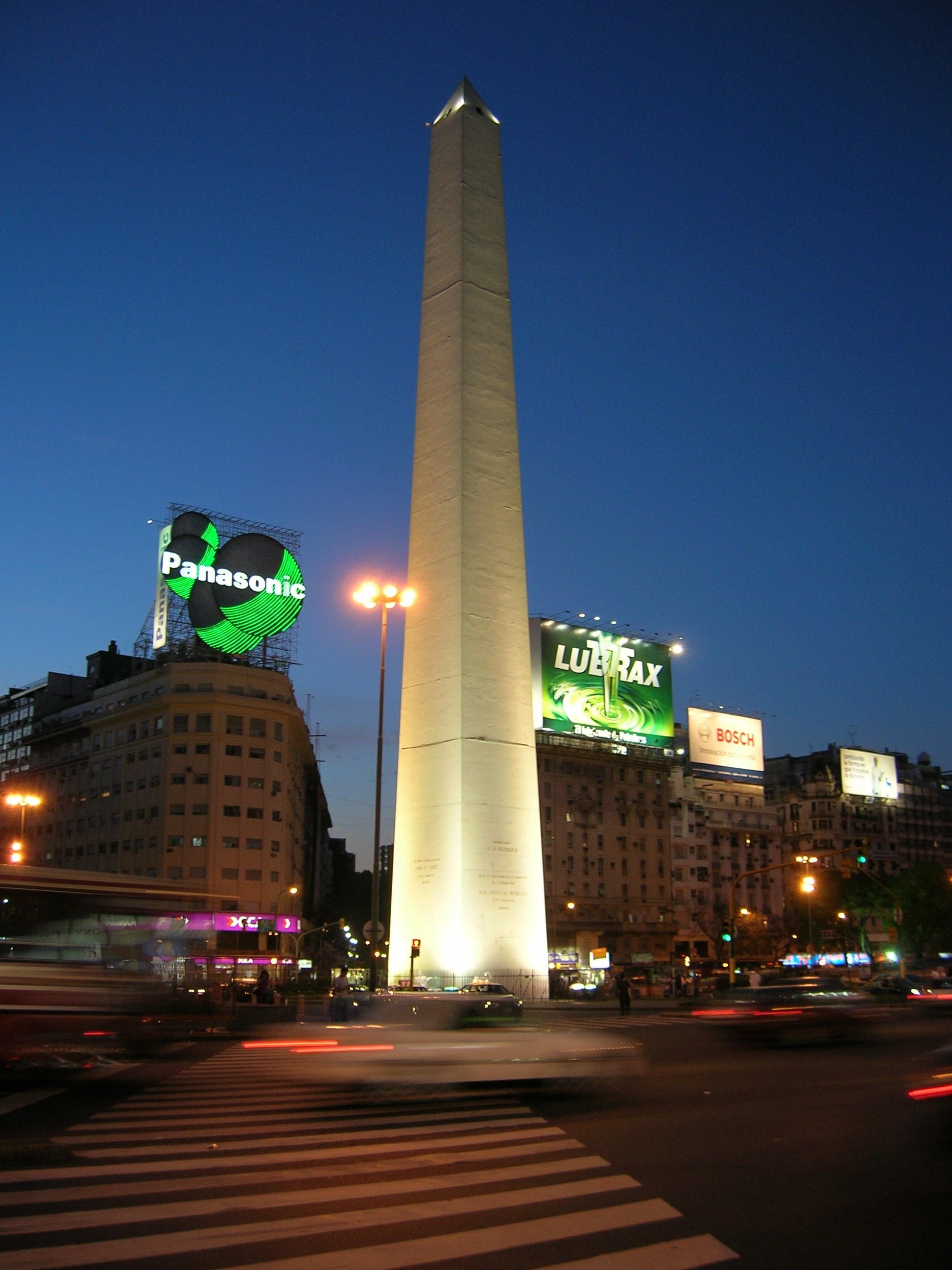
Obelisco de Buenos Aires. Cruce de las avenidas Corrientes y 9 de julio.

Al avanzar las obras fue necesario demoler el Circo Hippodrome, en la esquina con Carlos Pellegrini. En él actuaron figuras muy populares, entre ellas el payaso, acróbata y director circense Frank Brown, nacido en Inglaterra y muy querido por los porteños de varias generaciones, algunos de los cuales disfrutaron siendo niños su costumbre de repartir golosinas luego de la matiné.
En 1967, la avenida se hizo mano única hacia el este en casi todo su recorrido, exceptuando el tramo entre Jorge Newbery y Federico Lacroze. Las avenidas Córdoba (en la totalidad de su recorrido) y Santa Fe (exceptuando el tramo entre Plaza Italia y Viaducto Carranza) se hicieron mano única el mismo año, pero a diferencia de Corrientes y Córdoba, Santa Fe recuperó la doble mano 43 años después
En 2003 se iniciaron nuevas obras que tuvieron que ver con su ancho, y que finalizaron en 2005. En este caso se ensancharon sus veredas de 3,5 m a 5 m eliminando un carril para automóviles. Se renovó también el mobiliario urbano —teléfonos públicos, quioscos, refugios para colectivos— en las cuadras que van desde el 1100, en su intersección con Cerrito, hasta el cruce con la avenida Callao'' en el 1800. Se invirtieron 7,5 millones de pesos.
En 2009 el ensanche continuó en la zona de Callao hasta Pueyrredón, y luego se siguió extendiendo hasta que en 2018 llegó a la calle Florida. Se redujeron los carriles vehiculares de 6 a 4, se ampliaron las veredas en 2,80 metros por lado, se crearon dársenas para carga y descarga y para vehículos de caudales, se nivelaron cruces transversales, se soterraron cables, y se ejecutaron rampas y pluviales.
En marzo de 2007, organizada por la Subsecretaría de Industrias Culturales del Ministerio de Producción de la ciudad, se realizó la primera Noche de las Librerías, en la cual se cerraron al tránsito las cuadras de la avenida entre Callao y Uruguay, transformándolas en un gran espacio peatonal con stands de libros y sillones para leer sobre la calle. El evento se continúa haciendo anualmente.

### Trenes, tranvías y subterráneo

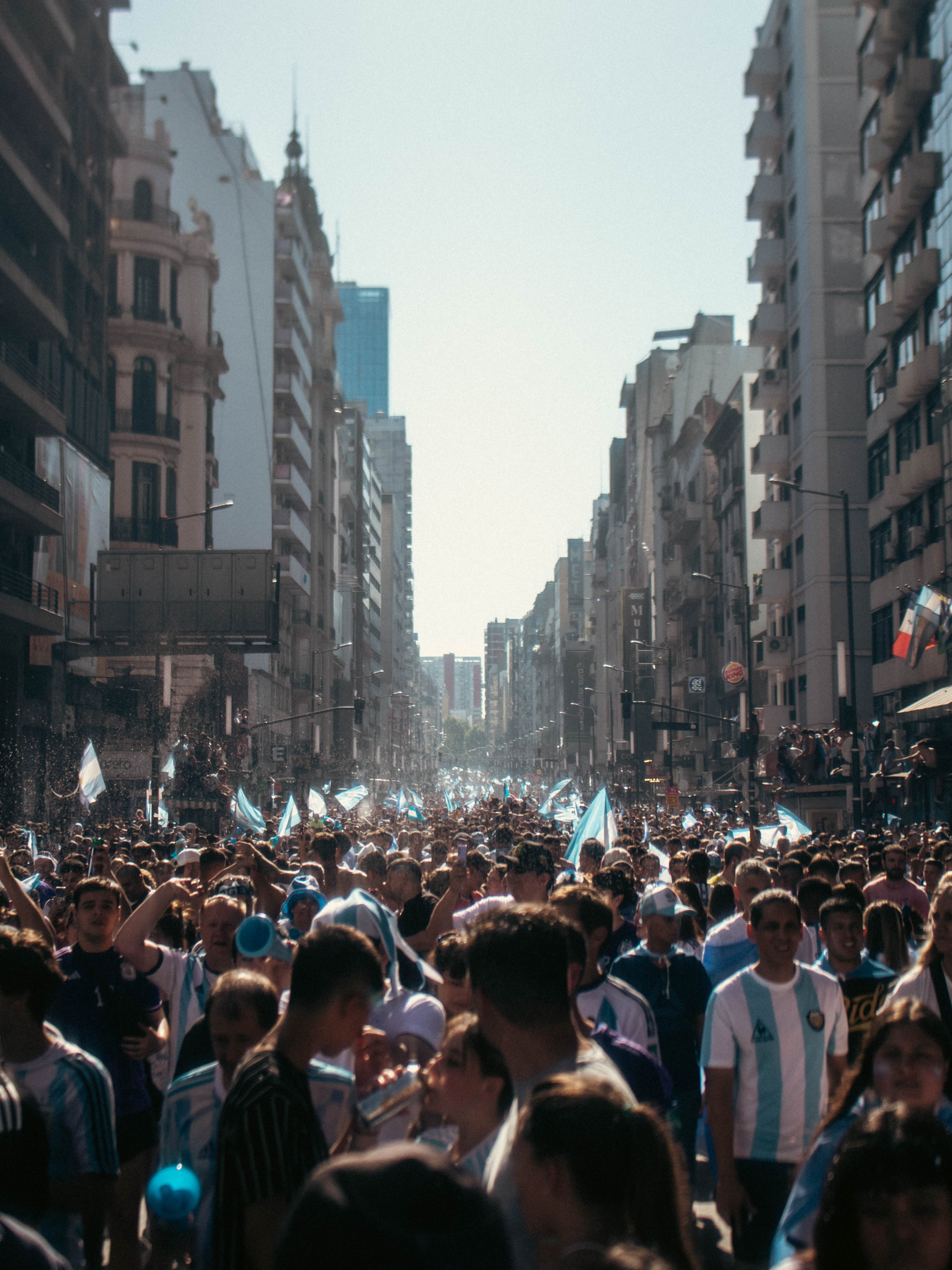
Celebraciones por la obtención del título de Catar 2022 sobre la Avenida Corrientes.

En 1857 circuló por ella, desde la actual Riobamba hasta Pueyrredón, el primer ferrocarril argentino, llamado Ferrocarril Oeste de Buenos Aires. En 1873, debido a la gran urbanización de la ciudad, este tren dejó de circular por el mencionado trayecto, retirándose las vías desde 1892.
En 1871, durante la epidemia de fiebre amarilla; y con la finalidad de evacuar con mayor rapidez los cadáveres de la ciudad, se incorporó un tramo del Ferrocarril Oeste desde Pueyrredón hasta un cementerio que se habilitó al efecto, en donde actualmente se encuentra el Parque Los Andes (y que luego se trasladaría al actual de la Chacarita). La construcción del tramo, que se concluyó en dos meses, la dirigió el ingeniero Augusto Ringuelet. Al tren que cumplía la lúgubre misión de transportar los cadáveres se lo conocía como de la muerte o fúnebre, al igual que a las tres estaciones en la que se depositaban los mismos para ser trasladados: la Bermejo, en la esquina sudoeste de la calle homónima (hoy Jean Jaurés) con la avenida Corrientes, la que se encontraba en la esquina sudoeste de Corrientes y Medrano; y la de la esquina con Scalabrini Ortiz (entonces llamada Camino Ministro Inglés).

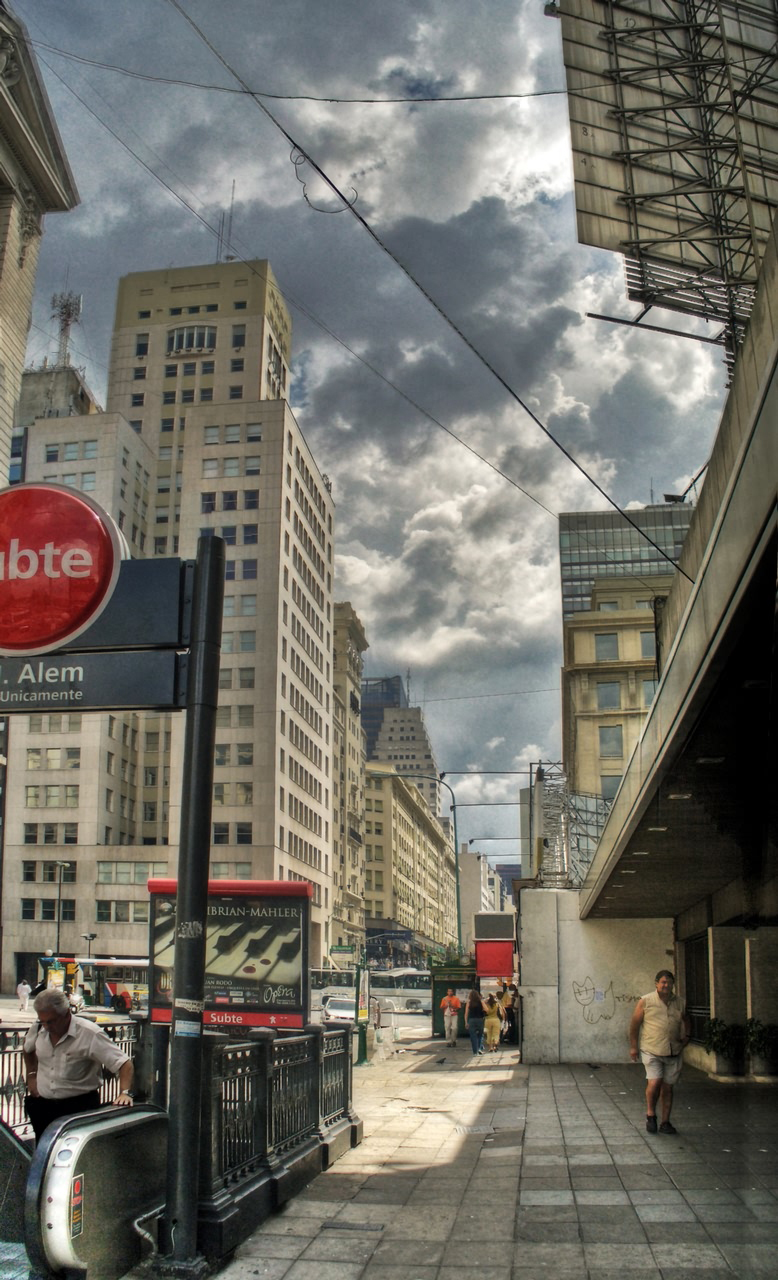
Acceso a la estación de subte Leandro N. Alem en el cruce con la avenida homónima. Detrás se encuentra el edificio Comega.

Al mencionado tren lo sucedió el tranvía Fúnebre y a partir de este, en 1887, la compañía Lacroze obtuvo una concesión para extender vías por donde circularía el llamado tranvía Rural, de tracción a sangre como todos los de esa época, desde la actual Pueyrredón hasta la Chacarita, por la actual Corrientes, y de este último punto hacia Belgrano y de aquí ramales a la provincia. Este contrato se le otorgó con la condición de que además de pasajeros debían llevar cadáveres hasta el cementerio. Eran tranvías de techo abierto y asientos de madera y fue principalmente gracias ellos que las viviendas se fueron extendiendo sobre las quintas y los hornos de barro que aún existían. 
Mucho más moderno, desde el año 2007 y hasta el 2012, el Tranvía del Este tuvo una parada a menos de 50 m del inicio de la avenida: la estación Corrientes, en Av. Alicia Moreau de Justo, entre Lavalle y Corrientes.
En cuanto al subte, en 1912 el Congreso de la Nación Argentina sancionó la ley para la realización de la línea que debería unir el Correo Central y la intersección de las calles Triunvirato y Elcano y que recibiría el nombre de línea B.
El 17 de diciembre de 1927 se firmó en Nueva York el convenio financiero para construirlo y se otorgaba la concesión de la línea de pasajeros, encomiendas y cargas a la compañía Lacroze Hermanos.
El primer tramo, entre Lacroze y Callao, fue inaugurado el 17 de octubre de 1930 y medía 7,021 km. El 22 de junio del año siguiente fue extendido hasta la estación Carlos Pellegrini. Finalmente la línea se completó el 1 de diciembre de 1931 cuando el subte llegó hasta la estación Leandro N. Alem. Estos tres tramos se realizaron en su totalidad por debajo de la avenida e incluyen 19 curvas y 13 estaciones.
En 2019 se construyó una división de la avenida desde Callao hasta la Avenida 9 de Julio: un lado para buses y taxis y otro para vehículos, y por la noche se convierte en peatonal.

## Lugares de interés
Para el habitante de Buenos Aires Corrientes es, desde pibe, un faro de la cultura y el entretenimiento, donde es posible encontrar cines y espectáculos de teatro o revista de todos los países y épocas, y debatir luego sobre lo visto en uno de sus tradicionales cafés, o cenando pizza con cerveza a altas horas de la noche en un restaurante o pizzería. O, si se está solo, pasear por los corredores de las librerías-"disquerías", modernas o "de viejos". Es en una de esas librerías que Umberto Eco se inspiró para escribir su famosa obra "El nombre de la rosa", tal como el autor lo dice en su prólogo.

### Barrio de San Nicolás

#### La zona financiera

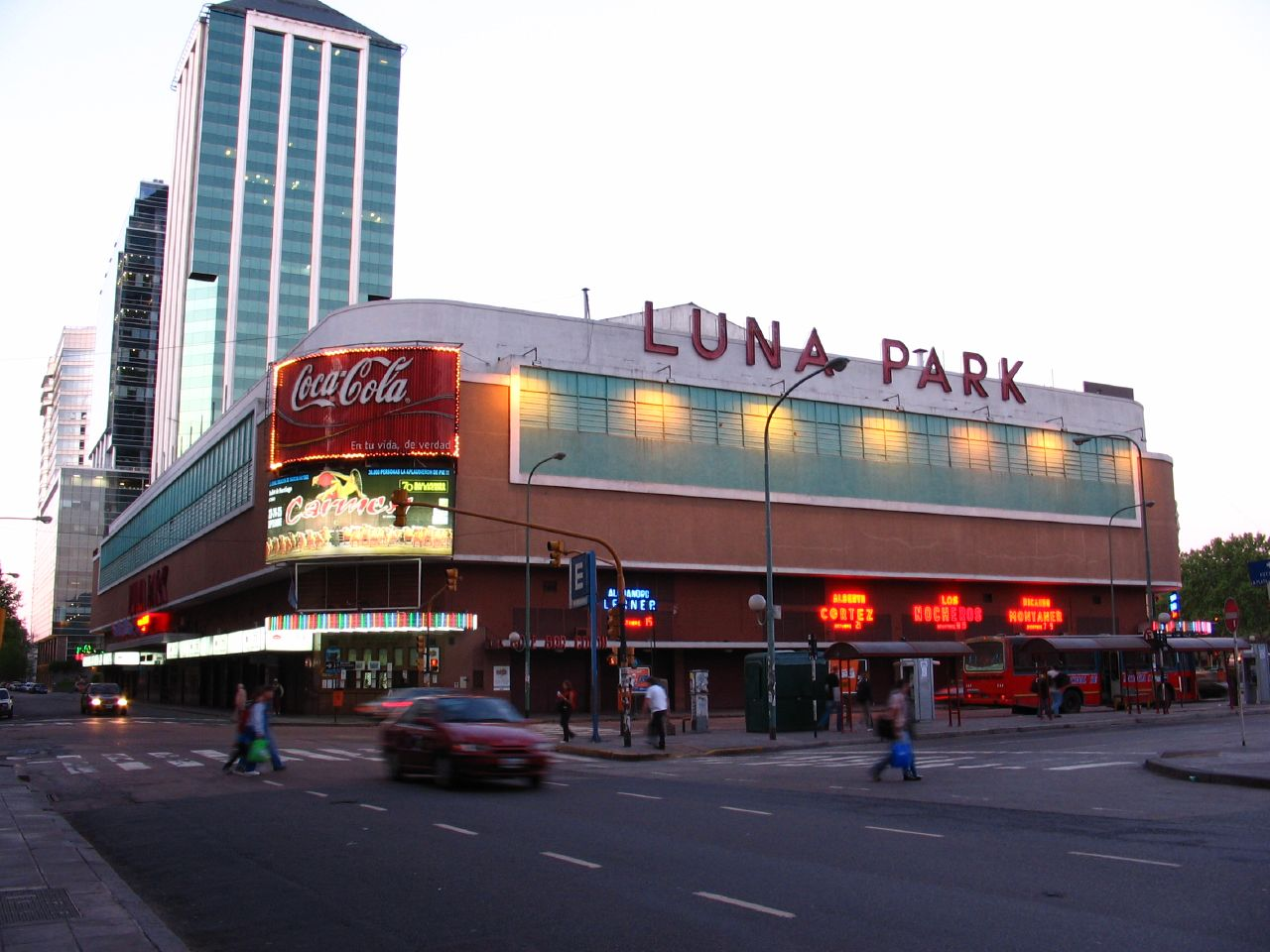
El Luna Park marca el inicio de la Avenida Corrientes.

En su inicio, entre la Avenida Eduardo Madero y la calle Bouchard, se halla el Luna Park, Monumento Histórico Nacional construido en 1934 (Chiappori y Quiroz), que fuera un estadio cubierto de box llamado también "Palacio de los Deportes". Allí pelearon boxeadores de primera línea, tales como Carlos Monzón, Nicolino Locche y Pascual Pérez, por mencionar solo algunos de los tantos boxeadores argentinos que consiguieron títulos mundiales en sus categorías.

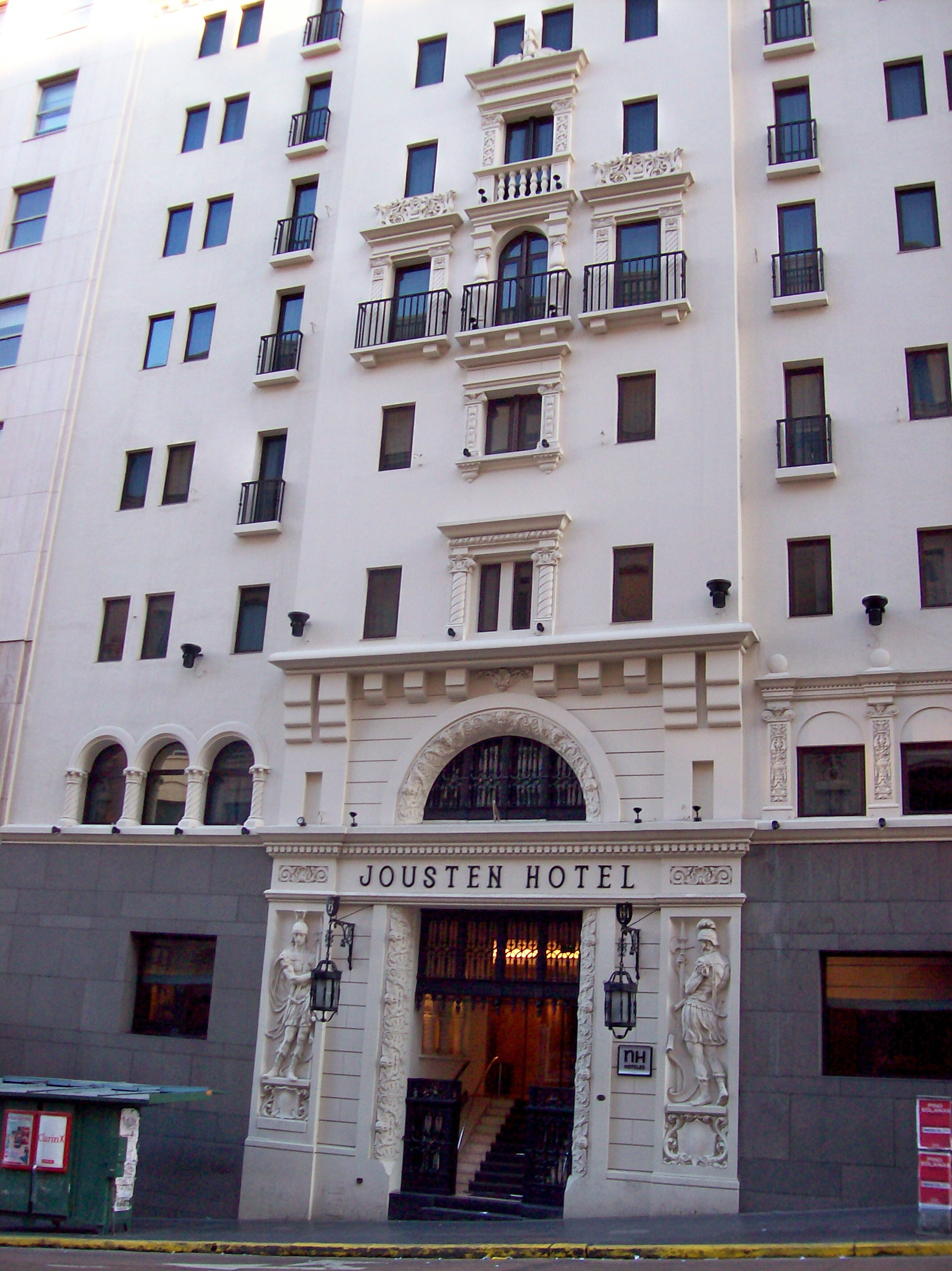
Hotel Jousten

En él, Eva Duarte conoció a quien sería su esposo y tres veces presidente de la Nación Argentina, Perón, en 1944 en un acto político–solidario con el fin de recaudar fondos para las víctimas del terremoto que asoló la ciudad de San Juan. En la actualidad se realizan también actividades religiosas, políticas, artísticas, deportivas y sociales. Además es utilizado para la presentación de espectáculos y otros eventos sociales (por ejemplo, recitales de variados géneros musicales, el festival G3, Holiday on Ice y hasta la realización de la fiesta de casamiento de Diego Armando Maradona).
En la cuadra siguiente, entre Bouchard y la Avenida Leandro N. Alem, se encuentra otro Monumento Histórico Nacional: el monumental Palacio de Correos. Exponente clásico de la arquitectura del academicismo francés, obra inicialmente concebida por Norbert Maillart, fue inaugurado en 1928. En la actualidad es sede del Palacio Libertad, inaugurado en 2010 como Centro Cultural del Bicentenario, y denominado entre 2015 y 2024, Centro Cultural Kirchner. 
Cruzando Alem (o "del Bajo") se trepa Corrientes por lo que hasta el siglo XIX fuera la empinada barranca sobre la costa del Río de la Plata. En la primera cuadra, del lado sur, hay solo dos edificios: el primero es el Comega (de Douillet y Joselevich), de 85 m de altura y fachada lisa revestida de mármol travertino italiano, un exponente del estilo racionalista construido en 1932, y una de las más importantes obras del modernismo argentino. 
La arquitectura sobria del Comega se contrapone con la del edificio vecino, en esquina con la calle 25 de mayo, que albergó al "Hotel Jousten", (hoy NH) de estilo renacentista español, neoplateresco, inaugurado por el presidente Marcelo T. de Alvear en 1928. En este hotel, el general Arturo Rawson dirigió a un grupo de conspiradores, al que se lo conoció como los generales del Jousten, que durante la llamada Revolución del 43 derrocarían mediante un golpe militar al gobierno de Ramón Castillo, nombrando al mencionado Rawson en su reemplazo. 

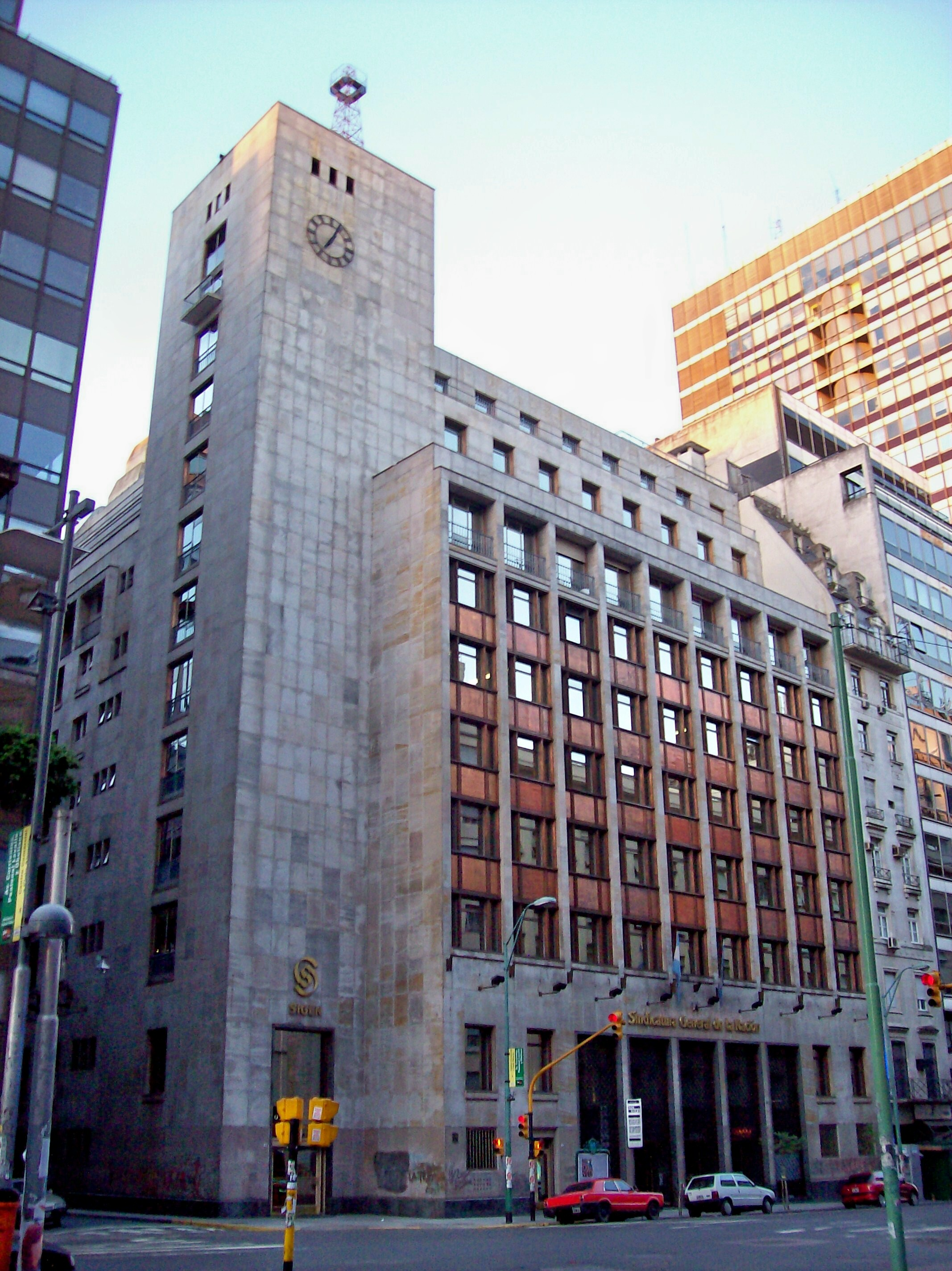
Corrientes y Reconquista, edificio de la SIGEN

Corrientes y la calle Reconquista (peatonalizada en 2009) marca un punto neurálgico dentro de la zona financiera de Buenos Aires. En la esquina noreste se encuentra el edificio que actualmente es sede de la Sindicatura General de la Nación (SIGEN) y que obtuviera en 1947 el Premio de Arquitectura Ciudad de Buenos Aires, en la categoría de carácter administrativo. De arquitectura racionalista, llama la atención la supresión de la ochava de la esquina, que se logró retirando el frente de la línea de edificación. Su reloj, a 45 metros de altura, es el tercero más alto de la ciudad. Unos metros hacia el este, se destaca sobre esa misma vereda la Torre Club Alemán, también sede del Instituto Goethe.

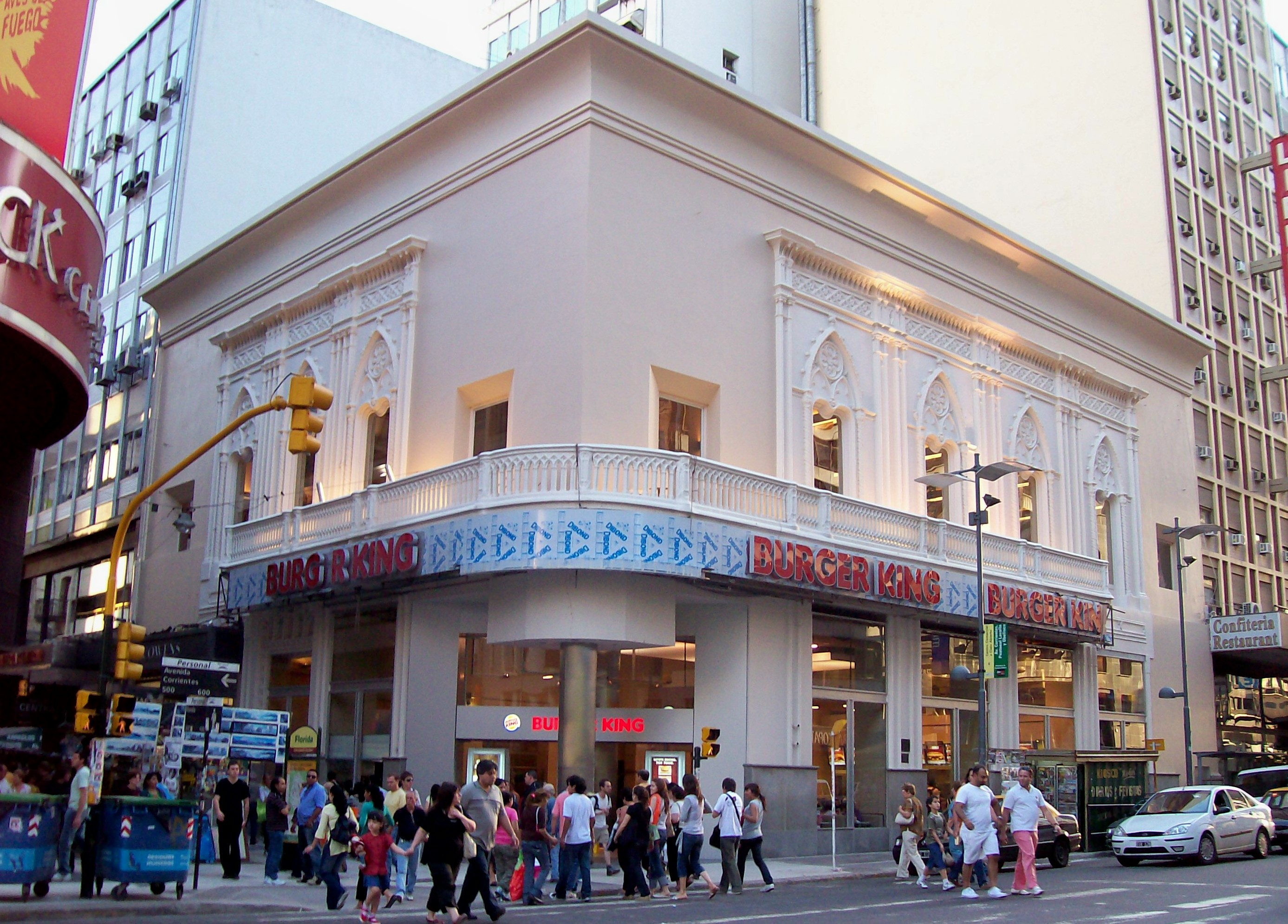
Corrientes y Florida, ex casa de Elortondo Alvear

En la esquina opuesta se halla la Plazoleta de San Nicolás, de 35 metros de frente por 50 de fondo, inaugurada en 1982. En ella se encuentra una Comisaría del Turista, donde oficiales especializados hablan diversas lenguas foráneas y se presta auxilio al turista en caso de delitos comunes o extravío de documentos. También se encuentra la estatua "Santiago de Liniers". La plazoleta, mayormente plaza seca, se sitúa junto a un edificio de frente vidriado y dos arcos adintelados de granito negro sudafricano: se trata de la casa central en Buenos Aires del Banco de Tokio. Al estar recostado sobre la medianera sur su frente deja lugar a una plaza de 16 metros de profundidad que se une al espacio libre de la plazoleta.

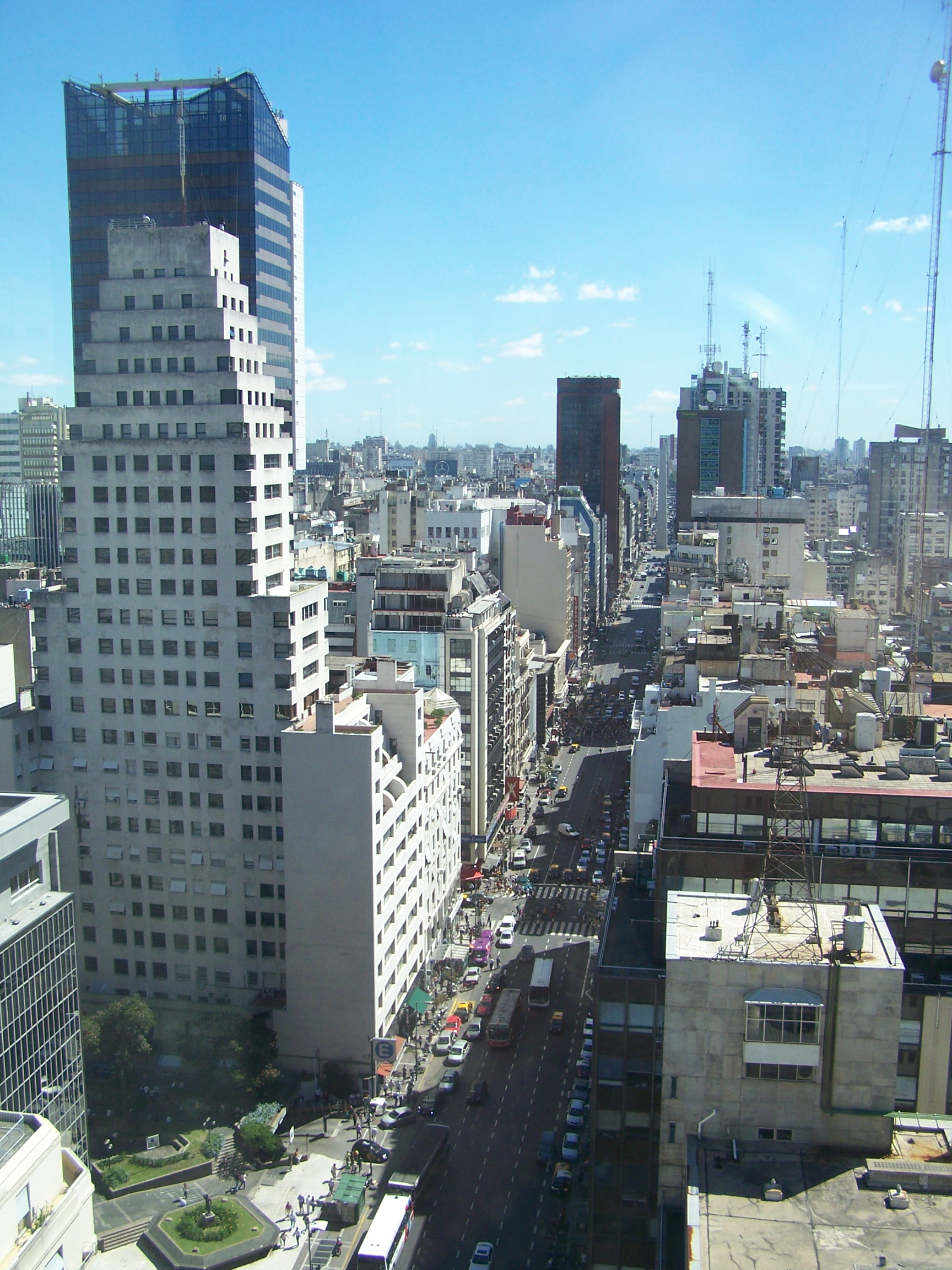
Edificio SAFICO

En la cuadra del 400, se halla el edificio Safico, de estilo racionalista y gran simetría. Con sus 26 pisos alcanza los 100 metros de altura. En él funcionan muchas de las agencias noticiosas extranjeras.
En la esquina con calle San Martín se yergue el Edificio Transradio Internacional (o simplemente Edificio Transradio). Fue construido para la Compañía Argentina de Telecomunicaciones y actualmente es ocupado por un banco. Fue proyectado por el arquitecto Alejandro Christophersen, miembro del directorio de dicha compañía. Está coronado por un gran reloj dorado con los signos del zodíaco y las estaciones del año. La fachada del edificio fue agredida por esquirlas de proyectiles disparados por un tanque Sherman del ejército, al ser este tomado por militantes peronistas durante la Revolución Libertadora de 1955.
El cruce de Corrientes y la peatonal Florida es uno de los puntos más transitados de Buenos Aires. En la esquina suroeste se encuentra un edificio de dos pisos que fue el palacio de la familia Elortondo Alvear. Construido en 1870 su arquitectura es de un estilo neogótico veneciano, poco común en la ciudad.
En el número 718 el templo de la Iglesia Metodista llama la atención por su arquitectura, también de estilo neogótico. Erigido en 1874, su fachada, retirada unos metros de la línea de edificación, es asimétrica, ya que del lado oeste posee una esbelta torre que termina en una aguda flecha. Llaman también la atención sus vitrales exteriores e interiores. En su interior cuenta con un órgano de más de un siglo de antigüedad.

#### La calle que nunca duerme
Desde comienzos del siglo XX la avenida ha sido la columna vertebral de la cultura y el entretenimiento de la ciudad, en especial en el tramo que va desde la llamada "esquina porteña", en la intersección con la calle Esmeralda, hasta la aristocrática avenida Callao.
En efecto, en estas cuadras la vitalidad de su movida cultural es un imán tanto para el turismo como para los propios porteños. Y junto a las estridentes marquesinas de los teatros se suman comercios de los más diferentes rubros, en especial los de libros y gastronómicos, lo que la convierte en un enorme emporio comercial.
Por todo esto, en la década del 50, Roberto Gil, periodista y conductor de un programa de radio llamado "Calle Corrientes", transmitido por LR4 Splendid, la bautizó como, "La calle que nunca duerme", denominación que se hizo muy popular y sigue teniendo vigencia.
Quien camine entre las calles Cerrito y Callao la Avenida Corrientes se convierte en una peatonal donde puede entretenerse largo tiempo en sus librerías, abiertas hasta altas horas de la noche, muchas de ellas especializadas en vender libros usados y antiguos con descuentos. Las hay con modernos escaparates, que invitan a entrar y, en muchos casos, se puede tomar un café en ellas mientras se lee, sin obligación de compra, un libro de sus estanterías. Y están las otras, que venden libros usados diversos, ordenados en cajones y estantes que cualquiera puede revisar circulando por entre sus estrechos corredores; y que utilizan precarios locales con una simple persiana metálica a la calle que pueden hacer creer, equivocadamente, de la imposibilidad de encontrar allí un ejemplar valioso e importante, ya sea de un libro, de un CD o de un disco usado.
Entre Maipú y Av. 9 de Julio

##### El entretenimiento y la cultura
La primera sala teatral en aparecer al 746 de Corrientes es la del Teatro Astros. Anteriormente Cine Astor, el empresario mediático Héctor Ricardo García lo adquiere en 1972 dándole el nombre con el que se lo conoce hasta hoy. En esa manzana no solo existía el Astros, sino también un cine y otros cuatro teatros hoy demolidos el Fundart, el Casino, el Olimpia y el Teatro Odeón, que debería recuperar su sala próximamente puesto que en el lugar dónde se hallaba, luego de más de veinte años de existir un estacionamiento, se construyó la moderna "Torre Odeón", de 41 pisos que incluye un teatro.
El Teatro Maipo queda a menos de 50 m de la avenida, en el 449 de la calle Esmeralda. La tradicional sala le ha dado y le da cierto misticismo a la esquina de Corrientes y Esmeralda, desde varios puntos de vista: el de la música, el de la política, el de las canciones, y el de las bellas mujeres. Es el representante de un tiempo de decir y sentir popular. En el pasado como espacio para la revista y el monólogo político. En la actualidad como sitio para que gane lugar la forma teatral.

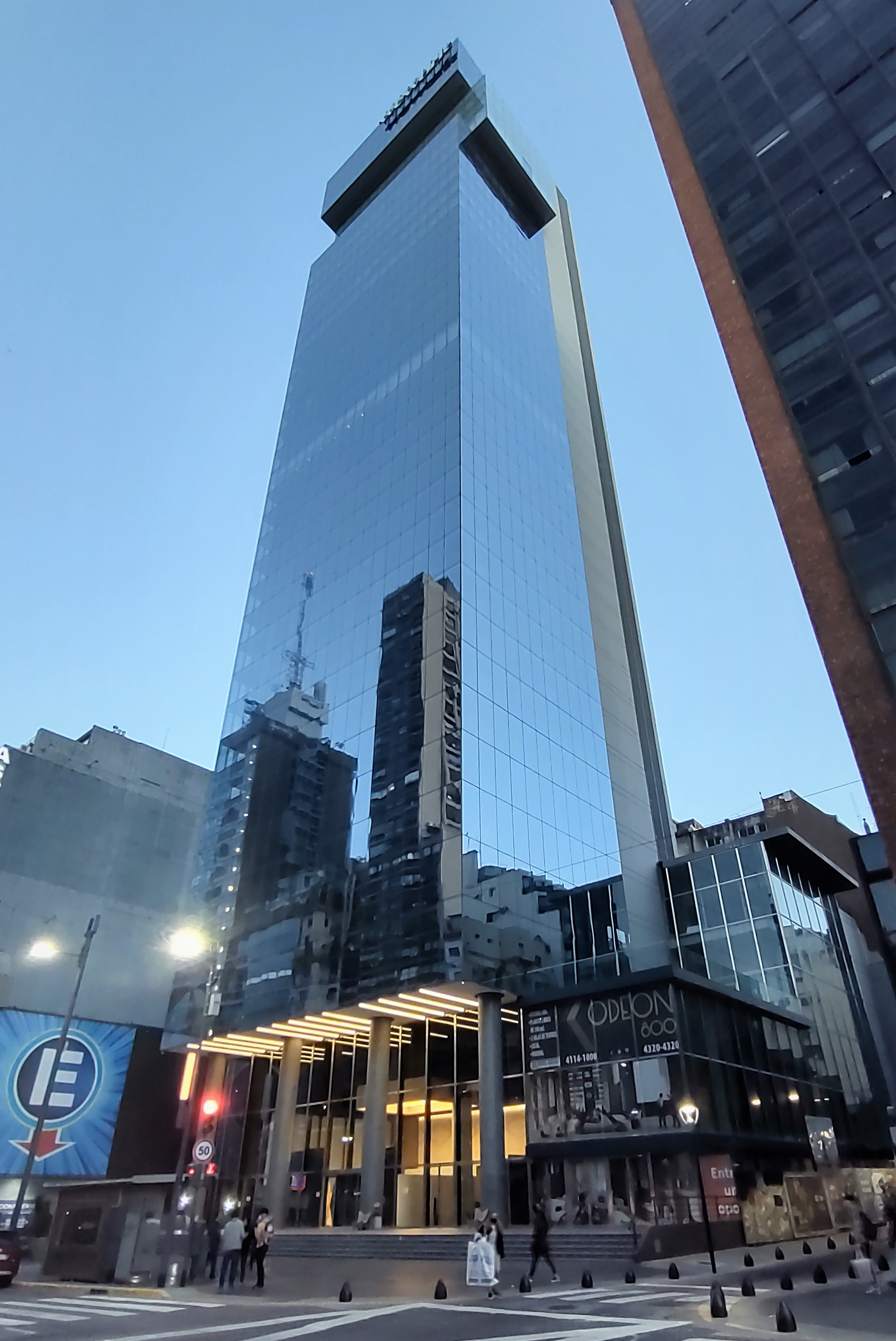

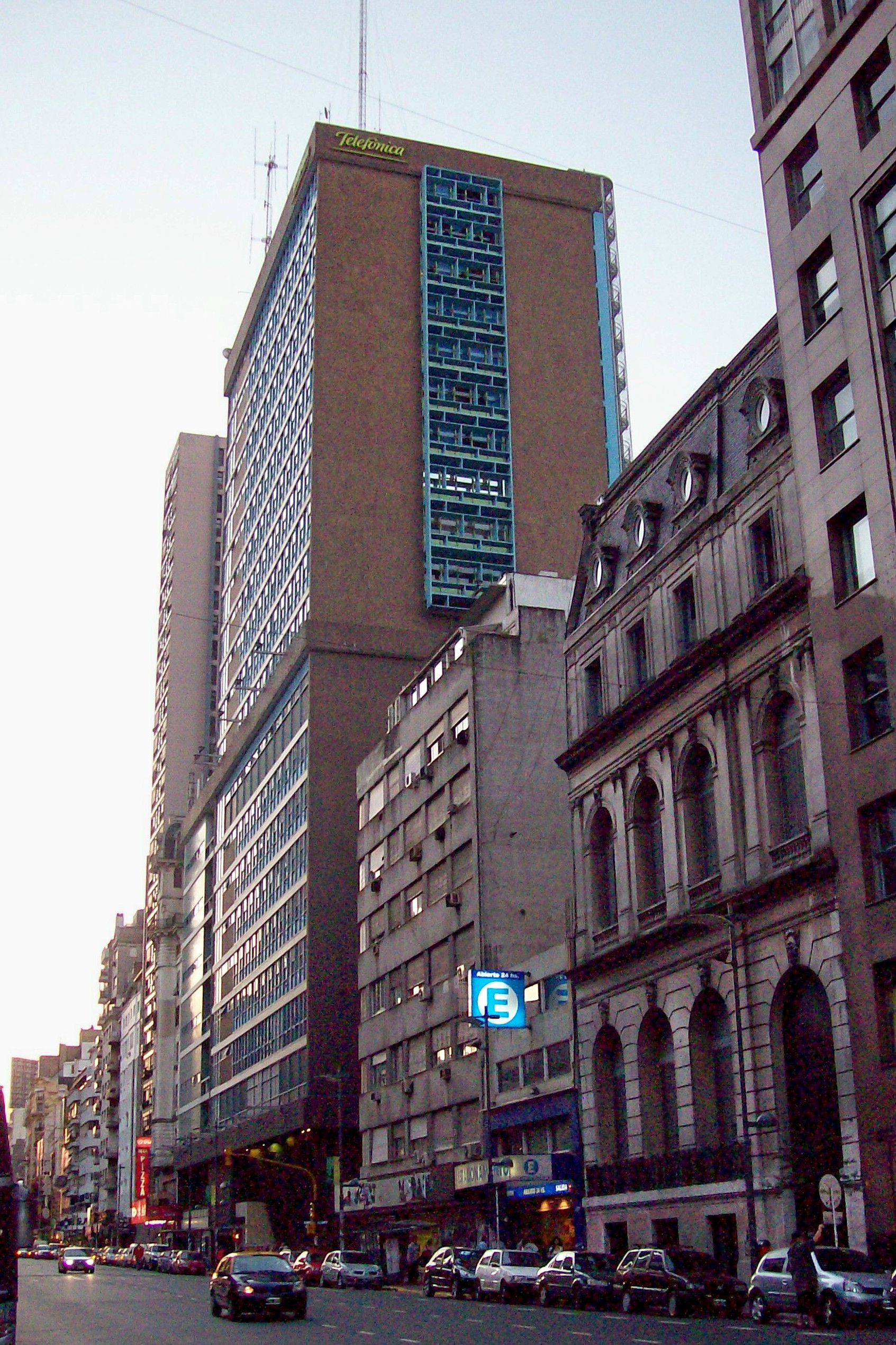
Corrientes y Maipú: Edificio República, construido para Entel.

Dos grandes símbolos porteños del cine-teatro se enfrentan en el tramo de Corrientes al 800: el Gran Rex y el Teatro Ópera. El primero se halla en la vereda norte, y es el teatro de los grandes espectáculos musicales, que recibe a los artistas más consagrados, nacional e internacionalmente. Su capacidad para 3300 espectadores hace casi imposible en las noches de los fines de semana caminar por sus veredas desbordadas de peatones y vendedores ambulantes que ofrecen productos relacionados con los espectáculos que se están exhibiendo. El edificio, de 1937, es un exponente arquitectónico del estilo racionalista, obra de Alberto Prebisch, el mismo arquitecto que creó el Obelisco que se encuentra a dos cuadras de allí. Su imponente fachada es un sencillo rectángulo de gran volumen con superficie vidriada y que carece de motivos ornamentales.
Junto al Gran Rex, se halla el Teatro Tabaris, cuya cartelera está dedicada al llamado teatro de revista. Primitivamente se llamó «Royal Pigall», y llegó a ser un club nocturno de categoría. Fue el primer lugar público en tener aire acondicionado.
El Teatro Ópera es en parte el responsable inicial de que Corrientes adquiriera su importancia cultural. En efecto, el origen de este teatro se remonta a 1872. En ese año el empresario Antonio Petalardo vislumbró que esta calle, entonces estrecha y alejada de la ciudad, se animaría con la instalación de teatros. Así nació el Ópera, que tenía unas instalaciones asombrosas y llegó a tener una usina eléctrica propia. En 1935 se decidió demoler el primitivo edificio y el arquitecto belga Alberto Bourdon concibió el actual, de fachada sobria y original, con capacidad para 2500 personas, escenario apto para diversos espectáculos y una pantalla de cine de grandes dimensiones. Allí actuaron Ava Gardner, Édith Piaf, el Folies Bergère, el Lido de París, etc. Hasta su última remodelación en su interior el techo simulaba un cielo estrellado y los laterales una arquitectura callejera, dando así la sensación de libertad nocturna que tiene la avenida. En el Petit Opera de su subsuelo se daban preestrenos cinematográficos y se realizaban reuniones culturales. En 2010, por un acuerdo comercial con el Citibank, adoptó el nombre comercial de Teatro Opera Citi, pero en 2014 el auspiciante dejó de ser el Citi y pasó a ser el grupo Allianz, y así su nueva denominación pasó a ser Teatro Ópera Allianz.

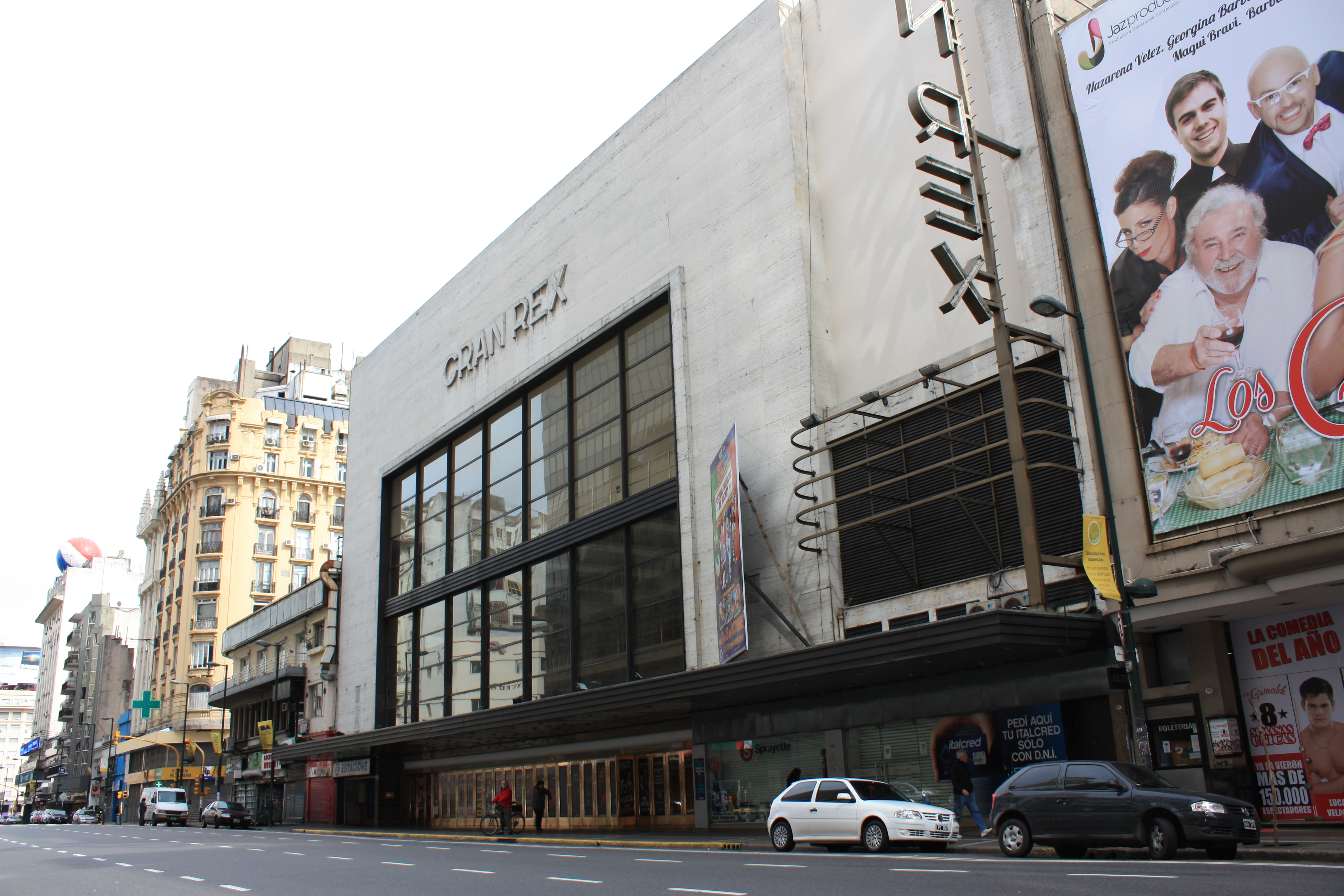
Teatro Gran Rex, desde 1937.

En 1906, uno de los patriarcas del teatro argentino, Jerónimo Podestá, inauguró en lo que hoy es Corrientes 960 un teatro al que llamó Nacional. En 1910 lo compró Pascual Carcavallo, quien lo transformó en la «catedral del género chico criollo». Fue el responsable del acceso a la ansiada calle Corrientes de muchos autores nacionales. En 1933, año en que Carlos Gardel cantó allí por última vez en Buenos Aires, quedó en manos de Enrique Muscio, quien unido en 1952 a Carlos Petit, transformó al Nacional en un templo de la revista porteña. En 1961 Alejandro Romay se convirtió en el nuevo dueño y le construyó en 1973 cinco escenarios suntuosos, hasta que, el 22 de julio de 1982, la sala fue consumida por el fuego mientras se representaba una revista con la popular diva Susana Giménez, que parodiaba a la dictadura militar en uno de sus números. Solo se salvaron el frente y la marquesina que ocupaba los 25 metros del edificio. Nunca se determinó si el incendio había sido intencional. Romay reabrió el teatro el 1.º de marzo de 2000 e instaló la tradición de poner en escena al menos una gran comedia musical por año. En el 2006 se lo alfombró a nuevo y se le dio a la sala un aspecto de cabaré de los años 20.
La Confitería Ideal si bien no se halla sobre la avenida misma, se encuentra a menos de 50 metros, en Suipacha 384, y contribuye a su actividad cultural, de entretenimiento y gastronómica. Fue fundada en 1912 por el pontevedrés Manuel Rosendo Fernández y construida por C.F. González. Conserva su prestigio y romanticismo en sus dos plantas con balaustradas, pilastras e iluminación de estilo itálico y mantiene el frente y ornamentos de origen: arañas de Francia, sillones de Checoslovaquia, vitrales de Italia, «boiserie» de roble de Eslovenia, etc. La flor de lis aparece en numerosos motivos, entre ellos en los dos óvalos de bronce de su entrada. Al segundo piso, donde hoy día se dictan clases de tango en su salón de baile, se accede por una lujosa escalera de mármol o por su gran ascensor. En el pasado se reunía en ella la colectividad inglesa y lo más próspero de la burguesía porteña. Carlos Gardel, Tita Merello, Hugo del Carril y Raúl Lavié son algunos de los grandes cantores de tango que la frecuentaron. Entre los ilustres visitantes destacamos a Vittorio Gassman y Maurice Chevalier.

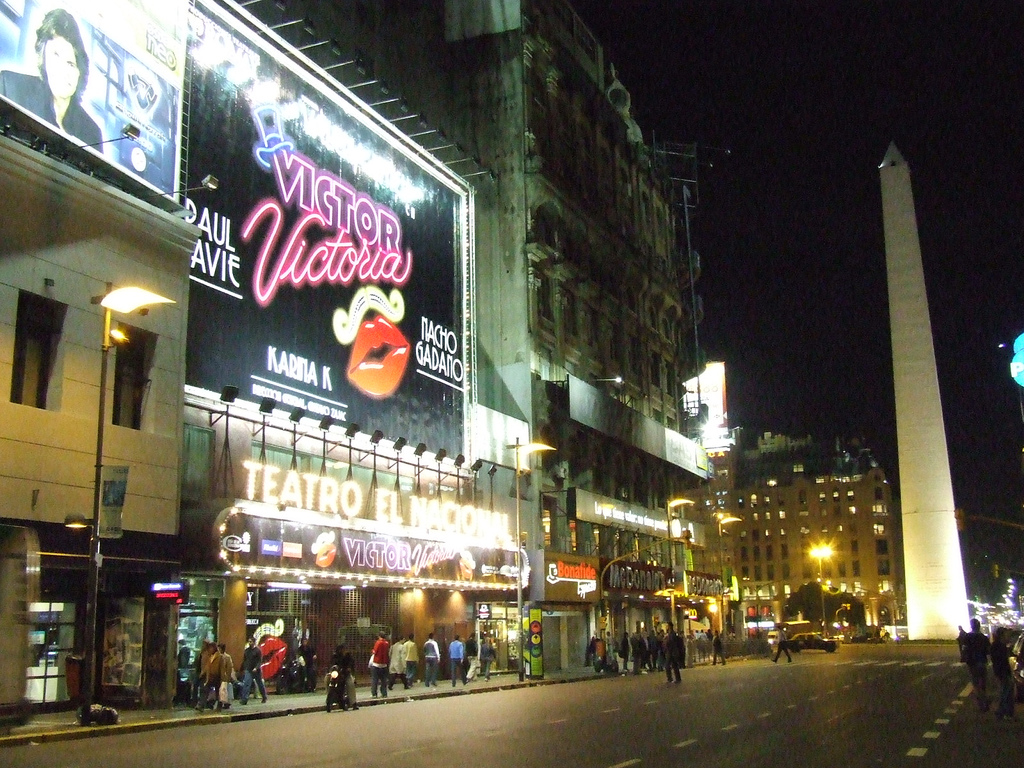
Teatro El Nacional, desde 1906.

Llegando a Cerrito, sobre el lado sur, pueden obtenerse datos sobre paseos y entretenimientos de Buenos Aires en el puesto de información turística de la ciudad.
En la intersección con la Avenida 9 de Julio se yergue sobre la Plaza de la República el Obelisco de Buenos Aires, de 67,5 metros de altura, que fuera construido con motivo del cuarto centenario de la primera fundación de la ciudad. Punto de reunión de grandes concentraciones políticas, deportivas, artísticas y de protesta de la historia argentina, debajo del monumento se cruzan las líneas B, C y D de subterráneos.
Si bien este tramo se caracteriza por el entretenimiento, la cultura y la gastronomía, aún hay gran cantidad de edificios utilizados exclusivamente para oficinas comerciales. Uno de ellos es el imponente República, concebido originalmente por el arquitecto Federico Peralta Ramos para la empresa telefónica ENTel, y que hoy es propiedad de Telefónica. Se encuentra en la esquina noroeste de Corrientes y Maipú, en la cual también se hallan sobre la acera dos kioscos de revistas: uno de ellos posee publicaciones de todos los países del mundo y el otro de todas las provincias argentinas.
De Av. 9 de Julio a Callao
El teatro sigue siendo uno de los rubros más importante de la avenida en el tramo del 1100 al 1700. En el 2007 se contabilizaron en estas siete cuadras 25 teatros.
El Teatro Broadway, en el 1155, ocupa una construcción de estilo art decó, realizada por el arquitecto Jorge Kálnay. Fue considerada en su momento una de las más importantes obras de Sudamérica. Constaba de una perfecta acústica sin resonancia ni ecos.
El Teatro Lola Membrives, en el n.º 1280, comenzó su historia en 1914 cuando se construyó un edificio destinado a salas de espectáculos llamado Smart Palace. En 1921 este teatro se modernizó y tres años después lo tomó a su cargo Blanca Podestá (sobrina del dramaturgo argentino José Podestá) y Alberto Ballerini. El Smart Palace se trasladó a la vereda de enfrente, y en el edificio que quedó vacío se instaló en 1927 el Teatro Cómico, que tuvo su etapa de oro cuando actuaba Lola Membrives, quien desde 1936 tomó a su cargo la dirección. Cuando murió, tomó su mando una sociedad que tenía por principal accionista a su hijo Juan quien en 1978 lo vendió con la condición de que recibiese el nombre de su madre.
Paralelamente, el teatro Smart tuvo temporadas brillantes con las interpretaciones de Blanca Podestá, por eso, al morir esta en 1967, cambió su nombre por el de la actriz. Por su escenario pasaron grandes figuras como Florencio Parravicini, Gloria Guzmán, Mecha Ortiz, Alberto Closas, Margarita Xirgu, Miguel de Molina y María Antinea. En 1933 se conocieron en él Carlos Gardel y Federico García Lorca. El Multiteatro, denominación que tomó desde 1995, tiene su sede de dirección y programación en el n.º 1283. Son 4 modernas salas que tienen capacidad para 131, 320, 369 y 417 espectadores, con los últimos adelantos tecnológicos en la materia.
El centro cultural más grande e importante de la avenida es el Teatro San Martín, situado en la vereda sur del 1500 e inaugurado en 1944. En 1950, en ocasión de cumplirse un siglo del fallecimiento del Libertador de América, se le dio el nombre del prócer argentino. El actual complejo de teatros, conocido como Centro Cultural San Martín, es una construcción en hormigón armado, cristal y carpinterías metálicas que se comenzó a gestar en 1954, derribando el antiguo teatro y edificios linderos. Si bien simbólicamente se lo inauguró el 25 de mayo de 1960, al celebrarse los 150 años de la Revolución de Mayo, la verdadera inauguración ocurrió en octubre de 1961. Alberga tres salas teatrales equipadas con moderna tecnología, la mayor con capacidad para 1700 espectadores, un cine y una fotogalería. Sus 30 000 m² cubiertos se reparten en cinco subsuelos, cuatro niveles y tres cuerpos, de doce pisos. Posee talleres donde se confecciona el vestuario, la escenografía y los decorados. En él se realizan conferencias, espectáculos musicales y teatrales, exposiciones plásticas y otros eventos culturales.

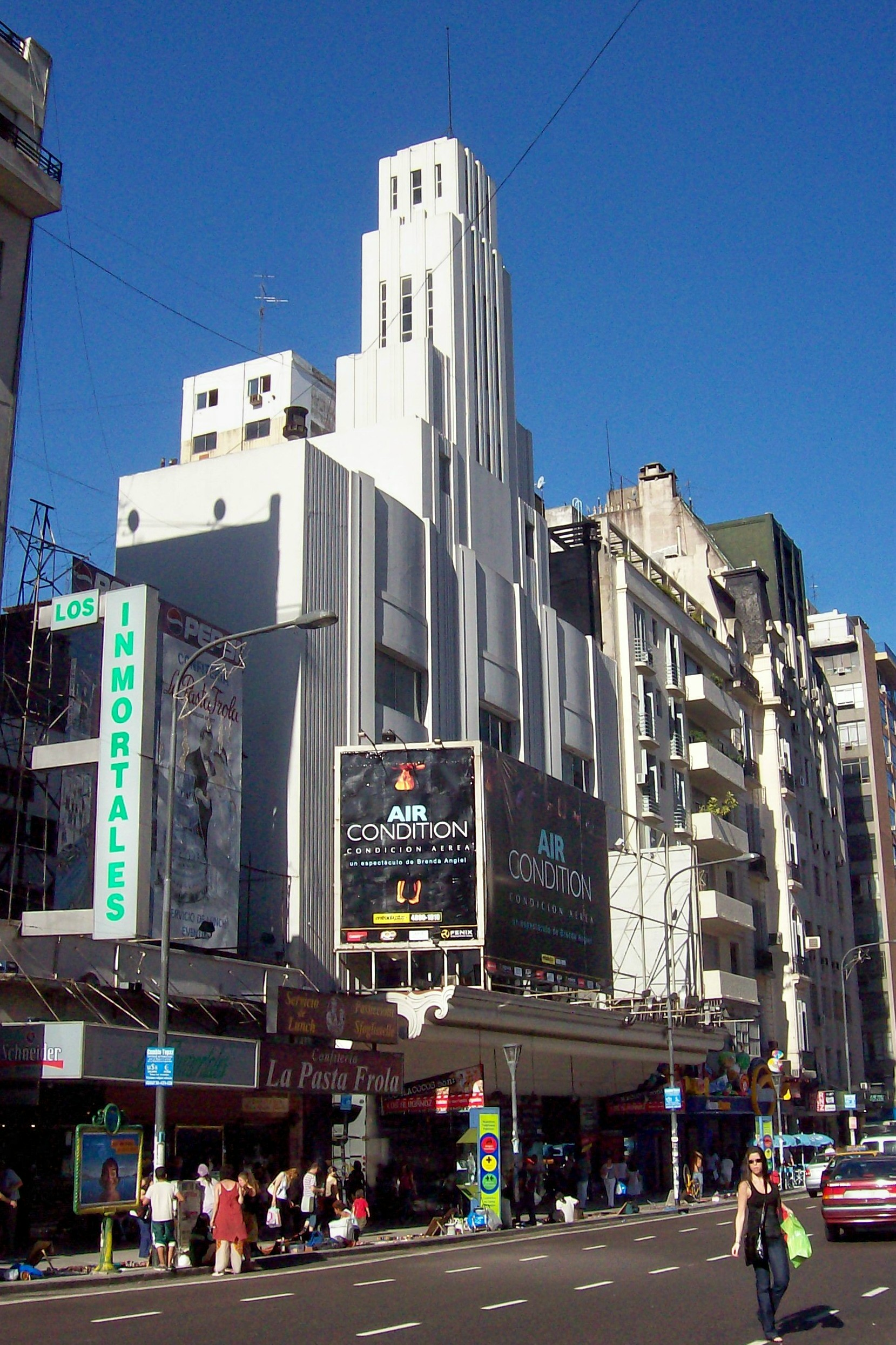
Teatro Metropolitan, abierto en 1936.

Junto al San Martín se halla el teatro Picadilly, y en frente, tras una moderna fachada vidriada y murales de artistas plásticos, el Centro Cultural de la Cooperación. Se inauguró en 2002 y en él se presentan obras de teatro, exposiciones, debates y conferencias. Su planta baja cuenta con una librería y café.
También en esta cuadra, el Teatro del Nudo y Liberarte (declarado de interés cultural por la Legislatura de la ciudad) son locales polifuncionales con salas de teatro mezcladas entre bares y librerías. Y en el n.º 1553, Carlos Gardel tuvo un domicilio en el año 1904 junto a su madre Berta.
En el 1343 se encuentra el Teatro Metropolitan, de estilo art déco fue proyectado por Germán y J. B. Joselevich, E. Ramírez y Rafael Abril e inaugurado en 1936. Durante décadas fue una de las principales salas de cine de nuestra ciudad. Su estreno como sala teatral se realizó con el musical “El Show de Frankie Kein” con las estrellas cubanas Frankie Kein y Manuel Arte. El teatro originalmente contaba con una única sala, cuyo pulman fue luego reconvertido en la actual Sala 2 en el año 1980. A principios de abril de 2013, bajo su nueva denominación de Metropolitan Citi, se restauró priorizando la preservación y el reciclaje de los valores del edificio original incorporando elementos contemporáneos que potencien dicha esencia, devolviéndole su dinamismo y sentido actual. 
El Teatro Apolo está situado en Avenida Corrientes 1382, en el mismo predio donde fuera fundado en 1886 el teatro que originalmente llevaba ese nombre. En 1958 el Teatro Apolo estaba cerrado y próximo a ser demolido para construir un edificio con galería comercial en la planta baja. La comunidad teatral se movilizó con peticiones, protestas y marchas y en una entrevista con el entonces presidente Arturo Frondizi obtuvieron la promesa de una solución, que se concretó en 1959 con la ley 14.800 que estableció que, en caso de demolición de salas teatrales, el propietario debe construir en el nuevo edificio, un ambiente teatral de características similares a la sala demolida. La demolición se concretó y fue construido el edificio planeado con galería y sala teatral incluida. En la década de 1970 sus problemas económicos obligan a la cooperativa que lo llevaba adelante a venderlo y convertido en el Cine-Teatro Lorange, así pasa por varios dueños hasta que en 2008 recupera su nombre original y vuelve a funcionar solamente como teatro.

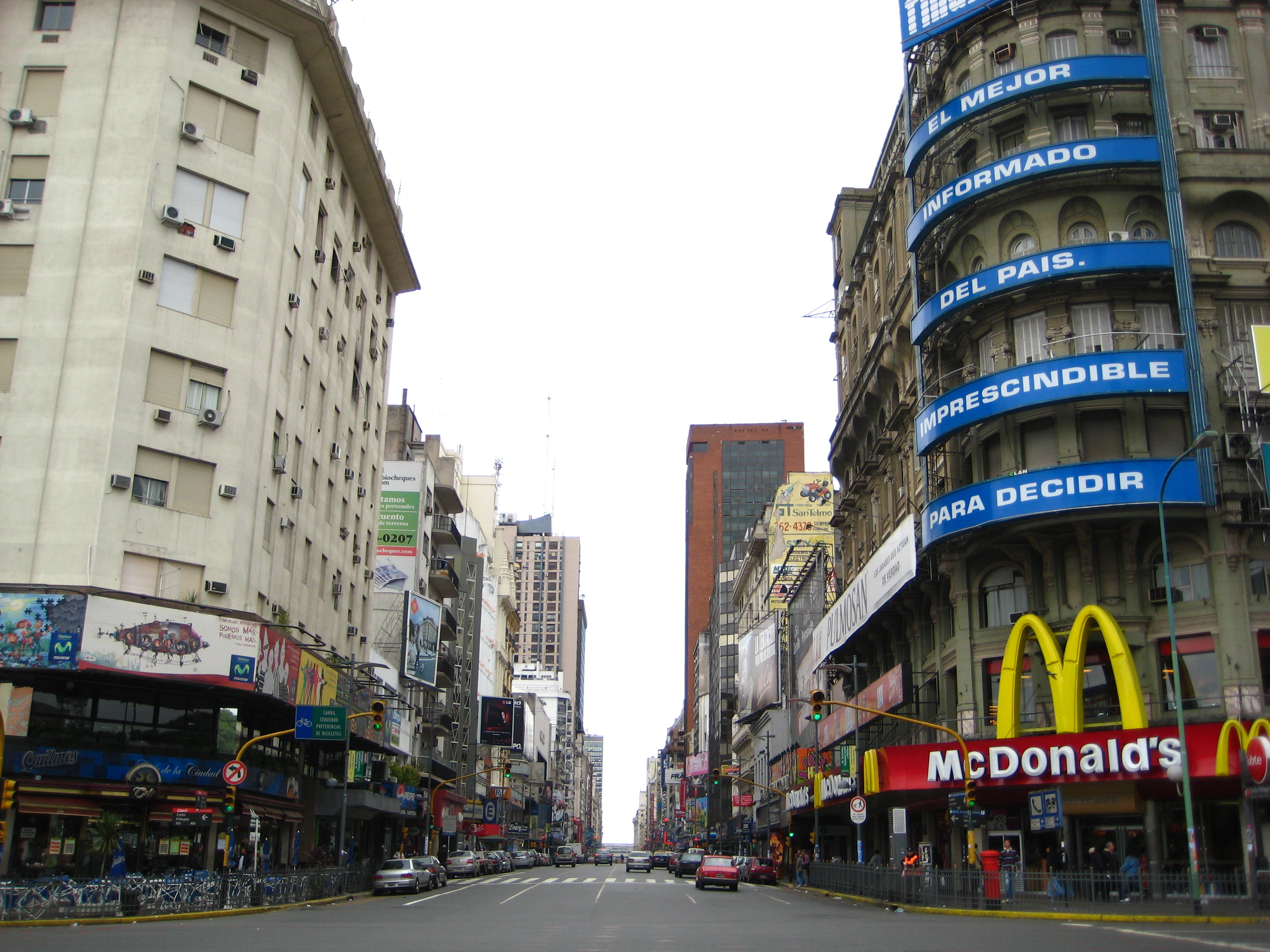
Corrientes desde Carlos Pellegrini hacia el este.

Entre Montevideo y Rodríguez Peña, en la vereda norte, se halla el Teatro Astral, con fachada de estilo Luis XVI oculta por los carteles. Se contrapone con su interior decorado con figuras geométricas «futuristas». Es obra de Alberto Bourdon, el mencionado belga que construyó el Ópera. Junto al Astral se halla un clásico de la música y el teatro argentino: el Presidente Alvear, inaugurado en 1942, con capacidad para 1000 espectadores y dotado de moderna infraestructura, cuenta con talleres de escenografía, luminotecnia, sonido y sastrería.
En el n.º 1660 se halla el complejo cultural y comercial Paseo La Plaza, con cinco salas de teatro (la mayor para 530 espectadores), más de veinte comercios y 12 restaurantes, además de estacionamiento propio. Se erigió sobre un antiguo mercado modelo inaugurado en 1989. Mantiene las columnas y los pórticos del antiguo mercado incorporándolos a un diseño contemporáneo. En su interior unos caminitos sinuosos rematan en el centro en una torre. Originalmente, el Paseo La Plaza contaba con un anfiteatro al aire libre, donde además de brindarse espectáculos musicales de reconocidos cantautores e intérpretes, funcionó en los años '80 como escenario de libre expresión donde cada cual podía mostrar su arte sin requerir de ningún tipo de permiso. Era recurrente encontrarse allí a artistas, sobre todo dada la proximidad con el Centro Cultural San Martín y el Conservatorio de Música Manuel de Falla. Este anfiteatro, compuesto de pronunciadas gradas de cemento que obligan a mirar hacia un escenario semicircular emplazado en una depresión del terreno, fue cerrado y techado en los años '90, convirtiéndose lamentablemente en una confitería-restaurante, cuya particularidad reside justamente en que las mesas se ubican en diferentes niveles de esas gradas. 
Antes de llegar a la Avenida Callao se encuentran en su intersección con Rodríguez Peña los teatros El Vitral y Buenos Aires. El Teatro El Vitral en Rodríguez Peña 343 comienza con su fundadora, Franca Guthmann que eligió la casona de fines del 1800 para su instalación. Los trabajos de refacción llevaron dos años y estuvieron a cargo de Saulo Benavente. En el año 1981 se inauguró con una sala de 128 localidades, en el año 1984 se abre una segunda sala de 80 localidades y en 1988 la tercera sala de 30 localidades. El Teatro Buenos Aires, en el 411 de Rodríguez Peña, fue fundado en 1979 y por él han pasado cantantes como Nito Mestre, León Gieco, Víctor Heredia o Facundo Cabral y actrices como Henny Trailes, Susana Campos e Irma Roy. Durante varios años fue conocido como Moulin Bleu hasta que en 2015 volvió a su denominación original.
En cuanto a salas de cine de la avenida la más importante es, sin dudas, la Sala Leopoldo Lugones, ubicada en el décimo piso del Teatro San Martín en Corrientes al 1530. Sala destinada casi exclusivamente a la proyección de películas en su mayoría no estrenadas comercialmente, fue inaugurada en 1967 con la proyección de "La pasión de Juana de Arco" de Carl T. Dreyer y es un lugar clave en la historia de la cinefilia local que comenzó gracias a un acuerdo entre el Teatro San Martín y la Fundación Cinemateca Argentina, acuerdo que hoy sigue en vigencia. La idea era y es difundir la enorme diversidad de la historia del cine, a través de ciclos, retrospectivas y revisiones de clásicos. En 2006 se inauguró en el hall de esta sala un mural realizado en mosaico por Rogelio Polesello llamado "Nunca recuerdo olvidarte" de 2 por 7 metros que reúne en una misma superficie distintos diseños de Polesello que resumen, a su vez, su trayectoria plástica. En los últimos años se ha vuelto frecuente también el estreno de filmes de difícil distribución. Cuenta con capacidad para 233 espectadores y en el año 2015 se concluyeron trabajos de restauración de la sala.

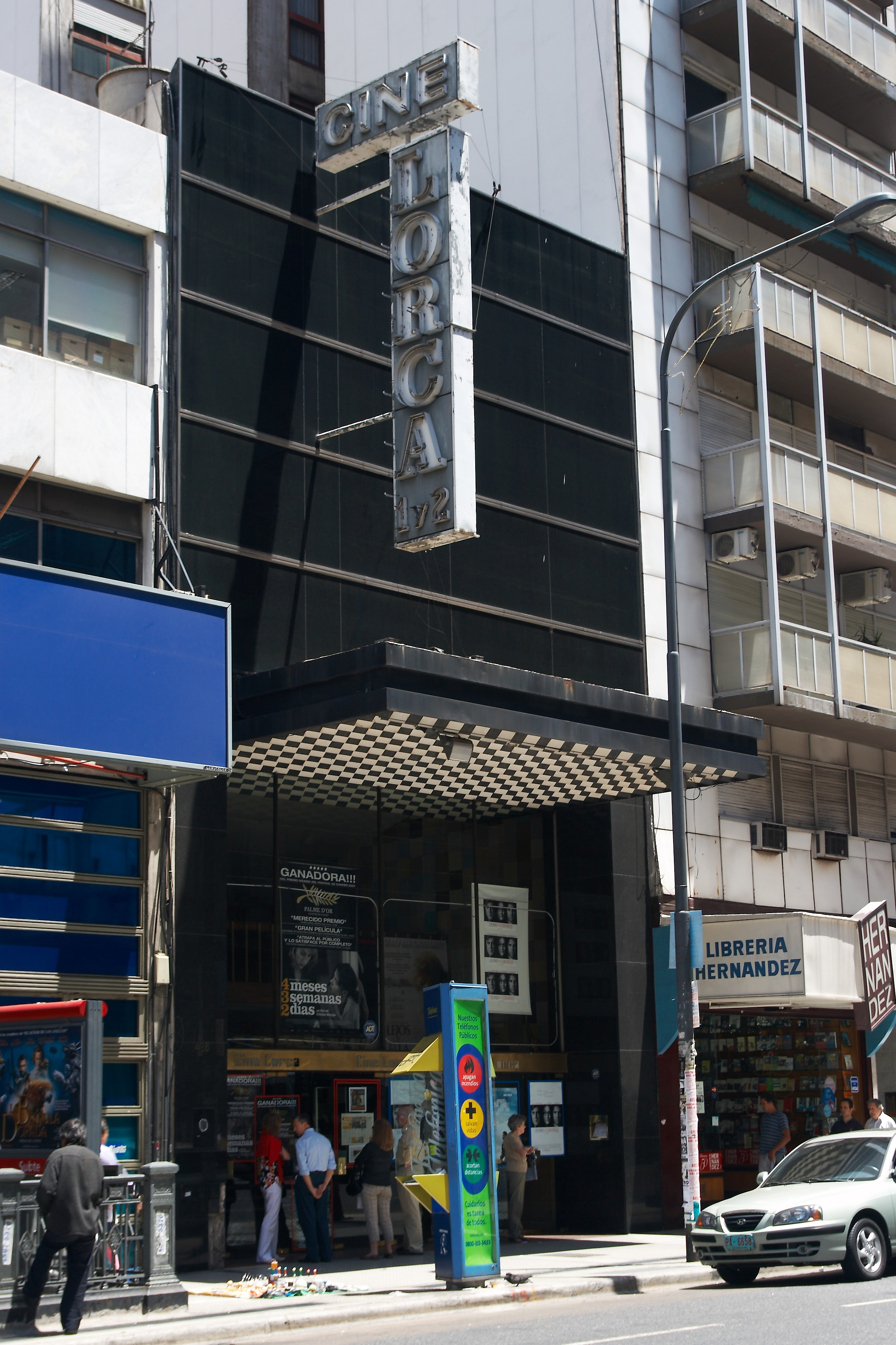
Cine Lorca, inaugurado en 1968.

En lo que a cine se refiere, también se destacan, el BAMA -Buenos Aires Mon Amour- (hoy sala de cine arte que ha recibido denominaciones como Teatro Arte, Cine Hall o Arteplex Centro) con entrada por galería contigua al Teatro Broadway al 1100, el Lorca (rebautizado con ese nombre por el excrítico cinematográfico devenido en militante ecológico Javier Rodríguez Pardo y cuyo edificio actual fue inaugurado con el nombre de Cine Lion en 1968) al 1400 y el Cine-Teatro Premier al 1500, construido en 1944 con tres pisos visibles a través de un gran ventanal con vidrios enmarcados en varillas de bronce en su frente y dos estatuas del escultor Ferrari que se yerguen a ambos lados, actualmente ocultas por su marquesina y hasta -en algunos casos- por avisos de índole político. El Premier fue acondicionado en 1980 para que fuera el escenario de la final mundial de ajedrez entre el exiliado ruso Víctor Korchnoi y su compatriota Lev Abramovich Polugaievsky.
Por último, llegando a avenida Callao, estaba el cine Los Ángeles que proyectaba solo películas infantiles y fue la primera sala en el mundo dedicada especialmente a las producciones de Walt Disney. Fue declarado, en 2000, sitio de interés cultural por la Legislatura de la Ciudad de Buenos Aires, en 2008 fue reinaurgurado tras una remodelación, durante poco tiempo funcionó como Multiespacio Los Ángeles, pero luego de conflictos entre sus propietarios, cerró en 2010. Posteriormente ha vuelto afuncionar representándose comedias teatrales en su sala para 240 espectadores. Desde septiembre de 2012 está abierto un local de Burger King que ocupa el anteriormente maravilloso y original hall del excine y su sala de planta baja.
Pese a su gran valor histórico y arquitectónico, la mayoría de las fachadas de estos teatros, con excepción del Maipo, se encuentran ocultas por estructuras que sostienen marquesinas.

#### Librerías
De Cerrito a Callao se pueden contabilizar más de una veintena de librerías que son todo un clásico de la ciudad y la zona. Hay cadenas de librerías y las de usados y/o de dueños particulares, donde el librero conoce los libros que tiene a la venta sin necesidad de escaneos en la computadora.
En Corrientes al 1117 aparece la primera de las librerías dedicadas al usado, la librería Kafka, y en el 1131 hay un local de venta de películas clásicas. Al 1145 entrando a la galería sin nombre y en el local 13 está desde 1988 la más conocida de las librerías dedicadas al cine, Libro Film. En el local 17 de la misma galería encontrarán un lugar con música alternativa, novedades y clásicos, la disquería Oíd Mortales.
En el 1230, casi justo enfrente de una disquería tanguera ubicada al 1217, se encuentra la angosta librería de usados, Obel Libros. En el 1243 aparece la primera sucursal de esta zona de Cúspide Libros, cadena de librerías propiedad del Grupo Clarín. El 1247 está ocupado desde 1996 por la Librería Lucas, dedicada a la compra, venta y canje de libros y revistas. Enfrente en el 1274 y en el Teatro Lola Membrives se encuentra otro punto para conseguir música, La Disquería.
La segunda sucursal de Cúspide se ubica en el 1316 de Corrientes. La clásica Librería Hernández tiene una de sus sucursales en el 1311 y en el 1375 se encuentra Dickens con libros para todo público y títulos buscados.

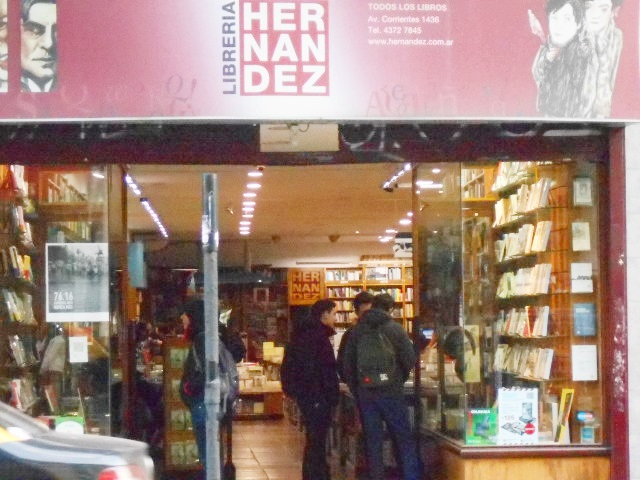
Librería Hernández · Corrientes 1436

A la misma altura en el 1436 se encuentra la más grande de las sucursales de la Librería Hernández abierta en el año 1973. Damián Carlos Hernández (1923-1987), su fundador, tuvo que cerrar la librería y se exilió en 1977 al ser perseguido por la dictadura militar y su censura, pero logrando salvar colecciones enteras como CP del desaparecido editor Carlos Pérez o la de La Rosa Blindada dirigida por José Luis Mangieri, que Hernández supo ocultar en su sótano. En los '60 Hernández instaló su primera librería en Corrientes 1580 y entre sus visitantes estaban David Viñas, Arturo Jauretche y Rodolfo Puiggrós, que bautizarían a Hernández como "Librero Mayor".
En Corrientes 1537 sabía encontrarse el bar literario Café Domínguez, primero abierto las veinticuatro horas y lugar de reunión de poetas a principios del siglo pasado. Celedonio Flores supo rescatar el lugar en su conocido poema "Tristezas" y un tango de Ángel D' Agostino lleva el nombre de este lugar que hoy está ocupado por un hotel con teatro incluido. 
A la altura del 1513 se encuentra, desde 1960, la Librería Lorraine que mantiene una estética tradicional de librería de barrio con variedad de títulos agotados. En el hall del Teatro Municipal General San Martín (Corrientes 1530) se encuentra en un stand la Librería Teatral Salort, especializada en textos de y sobre dramaturgos. 

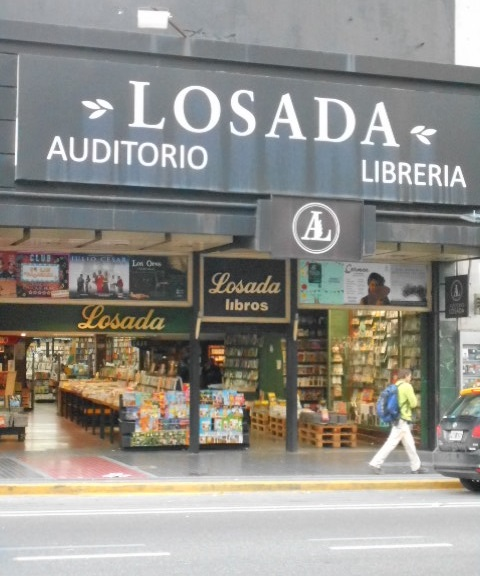
Librería Losada · Corrientes 1551

Losada Libros, es la gigantesca librería de la argentina Editorial Losada que se ubica en el 1551 de Corrientes y que en su subsuelo alberga una pequeña sala teatral. Losada, fundada en 1938 por el español Gonzalo José Bernardo Juan Losada Benítez, se convirtió en "la editorial de los exiliados" por ser el lugar de reunión de los republicanos y españoles que habían tenido que huir del franquismo por aquellos años.
A la altura del 1600 se encuentra actualmente (junio de 2016) la mayor cantidad de librerías de la zona. La primera al 1622 es Librería La Cátedra (Corrientes 1622), la siguiente es la flamante Adán Buenosayres (Corrientes 1671), actualmente en proceso de cierre. y al finalizar la cuadra se encuentra una nueva incorporación, Librería Jekyll (Corrientes 1696) las tres especializadas en libros y revistas.
En esa misma altura vemos otros dos clásicos entre las librerías de la avenida. Edipo Libros que funciona en el número 1686 desde el año 1978 con novedades y alguna primera edición y Gandhi, en nuevo y diminuto local al 1694. Gandhi abrió sus puertas en 1984 y fue Elvio Vitali que regresaba del exilio en México quien la creó, primero cerca de la calle Montevideo, luego en el número 1551 de Corrientes y posteriormente en el local del 1743, hoy ocupado por un restaurante.
Al 1600 se pueden encontrar también dos teatros en subsuelos el Belisario y el Porteño, así como la disquería Magimúsica y un local de venta de películas y series, Todo el Cine del Mundo en el 1699. Justo enfrente al 402 de Rodríguez Peña, vemos otro local dedicado a las películas, Solo Cine. Ambos locales con rarezas para cinéfilos.
Llegando a Callao, en el 1723, se encuentra la Universidad del Museo Social Argentino, fundada por el Museo Social Argentino, institución esta que a su vez había sido fundada en 1911 en el local de la Sociedad Científica Argentina. Su objetivo es el de recoger y transmitir en forma gratuita información sobre Economía Social y aconsejar a las personas e instituciones que tengan por objeto el mejoramiento de la situación moral y material de los trabajadores.
Ya al finalizar esta zona en el 1718 encontramos El Perseguidor, disquería con CD y vinilos de diferentes partes del mundo, películas, remeras y pósteres de la cultura pop que en algún momento supo también vender libros. La cadena de electrodomésticos, música y cine y series Musimundo tiene un local en el 1753, donde antiguamente se ubicaba el Cine-Teatro Alfil. En el 1773 se encuentra la librería de usados Encuentro Sudeste. Zivals Discos & Libros se encuentra justo en la esquina con la Avenida Callao (más exactamente al 395 de esta), con novedades en música, libros y películas.
Desde el año 2007 se realiza en esta zona La Noche de las Librerías evento que coordina varias actividades que incluyen entrevistas a autores, narraciones en vivo, clases cortas, juegos, actividades performáticas y cantantes en vivo, a la que año tras año se han ido sumando más barrios de la ciudad generando corredores de librerías, bares y centros culturales que tienen como objetivo unificador la promoción de la lectura.
Por otra parte, el tramo del 1100 al 1700 es de una gran atracción para los proyectos de oficinas, hoteles y comercios. Por ejemplo, en Corrientes y Paraná, inconfundible por su curtain Wall y su fachada curva, se levanta Lex Tower, una torre inteligente y sustentable de 30 pisos de oficinas.

##### La gastronomía

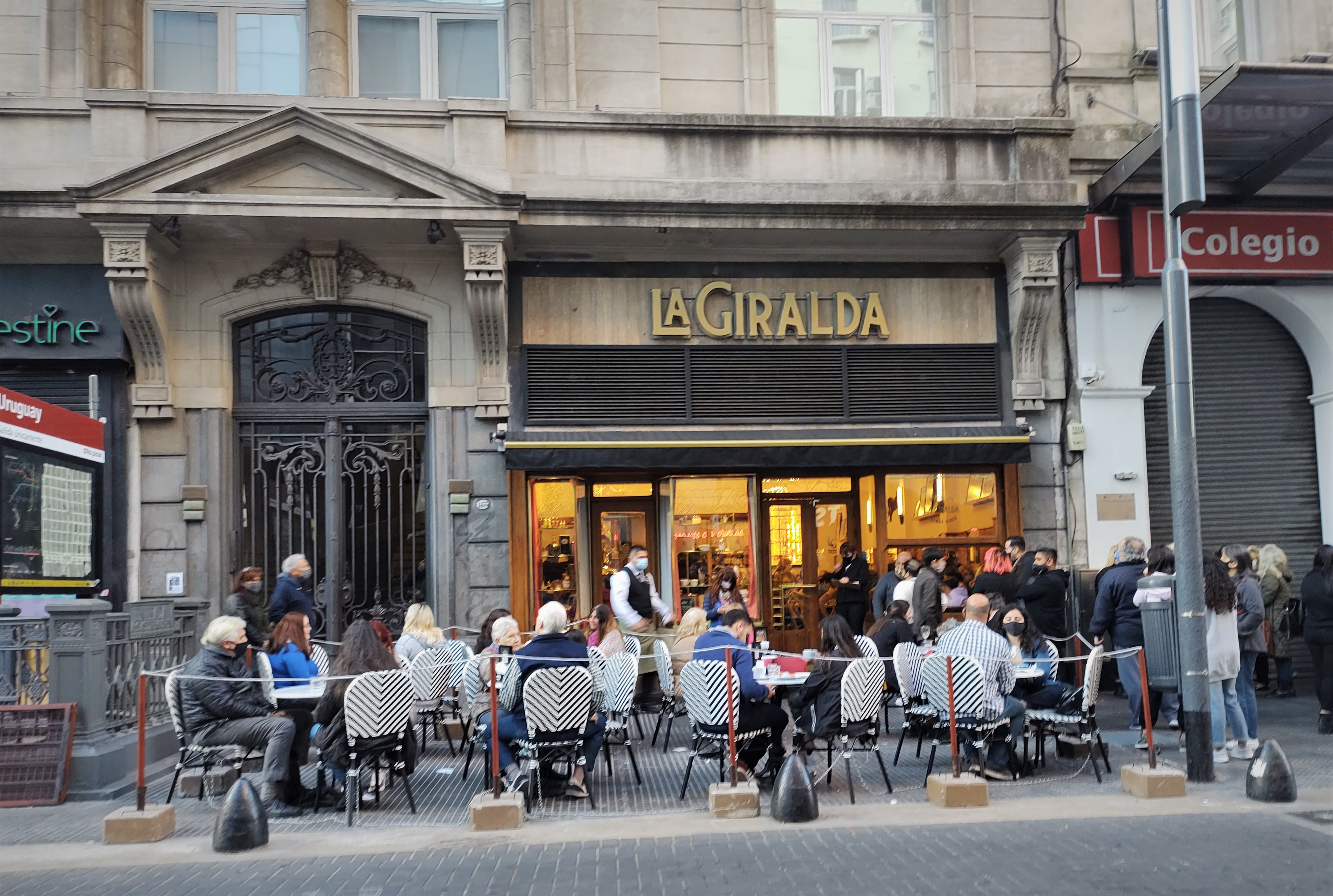
La Giralda

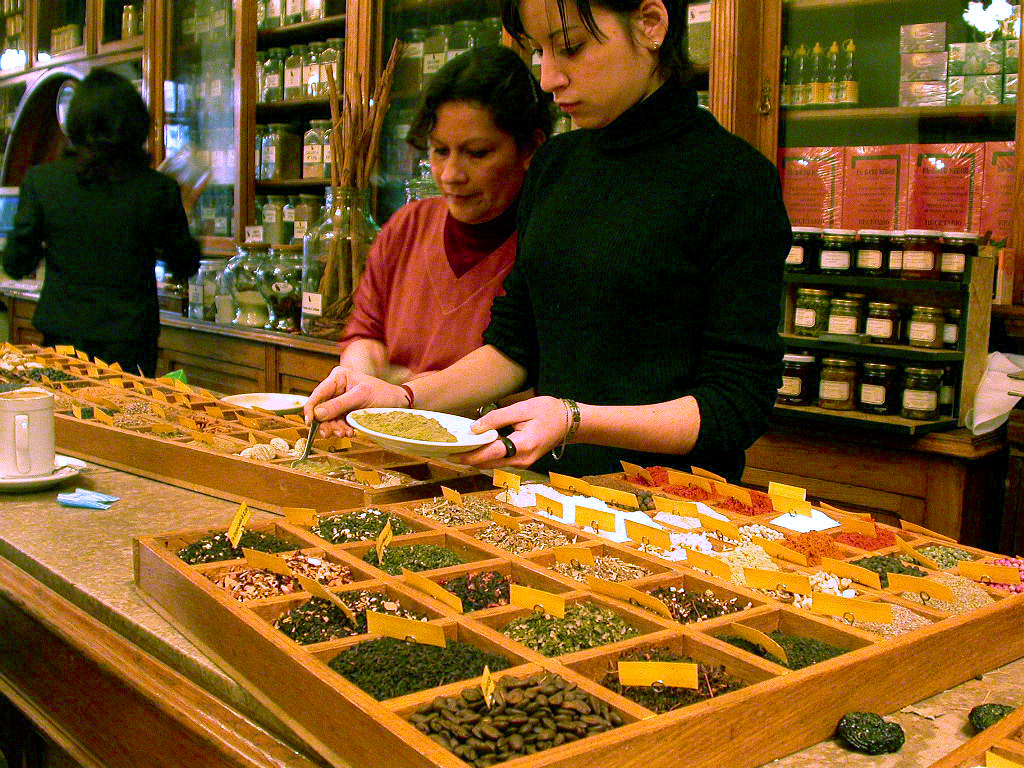
El Gato Negro, Corrientes 1669

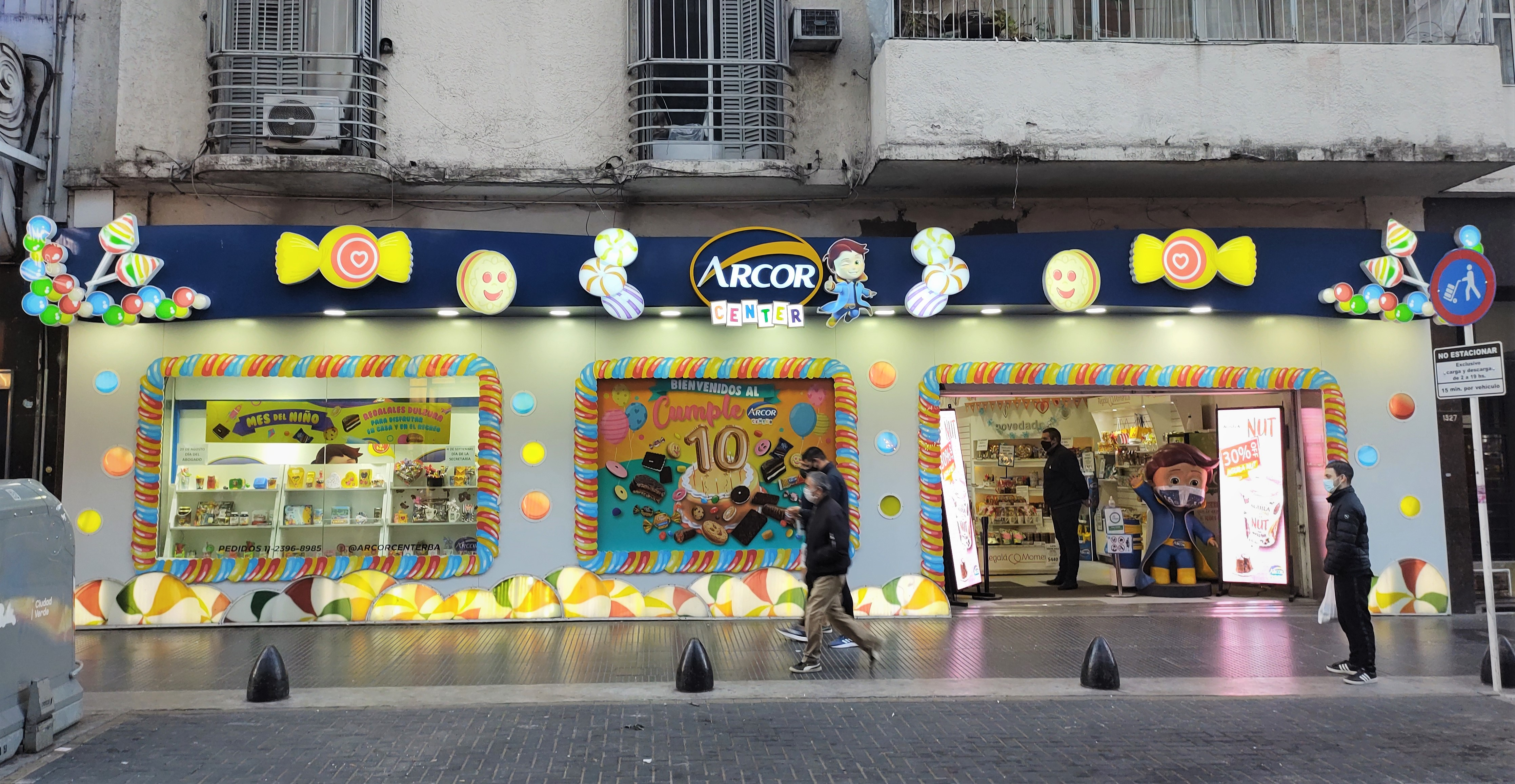
Arcor Center

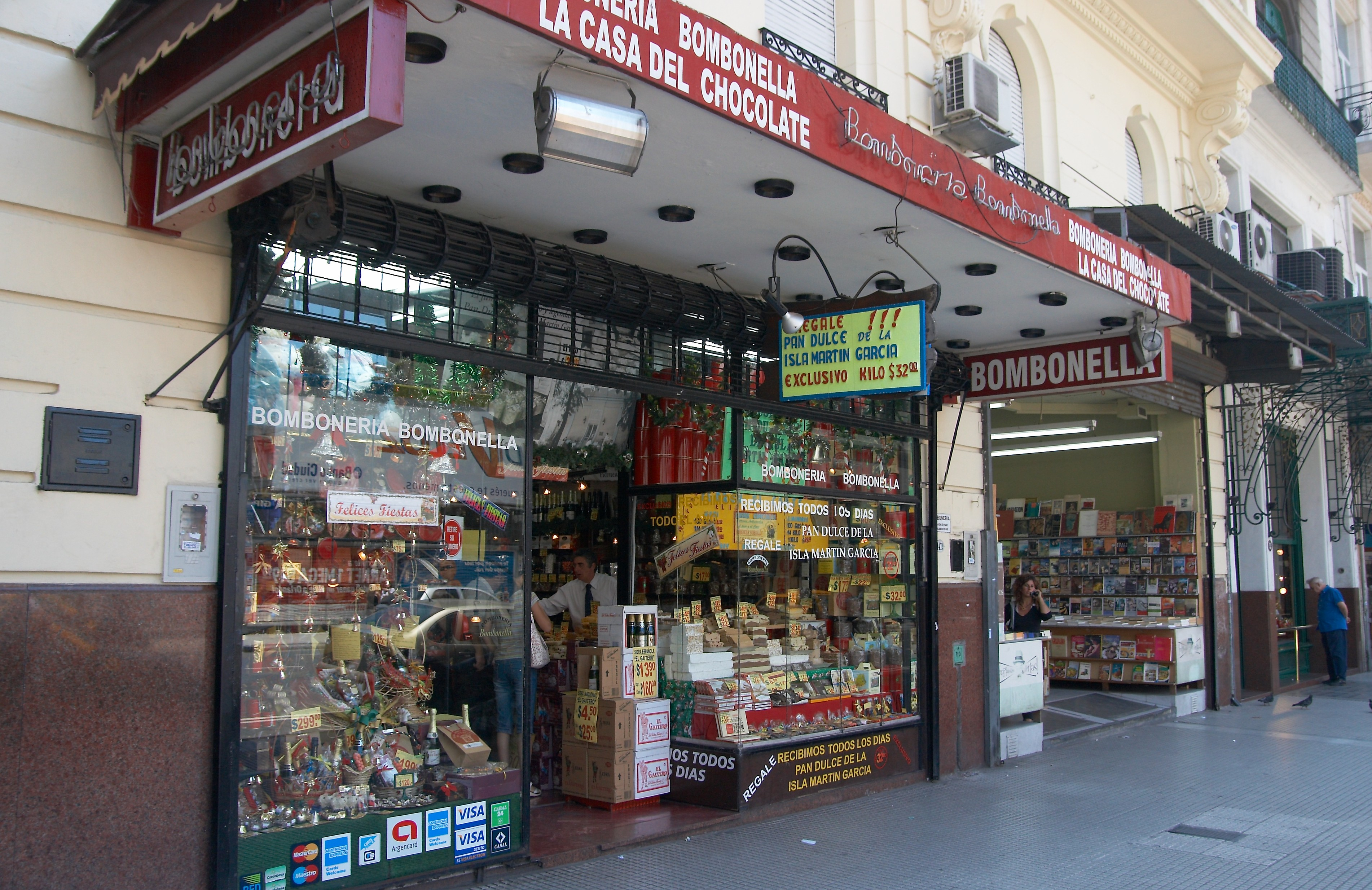
Bombonella

De Esmeralda a Callao hay numerosos cafés, restaurantes (casi todos pizzerías) y confiterías tradicionales. Entre los primeros se destacan, El Foro en la esquina con la calle Uruguay, y el tradicional bar La Nueva Martona, en donde el plato tradicional son los panqueques con dulce de leche, en el reducido local del 1489. En la esquina de enfrente se levantaba el café Ramos, hoy día una nueva sucursal de la Pizzería Banchero, que fue un bar artístico en donde se reunían actores, periodistas y cineastas.
En el 1453 de la avenida se encuentra la cafetería La Giralda, fundado en 1930, reconocido por preparar buen chocolate con churros que puede tomarse en sus mesas de madera y mármol y por haber sido lugar de encuentro de la intelectualidad porteña con un estilo que ha sobrevivido a las corrientes modernizadoras. Estuvo cerrado desde 2018 hasta agosto de 2021 debido a que sus nuevos dueños, Gabriel García y Nicolás Marques, se encargaron de recuperar el bar y conservar la fachada del frente, así como de remodelar el interior con tintes modernos. El arquitecto del edificio donde se encuentra La Giralda es Juan José Caveri, autor también del edificio en que se encontraba el cine Iguazú, en la calle Lavalle.
En la esquina con Paraná la confitería Politeama tiene el nombre y un estilo que recuerdan al desaparecido Teatro Politeama Argentino, que funcionaba en el n.º 1490.
El café La Paz en Corrientes y Montevideo, fue reducto de muchos bohemios y socialistas, especialmente durante la década de 1960. En él se reunieron escritores y músicos como David Viñas, Ricardo Piglia, Enrique "Mono" Villegas y el desaparecido por la dictadura Rodolfo Walsh. Fue muy frecuentado por artistas y público de los teatros cercanos, hasta que en época de la pandemia de COVID-19, tuvo que cerrar definitivamente sus puertas en agosto de 2021, y reconvertir su local en un comercio de venta de sushi.
El café El Estaño, en la esquina con Talcahuano, es un café tanguero, en el que trabajó Aristóteles Onassis cuando llegó como refugiado a la Argentina. Una anécdota cuenta que el magnate, trabajando como mozo, le sirvió un café a Carlos Gardel, allá por 1924. En Corrientes y Callao el restaurante-bar La Opera, es un clásico lugar de reunión de familias, gente de negocios y parejas. 
En cuanto a los restaurantes, los hay de todo tipo y bolsillo, como por ejemplo las pizzerías situadas en la cuadra del 1300, Güerrín, enfrente Los Inmortales por la que pasaron muchos intelectuales, artistas y bohemios retratados en ella; y Banchero Centro desde 1932, en esquina con Talcahuano,. A su iniciador, Agustín Vanchero, se le atribuye ser el creador de la fugazza con queso. Hay otra Banchero en la esquina de Montevideo (1602 de Corrientes) y en frente, en el 1602, se halla la pizzería Farándula. 
En el 838 Las Cuartetas es una pizzería legendaria que en 1932 se hallaba junto al Teatro Tabarís. En la década del 40 impulsó innovaciones en la pizza, al agregarles ingredientes como salsa blanca, jamón con morrones, etc. 

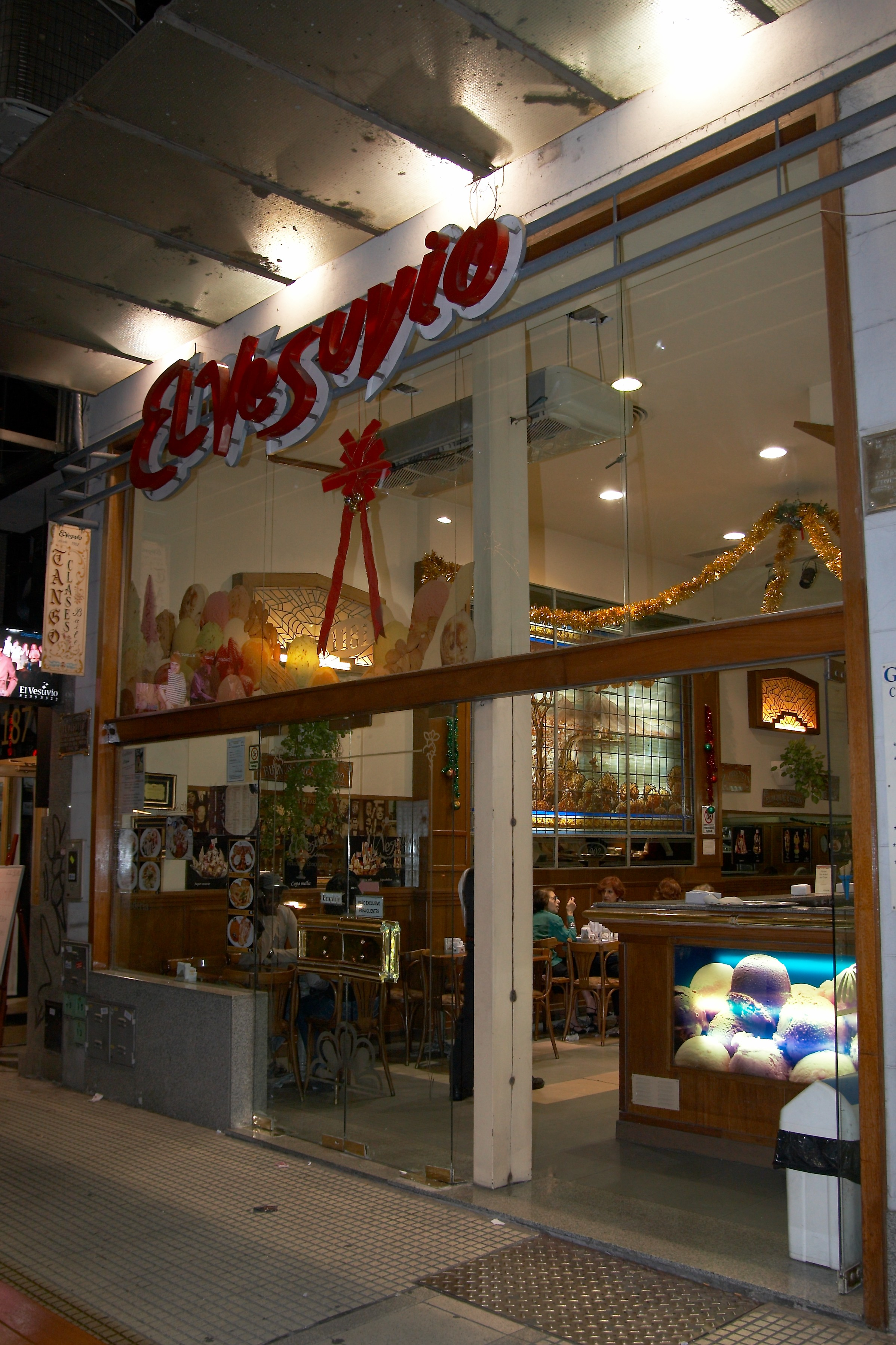
Heladería El Vesuvio, en 2007, y que cerrara en 2021.

El Palacio de la Papa Frita, en Corrientes 1612, es un reconocido restaurante con comida internacional, variedad de vinos finos y salón de fiestas.
Otro clásico restaurante es el Pippo, que si bien no está sobre Corrientes, se halla en Paraná 356 a menos de 100 m de la avenida. Es ideal para comer rápido, bien y barato ya sea sus pastas caseras, acompañadas con variedad de salsas, entre ellas la más famosa de tuco y pesto; o sus carnes de exportación asadas a la parrilla.
En la cuadra del 1400 se encuentra la bombonería Bombonella, fundada en 1941, que produce todo tipo de chocolates en forma artesanal. En el 1669 se halla El Gato Negro, una tradicional tienda de especias, con buen ambiente porteño e ideal para tomar un café con algo dulce. Su fundador fue el español Victoriano López Robredo, que había vivido cuarenta años en Ceilán, Singapur y las Filipinas. El negocio estaba en 1926 en donde hoy se sitúa el Teatro Presidente Alvear. 
Mención aparte es el local de Arcor Center, con una superficie de más de 400 m², en Corrientes 1325: un paraíso para los niños por las golosinas de todos los colores, gustos y formas. Se exhiben y comercializan los productos de la compañía y se ofrecen originales presentaciones para regalar, además de contar con un lugar para tomar algo o saborear un helado de la marca.
En cuanto a las heladerías, la primera de la ciudad existió, hasta 2021, en el n.º 1181 de Corrientes y se llamaba El Vesuvio. Fundada en 1902 por el matrimonio italiano Cocitore, incorporó luego el servicio de cafetería. Desde 2007 contaba a su lado con un resto-bar. Eran asiduos concurrentes Carlos Gardel, Juan Manuel Fangio, Tita Merello, Julio de Caro, Luis Sandrini y Jorge Luis Borges, entre otros ilustres argentinos. Su interior estaba decorado con fotografías antiguas de los más importantes exponentes de la cultura argentina, y con vitrales recordatorios de paisajes italianos. Horacio Ferrer y Astor Piazzolla recuerdan a El Vesuvio en la letra del tango La Última Grela, describiendo la noche porteña repleta de nostalgia y amor. Con problemas financieros importantes, no pudo soportar los días en que debió cerrar debido a la pandemia de COVID-19. En el n.° 1695 existe la heladería "Cadore", considerada en 2018 por el National Geographic como una de las 10 mejores heladerías del mundo. Además, el 6 de noviembre de 2018, fue declarada "Sitio de Interés Cultural por el Gobierno de la Ciudad de Buenos Aires.

### Balvanera
El barrio de Balvanera se divide en tres zonas que popularmente se denominan "Congreso", "Once" y "Abasto".
De aquí en más la avenida se halla arbolada especialmente con plátanos (Platanus × acerifolia), de corteza amarillo verdosa.
A partir de la calle Paso la avenida baja abruptamente debido a que en el pasado en dicha calle, entre Corrientes y Lavalle, existía una laguna que daba origen a un arroyo llamado Manso.

#### Callao a Pueyrredón:Congresoy elOnce

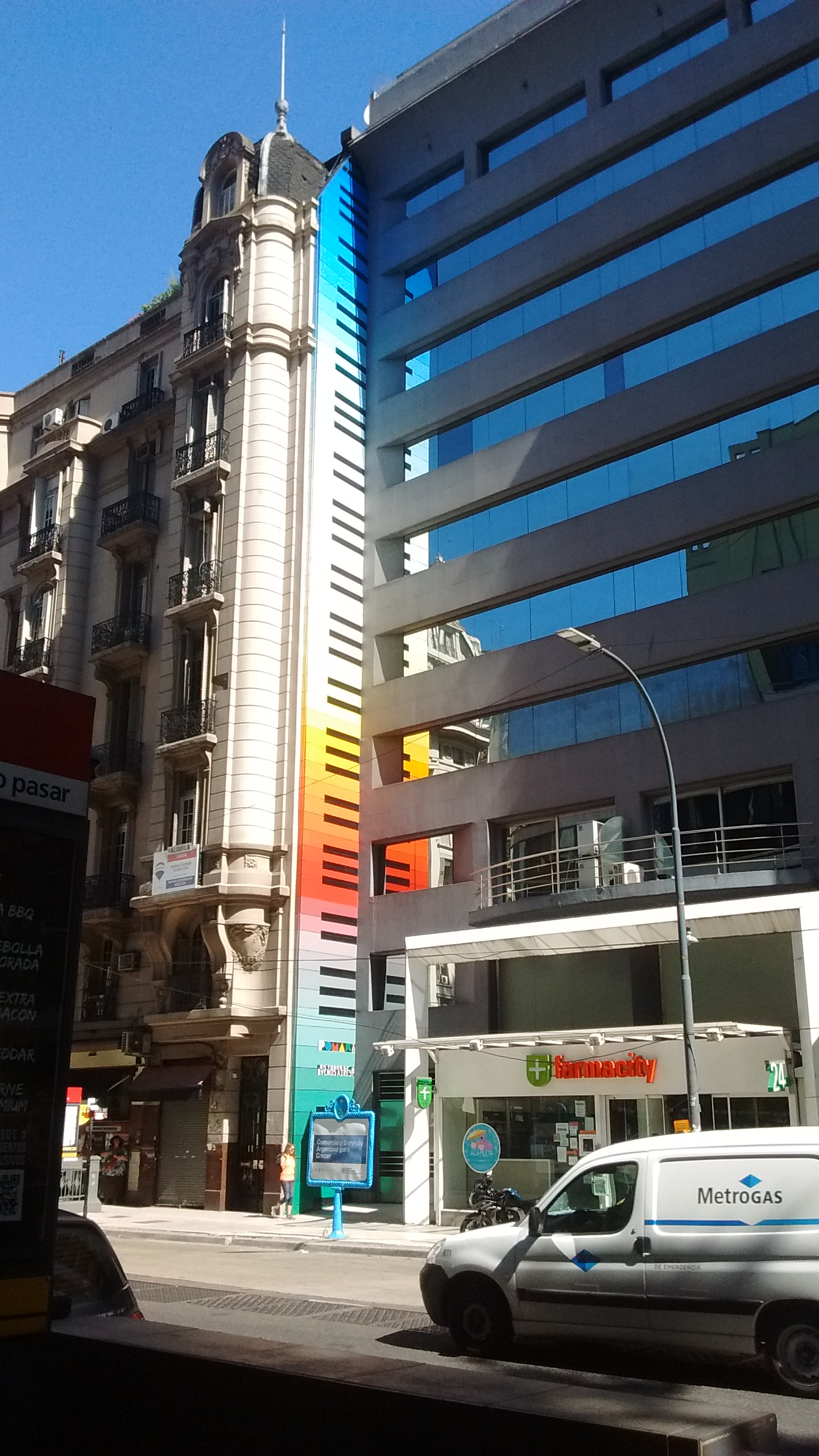
Avenida Corrientes 1810, "64 tonos de Buenos Aires", de Jorge Pomar.

Esta sección se caracteriza por los negocios y galerías de todo tipo de mercaderías y por los carteles multicolores de publicidad. Cuando los comercios cierran, solo le dan vida algunos centros culturales que también se encuentran en este barrio. Los edificios son heterogéneos, tanto en su formato como en su estilo y altura.
En la primera cuadra, del lado sur, se halla el edificio Corman, inaugurado en 1978 como el hotel Bauen, que tiene su entrada principal por Callao.
En el edificio de la esquina suroeste de Callao y Corrientes (Corrientes 1810), sobre la pared que da al oeste, hay un muy llamativo mural obra de Jorge Ponmar, denominado "64 Tonos de Buenos Aires". Se trata de un teclado de piano, en vertical, de 31 metros de altura, que abarca 64 tonos de colores.
La peatonal Santos Discépolo sorprende a la avenida por el lado norte, en el cruce con Riobamba: se trata de un pasaje en zigzag, huella del recorrido del que fuera el primer ferrocarril argentino, ya mencionado en la sección de historia. Este partía de la actual plaza Lavalle, y por la calle homónima llegaba hasta Callao, donde cambiaba de rumbo hacia el suroeste gracias a esta doble curva y continuaba por Corrientes hasta Pueyrredón. En el pasaje unos murales del artista plástico Marino Santa María y una placa de bronce recuerdan el paso del tren.
El Teatro del Picadero, ubicado en el pasaje Santos Discépolo 1857 y ahora conocido como Picadero a secas, es un teatro de la ciudad de Buenos Aires que surgió a comienzos de la década de 1980 en un edificio del arquitecto Benjamín Pedrotti que supo ser un lugar de venta de autopartes. Fue conocido por ser la sede de Teatro Abierto, un ciclo que confrontaba a la dictadura militar que gobernaba en aquella época y que por ese motivo fue incendiado con un atentado en 1981. Luego de la reconstrucción, que conserva su antigua fachada, el teatro de menos de 300 localidades volvió a abrir sus puertas definitivamente el 29 de mayo de 2012.
En la siguiente cuadra, del lado norte, se halla La Casona del Teatro, y una cuadra más al oeste hay dos centros culturales que se destacan:
- Centro Ricardo Rojas de la Universidad de Buenos Aires, creado en 1984 y dedicado a la extensión universitaria y al cultivo del arte experimental.
- Cosmos UBA, vecino del anterior, en el n.° 2046, se halla en lo que fuera el cine-teatro Cataluña, obra de Alberto Bourdon (el mismo del Ópera). En la década del 60 se convirtió en el Kosmos 70 y se especializaba en dar películas soviéticas. Cerró el 24 de marzo de 2009, por problemas económicos para reabrirse en noviembre de 2010 como el Cosmos UBA, al comprarlo la Universidad de Buenos Aires, buscando hacer de él un espacio para la difusión del cine independiente.El Cosmos volvió a llenarse de cine, Clarín, 11/11/1010

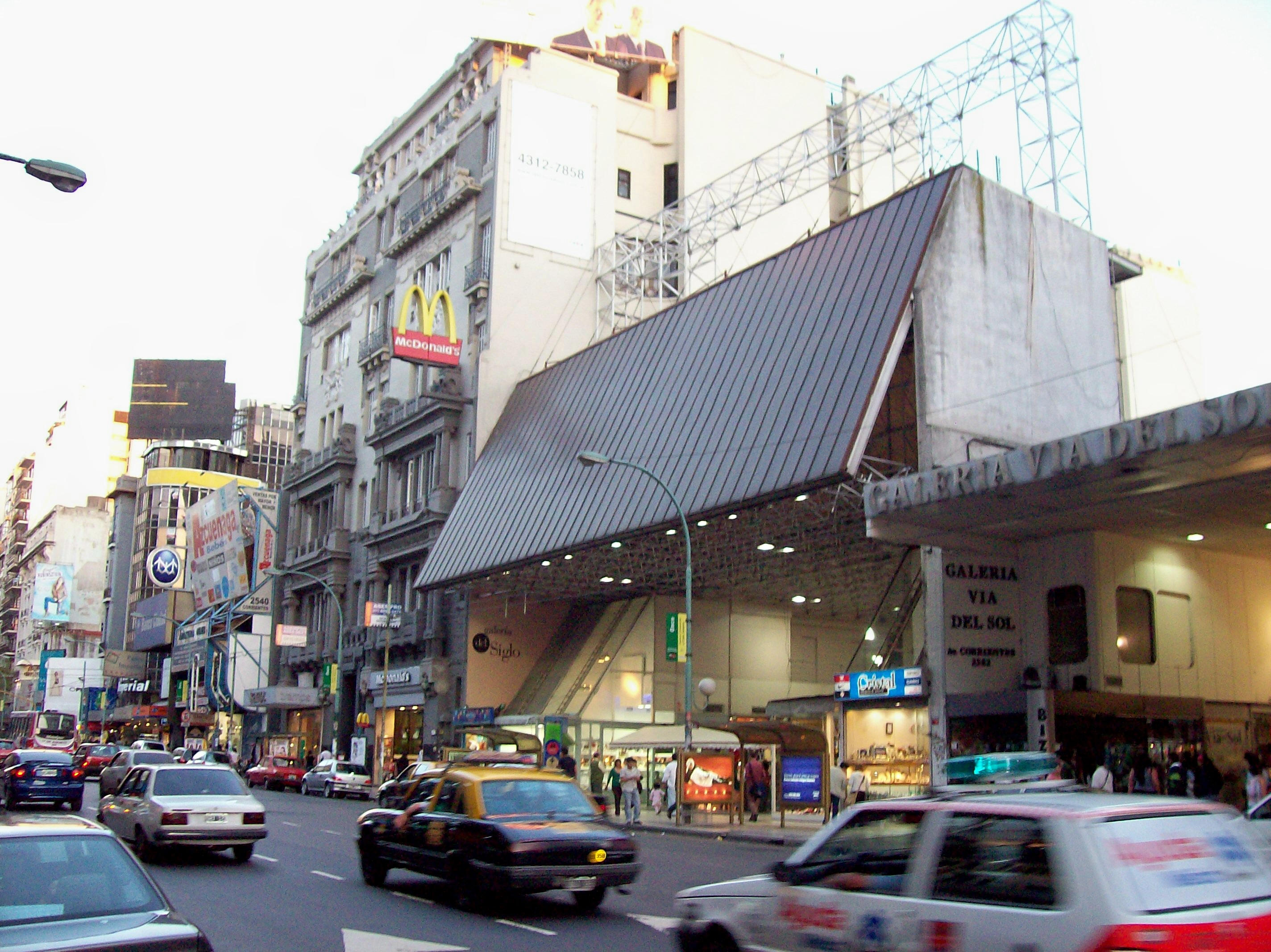
Galerías comerciales entre Paso y Larrea

A medida que se camina hacia la intersección con Pueyrredón, los negocios se incrementan. Dicho punto es el centro comercial del llamado barrio del Once, en el que abundan los comerciantes de la comunidad judía, dedicado a la venta de ropa por mayor y menor, así como los comercios de gente de variadas nacionalidades, especialmente coreanos.
Una de las cuadras de mayor actividad comercial es la que se encuentra entre Paso y Larrea. En dicho tramo, del lado sur, se hallan tres galerías muy grandes con locales comerciales:
- La Imperial, de 1000 m² de superficie y 60 m de profundidad, consta de tres niveles. Es característica por sus pisos conectados por puentes exteriores.
- Del Siglo, en el n.º 2550, con calles internas y frente amplio.
- Del Sol.Casa Grimoldi · Arq. Virginio Colombo

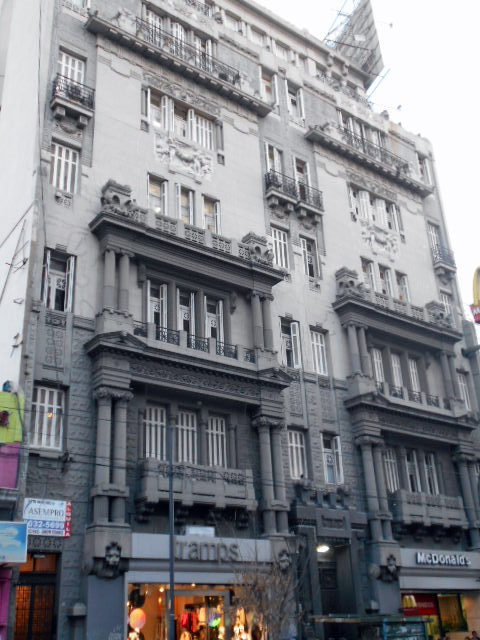
Casa Grimoldi · Arq. Virginio Colombo

Entre las dos primeras se halla el edificio Casa Grimoldi diseñado por Virginio Colombo como edificio de renta para el empresario zapatero Alberto Enrique Grimoldi e inaugurado en 1918. El estilo del palacio, ecléctico-modernista, combina elementos del modernismo (corriente Liberty milanés) con ornamentos de distintos estilos históricos de Italia, como el pompeyano o el etrusco. Otros motivos decorativos son característicos del propio Colombo, como las cabezas de leones, las águilas o los cráneos vacunos, además de cuatro cariátides de dos metros en el último piso y, en la mitad de la fachada, un hermoso bajorrelieve, con ángeles y ninfas.

#### Pueyrredón a Sánchez de Bustamante (Abasto)
Al cruzar la avenida Pueyrredón nos adentramos en la llamada "patria chica" de Carlos Gardel, el Morocho del Abasto (o Zorzal Criollo). En efecto, el gran cantor vivió en este barrio su juventud, pues habitó a pocos metros de la avenida, junto con su madre, en la calle Jean Jaures, actual paseo del fileteado, en una vivienda que hoy es el Museo Casa Carlos Gardel.

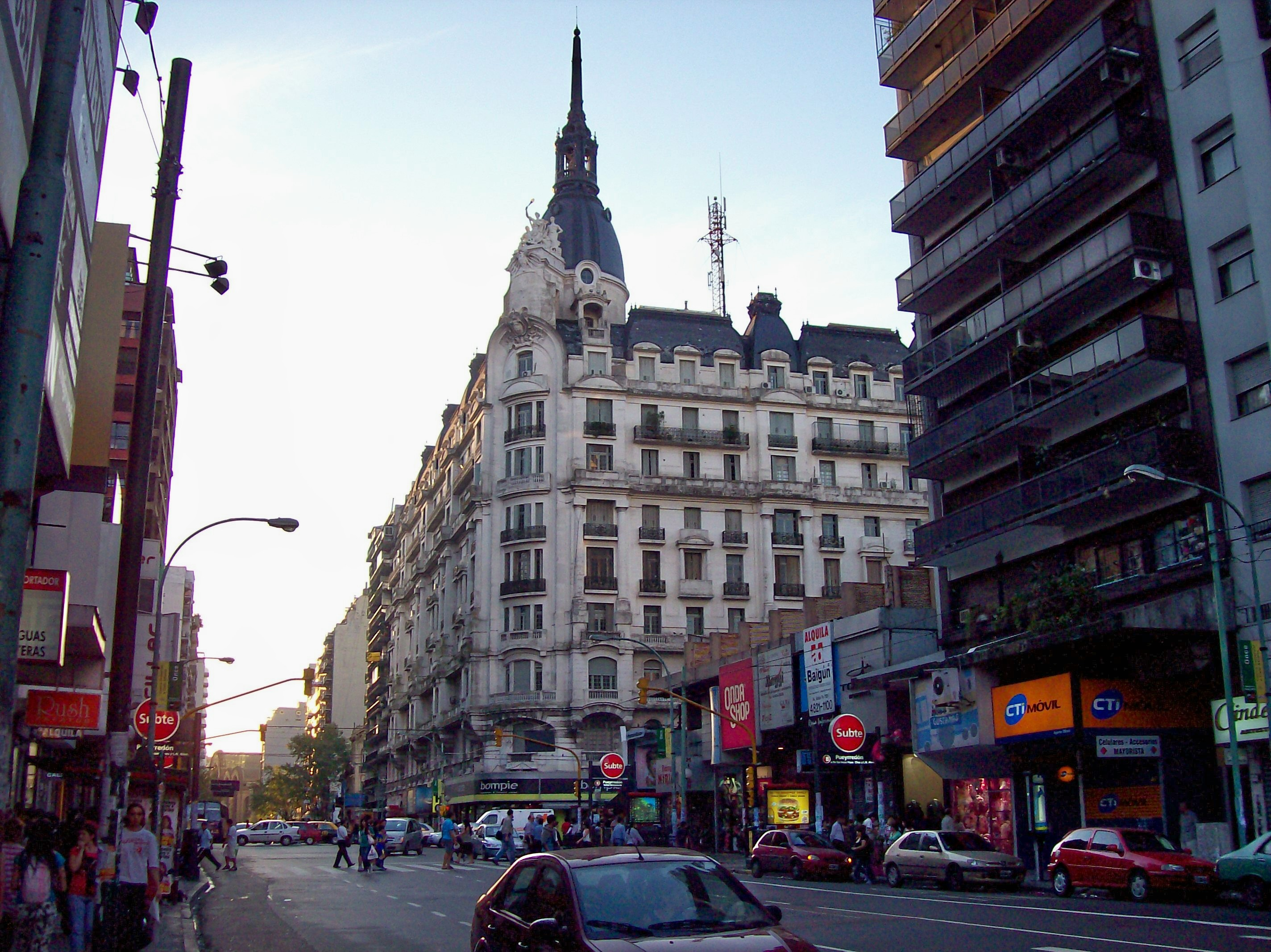
Esquina noroeste con Pueyrredón.

La esquina noroeste de Corrientes y Pueyrredón, donde se levantaban antiguamente los talleres del Ferrocarril Oeste, es dominada desde 1908 por un majestuoso edificio de estilo academicista, de planta baja y nueve pisos, construido para la Caja Internacional Mutual de Pensiones por Jacques Dunant (autor de la Catedral de San Isidro) y Gastón Mallet que también construyeron juntos la sede del Centro Naval de Florida y Córdoba). Ocupa casi un cuarto de manzana y consta de varios cuerpos. La planta baja está ocupada por diversos locales comerciales. El énfasis está colocado en la esquina, donde remata con una cúpula acompañada por un tratamiento decorativo de carácter. Erróneamente se ha dicho que este edificio inspiró a Baldomero Fernández Moreno para escribir su famoso poema "Setenta balcones y ninguna flor". En verdad, tal como fue comentado por el escritor y periodista Roy Bartolomew, se basó en uno situado en el Paseo de Julio (hoy Leandro N. Alem), a la altura del desaparecido parque de entretenimientos llamado Jardín Japonés.
En la esquina sureste con la calle Anchorena se levanta el Abasto Hotel, primer hotel de cinco estrellas temático de tango en América. Construido durante los últimos años del pasado siglo, consta de 126 habitaciones y su decorado está íntimamente relacionado con dicho estilo y danza musical. En sus suites "El día que me quieras" y "Mi Buenos Aires querido" los huéspedes pueden disfrutar de clases de tango así como también de exhibiciones tangueras en su restaurante. Cuenta además con un tango boutique donde se pueden encontrar diseños temáticos en indumentaria profesional, libros, artesanías y talabartería en general.
A apenas unos metros de Corrientes sobre Anchorena se encuentra el famoso local de cena y show tanguero Chanta Cuatro (ahora denominado Esquina Carlos Gardel) testigo de una historia única donde Gardel solía reunirse con sus amigos y compinches a cenar, trasnochar o cantar. Chanta Cuatro abrió sus puertas por primera vez en el año 1893, por ese entonces bajo la forma de restaurante y hotel familiar de dos plantas. Incluía en su lindero canchas de bochas para el uso de los visitantes. Su apertura fue prácticamente simultánea al viejo Mercado del Abasto de la ciudad, conviviendo ambos en glorias y decadencias.

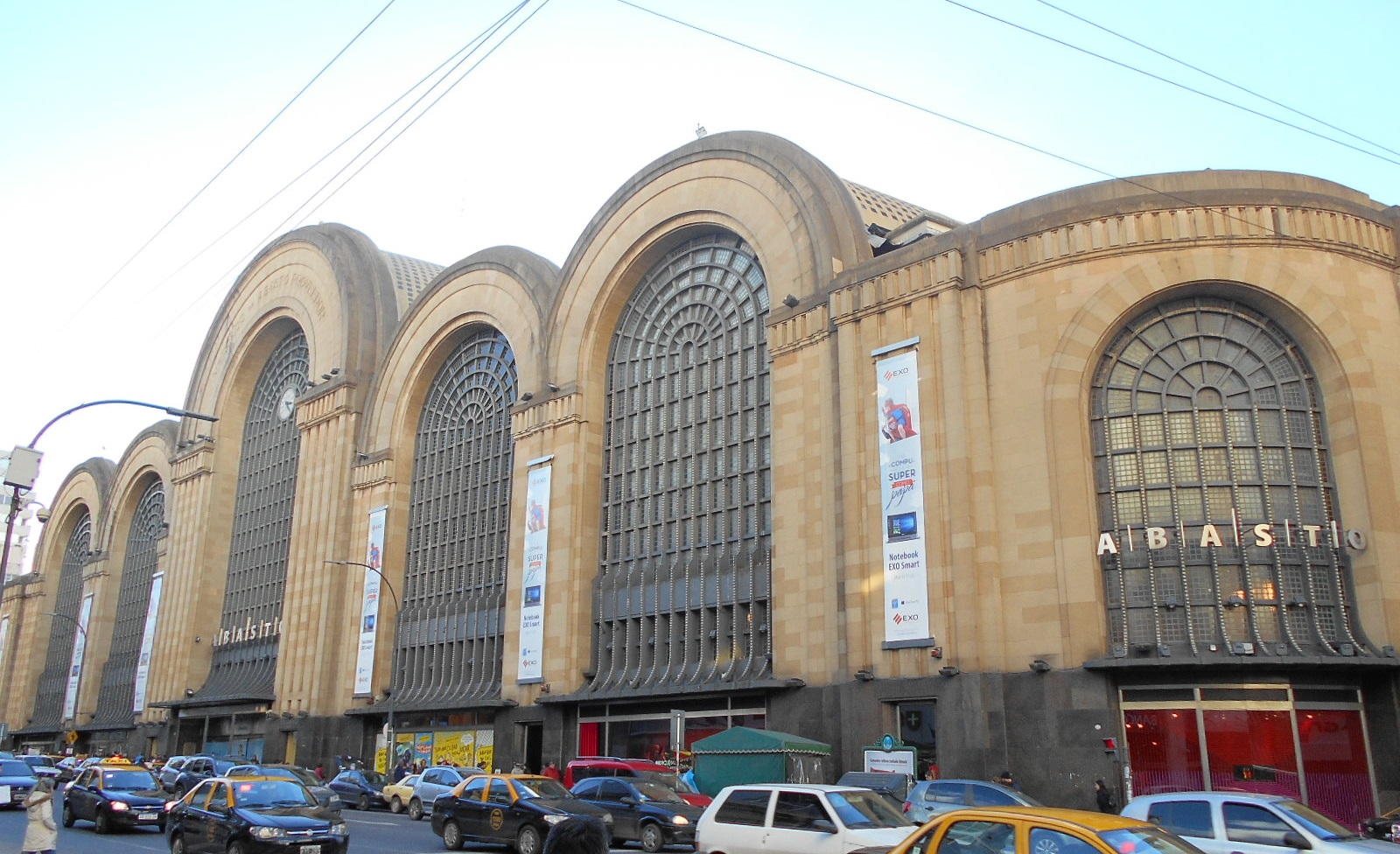
El Abasco, del arquitecto Viktor Sulčič (frente del año 1934 sobre Corrientes)

En la manzana delimitada por Corrientes, Agüero, Lavalle, y Anchorena, sobre una superficie de 21.135,3 m², se halla el imponente centro comercial Abasto de Buenos Aires, uno de los más grandes en tamaño de Buenos Aires. El edificio en el que se encuentra, de cinco pisos y tres subsuelos, fue inaugurado en 1934 y fue sede del antiguo Mercado mayorista del Abasto, que funcionó allí hasta 1984. En 1998 se lo recicló y convirtió en el actual centro comercial. En él se encuentran, además de los negocios, salas de cine, patios de comida, un gran salón de entretenimientos, y el Museo de los Niños Abasto. El autor de la emblemática construcción sobre la avenida, que da nombre desde 1893 a esta zona, fue el arquitecto Viktor Sulčič que trabajaba con el estudio de Raúl Bes y José Luis Delpini.

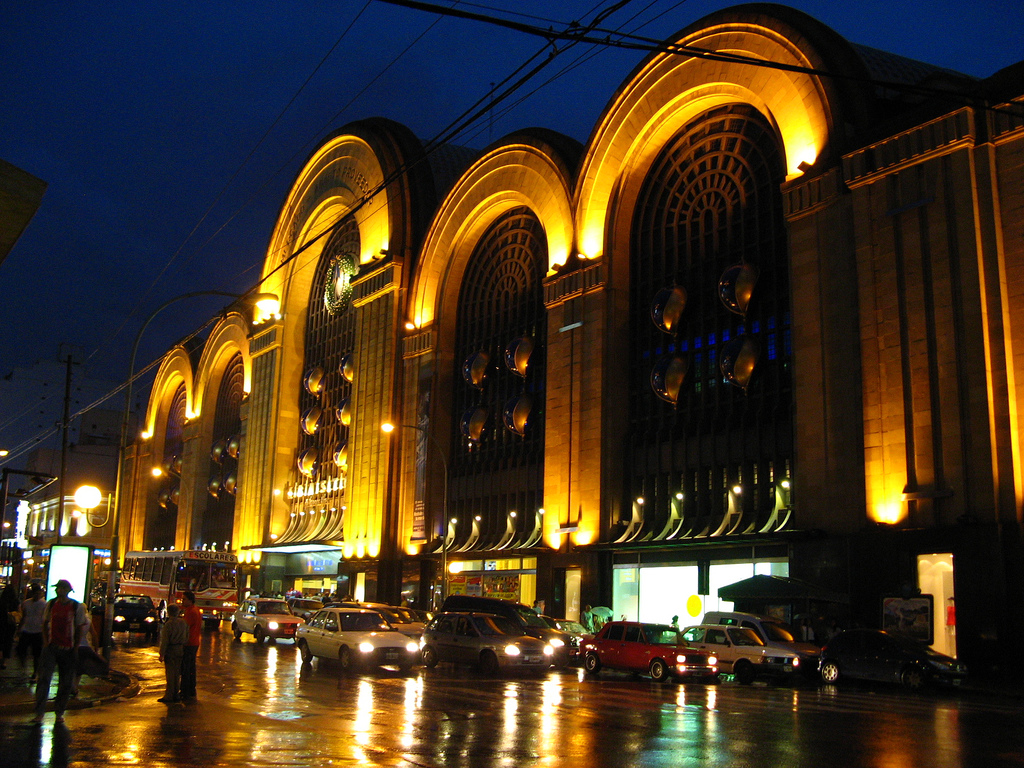
El Abasto visto desde la Avenida Corrientes de noche.

En la esquina de Agüero y Humahuaca a cincuenta metros de la avenida, se encontraba el famoso Bar (o Fonda) O’Rondeman, lugar donde Gardel comenzó a cantar profesionalmente, en 1910. Fueron famosas las payadas que se daban en tertulias en el lugar hasta pasada la medianoche. Allí también se escucharon "Don Juan", "La morocha" y otros tangos, aún antes de que se estrenaran para el gran público. Hoy se encuentra allí un edificio de departamentos con un restaurante especializado en comida peruana en la planta baja.
A menos de una cuadra y hacia el norte de la ciudad en la calle Gallo 492 vivió otro mito de la música argentina, Luca Prodan. Durante su estadía aquí compuso el emblemático tema "Mañana en el Abasto" del disco After Chabón para su banda Sumo. En la esquina de enfrente al edificio se encuentra el bar El Destino, al cual Prodan concurría diariamente.
A la altura de la calle Sánchez de Bustamante -y aunque todavía nos encontramos en la zona del Abasto- finaliza el Barrio de Balvanera y comienza el Barrio de Almagro.

### Almagro

#### Sánchez de Bustamante a Medrano (Abasto)
La zona norte de Almagro está caracterizada por la proliferación de teatros independientes, bares, restaurantes, locales comerciales y nuevos edificios en construcción.
La cocina peruana tiene mucha importancia en esta zona y uno de sus principales exponentes es Los Trujillanitos, restaurante ubicado en Corrientes al 3564 y atendido por gente llegada desde la ciudad de Trujillo (Perú). Enfrente en Corrientes 3587 se encontraba La Casa del Queso hasta inicios de 2017, en que tras su cierre intempestivo los trabajadores intentaron continuar con una cooperativa, sin lograrlo. A su lado en Corrientes 3599 esquina Billinghurst se encuentra un local de la cadena de pizzerías Kentucky que en su momento fue el Bar Las Víboras, otro de los reductos del que era asiduo el Zorzal Criollo.

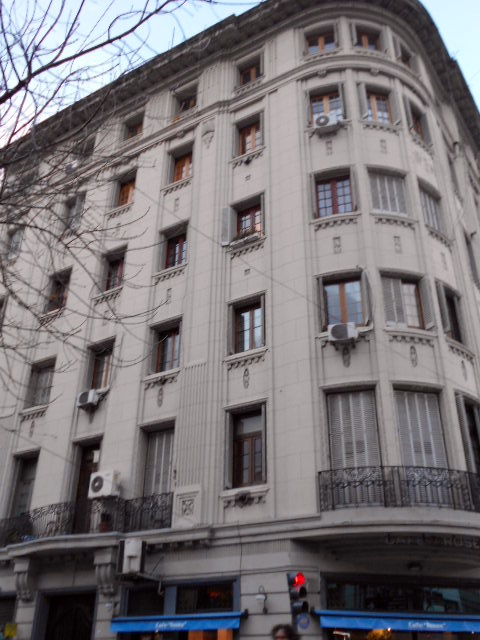
Edificio Corrientes 3695 Arq. Alejandro Virasoro

Justo en la esquina de enfrente se halla La Aurora Tango, lugar de cocina porteña y show. Data del año 1901 y fue proyectado por el arquitecto Benjamín Pedrotti (autor de la fachada del Teatro Picadero del Pasaje Enrique Santos Discépolo) y allí funcionaba la tienda de telas La Aurora que era la encargada de confeccionar los trajes que lucirían los personajes de la época en las noches de tango porteño.
A la misma altura pero en la intersección entre Billinghurst y Valentín Gómez apenas a una cuadra de la calle que nunca duerme se encuentra la célebre Cantina Don Carlos. Especializada en comida española e inaugurada el 19 de diciembre de 1955, este lugar clásico de Almagro convocó y sigue convocando a personalidades del mundo del espectáculo nacional. Allí se realiza la entrega del premio Ñoqui de Oro.

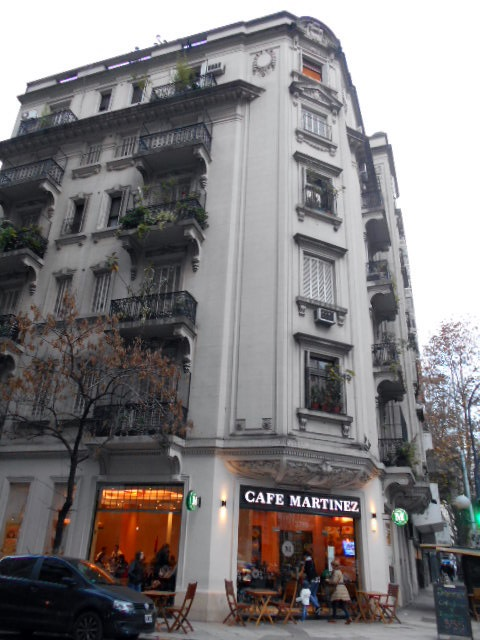
Corrientes 3799 Café Martínez Arq. Alfredo y Alberto J. Olivari

En Corrientes al 3702, esquina Mario Bravo encontramos la sucursal de servicio postal del Correo Argentino. En las esquinas restantes se encuentran una sede del Banco Itaú, una de las sucursales de la Pizzería Continental y el Café Roses, ubicado en Corrientes 3695 en un edificio del reconocido arquitecto Alejandro Virasoro, autor también de la Casa del Teatro y de la antigua Embajada de Israel, demolida en el atentado suicida de 1992 y ubicada en Arroyo 910.
El centro de la actividad comercial de esta zona se centra entre la Avenida Medrano y la calle Mario Bravo, es decir las tres cuadras que restan hasta la citada avenida. Allí se encontrarán locales de electrodomésticos, locales especializados en ropa para caballeros, damas o niños, así como también panaderías, heladerías y restaurantes clásicos y vegetarianos. En Corrientes 3799 esquina Bulnes podemos apreciar un edificio diseñado por los prolíficos arquitectos italianos Alfredo y Alberto J. Olivari (autores del Hospital Fiorito de Avellaneda) que actualmente alberga una sucursal de la ya tradicional cadena de cafés argentina Café Martínez. 
Hacia el norte de Corrientes y en toda esta zona del Abasto hasta llegar a Avenida Córdoba se encuentra la mayor concentración de salas de teatro independiente de la ciudad. Espacio Callejón, El camarín de las musas, Teatro del Abasto, Ladran Sancho, El portón de Sánchez, Beckett, El tinglado, El Cubo, Teatro Ciego y el mítico y recién mudado al barrio Teatro del Pueblo son solo algunas de las salas que se ubican desde aquí subiendo nuevamente hacia Balvanera y su emblemático Teatro IFT.
Justo en la esquina de Corrientes y Medrano (Corrientes 3989) encontramos un elegante edificio de departamentos y comercio con cúpula, proyectado por el arquitecto alemán radicado en Argentina Carlos Nordmann, autor del Torreón del Monje en Mar del Plata, la sucursal del Banco Nación del barrio de Flores, varios edificios de Avenida de Mayo y del lamentablemente demolido edificio original del Teatro Coliseo de Buenos Aires.

#### Medrano a Ángel Gallardo
Cruzando Medrano ya al 4200, del lado sur, se encontraba el Mercado de las Flores, que comercializaba 400.000 canastos de flores por año. El terreno que ocupaba, de 5000 m², fue comprado por 8 millones de dólares por la Iglesia Universal del Reino de Dios, en 2003. Esto supuso el traslado del Mercado y la posterior reutilización de su edificio, que llevaba funcionando en el barrio desde 1952. En el terreno se erigió un templo evangélico: la Iglesia Universal del Reino de Dios, en el marco de un gran avance de dicha religión en la Argentina. El edificio posee amplios frentes sobre la avenida y sobre su calle lateral Francisco Acuña de Figueroa, disponiendo de varias entradas.
Al 4400, del lado norte, entre las calles Pringles y Yatay, se encuentra el templo católico de Jesús Sacramentado. Su construcción fue alentada por la Madre María Benita y la obra fue realizada por los arquitectos Merry, Raynes y Sackmann. Fue inaugurado en mayo de 1904, el estilo exterior es neogótico formal, mientras que su interior responde al renacimiento italiano. Consta de una nave de 34 m de largo por 14 m de ancho; dos grandes capillas laterales formando crucero con el presbiterio de 14 m por 10 m y otras cuatro de menor tamaño. Su órgano, de caja de roble macizo con dos pedaleras y veinte registros, proviene de la fábrica alemana de Walter, en Lundinburg.

### Villa Crespo
| El Sol delata a ciegas la edad de las mujeres embrica en las fachadas grises del barrio o rueda al subterráneo de la calle Corrientes y va a verter su vino dorado a Villa Crespo. | Se baña en el arroyo que cruza Triunvirato, gira reverberando sobre el eje del día y al promediar la tarde regresa a consignar sus redondas monedas en el Banco Israelita | "Sol Semita" de Israel Zeitlin y César Tiempo |

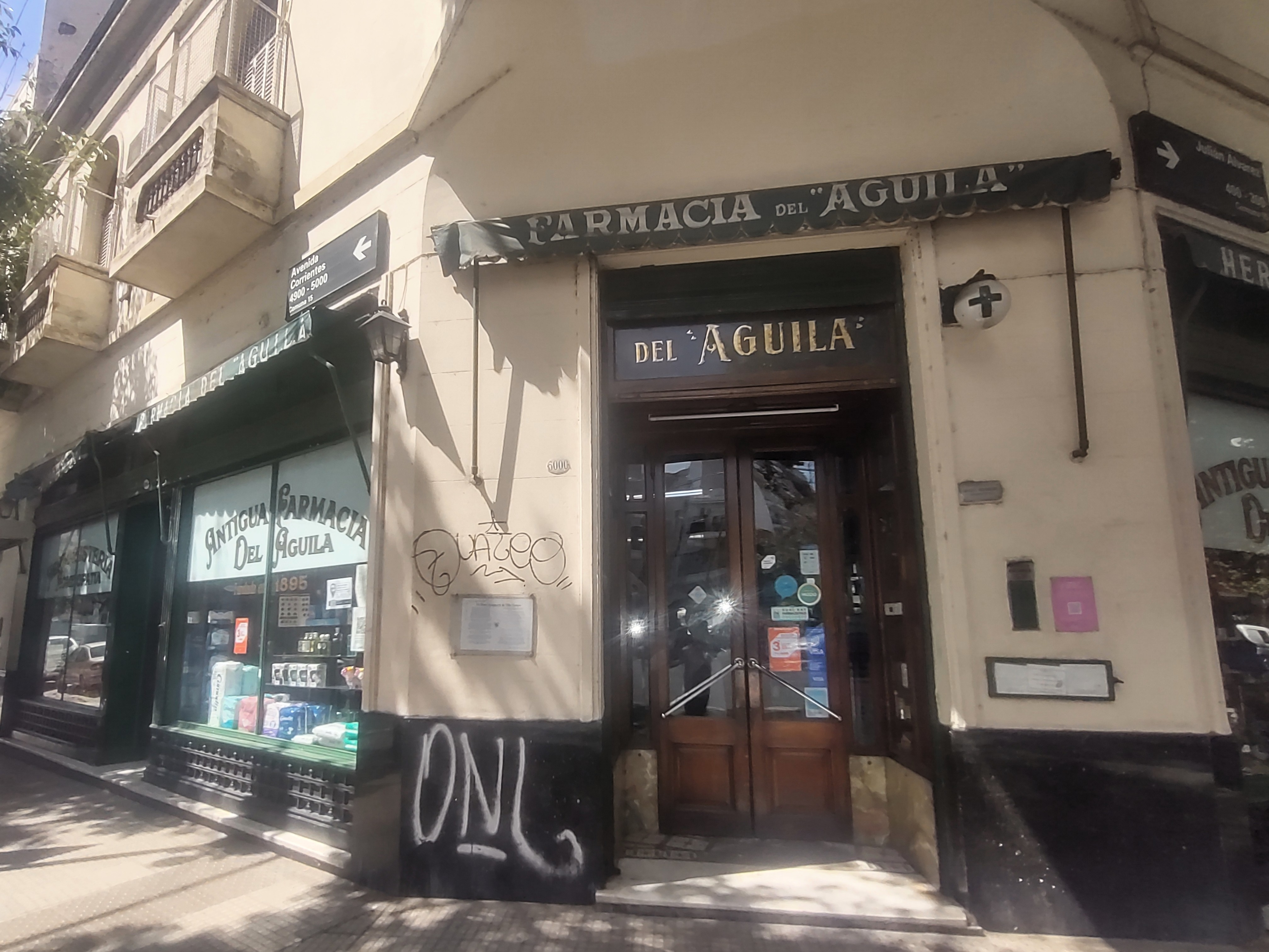
Farmacia del Águila, en Corrientes 5000

La avenida cambia su rumbo hacia el nornoroeste al atravesar Villa Crespo. Además, al aproximarse al circular Parque Centenario, toma un aspecto laberíntico al cruzarse en diagonal con las calles, formando alguna plazoleta diagonal e intersecciones con cinco esquinas, como en el cruce con la avenida Ángel Gallardo - Estado de Israel, las calles Aníbal Troilo y Aguirre; o en el cruce con Lavalleja, Vera y Ramírez; o Scalabrini Ortiz y Luis María Drago.
En este tramo (antes llamado Triunvirato) transcurre buena parte de la novela Adán Buenosayres (1948) de Leopoldo Marechal. Fue zona de cafés, que en su momento tenían relevancia, por diferentes causas.

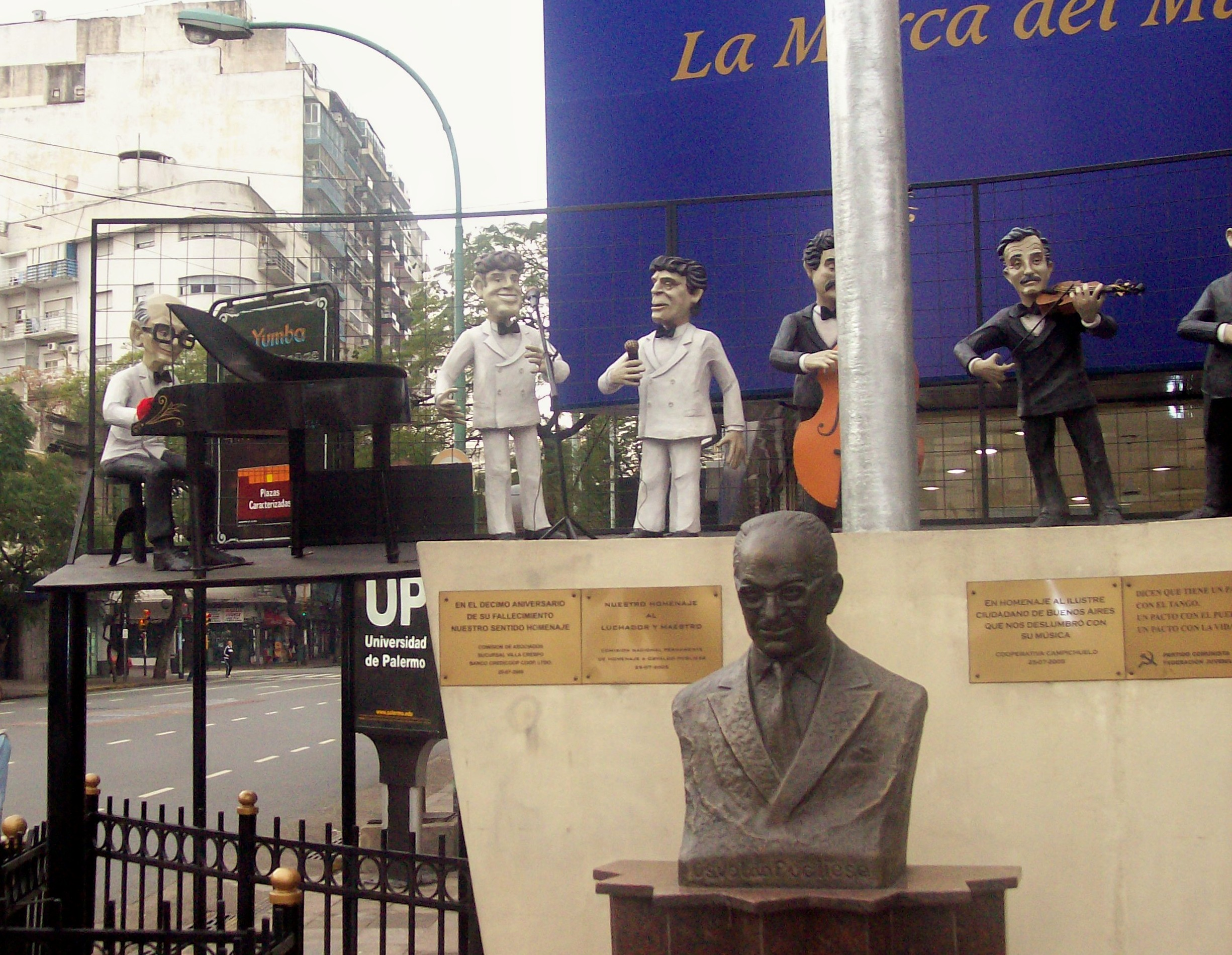
Plazoleta Osvaldo Pugliese

En Corrientes 5000, esquina con Julián Álvarez, se encuentra la farmacia "del Águila". Desde 1895 ocupa ese lugar, con lo cual es el segundo establecimiento de farmacia más antiguo de Buenos Aires (el primero más antiguo es el de la farmacia "La Estrella", en Monserrat), y conserva el mismo mobiliario mobiliario desde sus inicios.
Hacia 1905 comenzaron a trasladarse cerca del actual cruce de la calle Gurruchaga con Corrientes un grupo de inmigrantes sefarditas, convirtiéndose desde entonces esta zona en un tradicional barrio judío, en el que se puede encontrar pan sin levadura para Pésaj y otras especialidades todo el año. También sirios libaneses, árabes católicos u ortodoxos, se instalaron cerca del cruce con la actual Scalabrini Ortiz (ex calle Canning), intersección en donde hoy día se encuentra la pizzería Imperio, enclave tradicional del barrio.
En el mencionado cruce se encuentra además una plazoleta triangular que separa a la avenida de la calle Luis María Drago sobre la que se levanta un monumento dedicado a Osvaldo Pugliese, pianista, compositor y director de orquestas de tango. Fue realizado en 1998, tres años después de su muerte, por Paula Franzi, con caricaturas en hojalata y telgopor. El lugar no fue elegido por capricho: en Corrientes 5375 Pugliese estudió piano en el Conservatorio Musical Odeón con Antonio E. D'Agostino; y vivía con sus padres a una cuadra, en lo que hoy es Scalabrini Ortiz 392. En 2005, a 100 años de su nacimiento, le erigieron un monumento en bronce.
Al cruzar la avenida Juan B. Justo está en verdad circulando por encima del entubado del arroyo Maldonado, que antiguamente era un inmenso lodazal abierto y bravío que inundaba al barrio.

### Chacarita

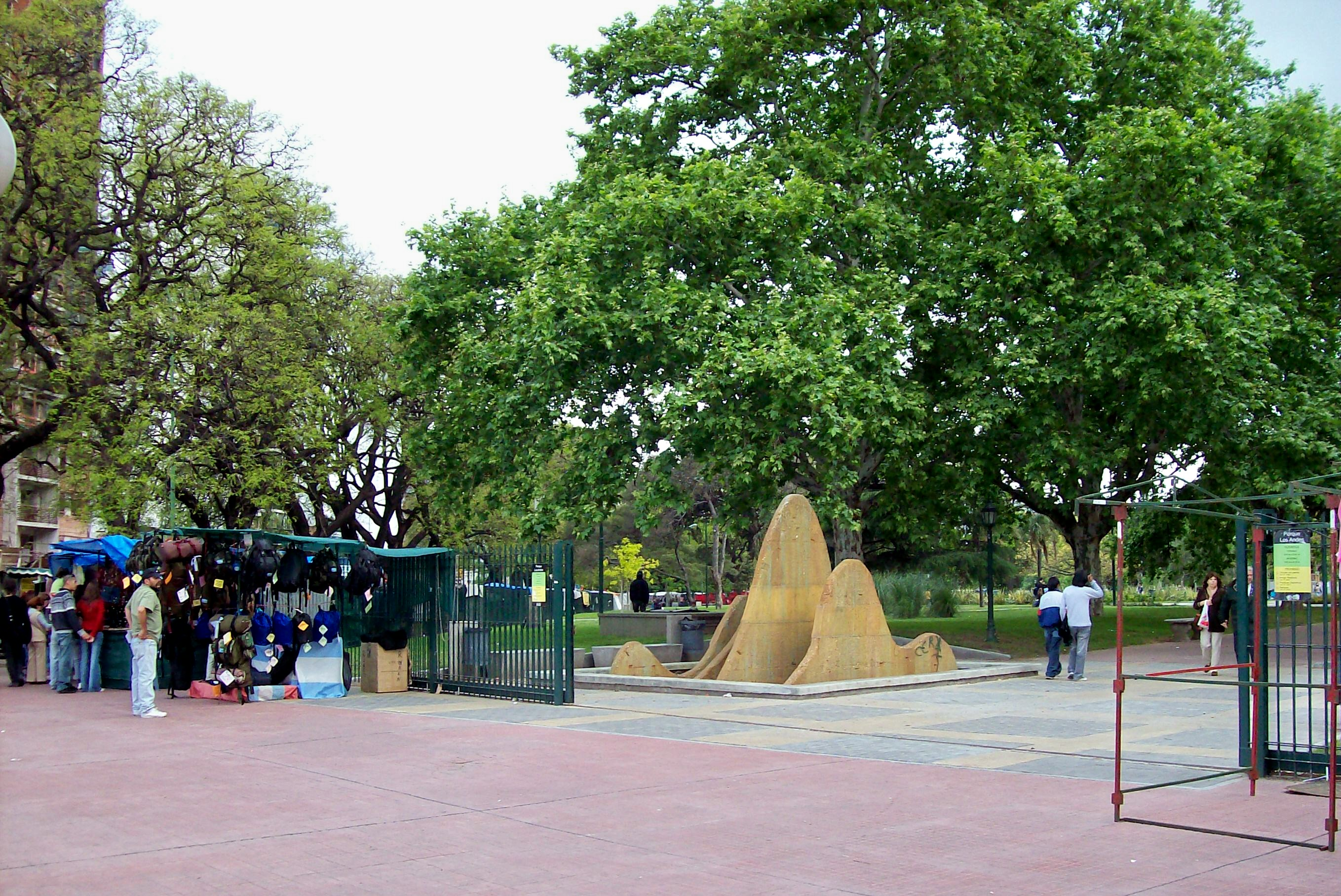
Parque los Andes y feria artesanal

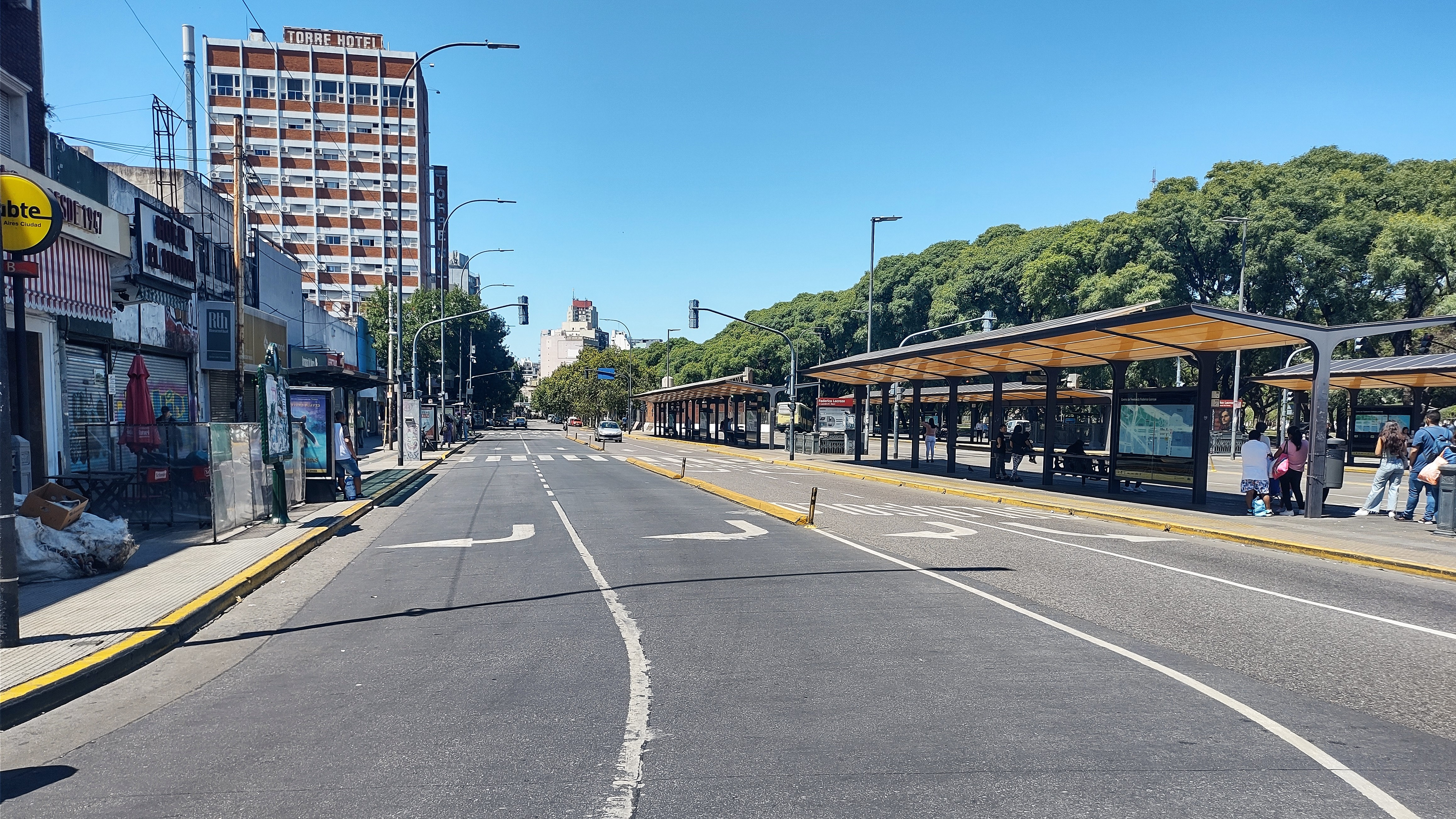
Tramo final de la Avenida Corriente, altura 6800.

Entre la calle Humboldt y la avenida Dorrego cruza por encima de la avenida el puente del ferrocarril General San Martín que sostiene además a la Estación Villa Crespo (que se llamó "Chacarita" hasta el 2016).
Al cruzar la avenida Dorrego, del lado suroeste, se encuentra el parque Los Andes, dividido en dos secciones: la primera, subdividida a su vez por la calle Concepción Arenal, que va desde la mencionada avenida hasta Jorge Newbery, y la segunda, de forma triangular, desde Newbery a la Avenida Federico Lacroze. La primera sección de esta plaza tiene un nacimiento lúgubre: en efecto, como consecuencia de la mortandad de personas producida en la ciudad durante la epidemia de fiebre amarilla de 1871, el gobernador de Buenos Aires, Emilio Castro, creó un cementerio en el actual solar de la plaza. En 1886 se colmó su capacidad y fue clausurado. Pasados once años, se trasladaron los restos humanos desde el ya llamado cementerio de la Chacarita vieja al cementerio de la Chacarita nueva, situado en el lugar del actual. Fue entonces cuando se planificó el parque que en un principio se llamó Rancagua, pero que en 1904 fue bautizado con el nombre actual. Sobre la vereda de Corrientes que se encuentra a la vera del parque se hallan ejemplares de tipas (Tipuana tipu), de flor amarilla y ramas gruesas ondulantes y oscuras. Durante los fines de semana se arma una gran feria de artesanías y otros objetos varios.
Debajo de la segunda sección del parque se hallan, desde 1925 en que se inició la construcción del Línea B, los talleres Rancagua del mismo.
En el parque también se encuentra, al borde de la avenida, el monumento de Los Andes, realizado en bronce en 1941 por el escultor Luis Perlotti. Define a las razas calchaquí, tehuelche y ona, que de norte a sur habitaron la zona de la cordillera andina.
En la intersección con Jorge Newbery se encuentra el Hito de la argentinidad n.º 10 (ver la Hitos, placas y otros homenajes). 
Después de cruzar dicha avenida, Corrientes tiene en sus últimas tres cuadras doble sentido de circulación vehicular, separados por una plaza en las dos primeras cuadras y en la última cuadra por las plataformas de las paradas de colectivos (que hasta fines de 2011 era un sitio bajo techo ocupado por locales comerciales, y una plaza seca entre ese año y 2014).
Así, Corrientes termina en la estación de tren Federico Lacroze, del Ferrocarril General Urquiza, junto al Cementerio de la Chacarita y frente a la tradicional pizzería "Imperio", abierta desde 1947 y declarada de interés cultural por la Legislatura de la Ciudad de Buenos Aires.

## Para el recuerdo

### La voz y la memoria de Corrientes
El polifacético Edmundo Guibourg (1893-1986), caricaturista, periodista, director, crítico, etc., alias Pucho, fue considerado popularmente como el "inventor" de esta calle, no solo por ser un personaje más de la misma, en sus cafés y tertulias, sino fundamentalmente por haber sido el creador de una columna en el diario Crítica llamada "Calle Corrientes". Conoció a grandes personajes, nacionales y extranjeros, desde Federico García Lorca a Roberto Payró y Luigi Pirandello, de Leopoldo Lugones a Evaristo Carriego, y en sus reportajes, agudos y con pinceladas de humor, demostró su amor y orgullo por la avenida.

### Lugares que ya no están
Se ofrece aquí una breve descripción de lugares de la avenida Corrientes que en su época fueron de gran importancia histórica, cultural o de entretenimiento pero que ya no existen más.
Iglesia de San Nicolás de Bari
El español Domingo Accasuso comenzó a levantar en 1721 esta iglesia, en donde hoy se levanta la Plaza de la República, del lado norte. Fue designada viceparroquia en 1731, cuatro años después de la muerte de Acassuso y un año antes de completarse la obra. Poseía una sola torre cuadrada con campanario y reloj, que remataba con una pequeña cúpula en mosaicos azules que sostenía una cruz visible desde toda la ciudad. En 1769 fue jerarquizada como parroquia. En 1904 el arquitecto Arturo Prins la italianizó al borrar sus rasgos típicos y modificar la torre. Debido al trazado de la Avenida 9 de Julio y de la diagonal norte Roque Sáenz Peña se la expropió para demolerla en 1931. Lo último en caer fue la torre donde en 1812 había flameado por primera vez en Buenos Aires la bandera argentina.
Palace Theatre
Se encontraba en Corrientes n.º 753, y tenía también una salida a la calle Lavalle. Inaugurado en 1911 fue en su época el mejor cine de Buenos Aires. Era lujoso y como las películas que en él se exhibían eran mudas, la trama era acompañada por la orquesta de Charles Marchal. Se exhibían en él las "actualidades de Max Glücskmann", una de las primeras empresas de cine y fotografía en el país.
La Helvética
Era una construcción sencilla con planta baja y primer piso, en la esquina sudoeste con San Martín, que durante 115 años fue restaurante y reducto de periodistas, políticos, escritores y dignatarios como Bartolomé Mitre, Roberto Payró, Jorge Luis Borges, Ernesto Sabato, Eduardo Mallea, Carlos Tejedor, el nicaragüense Rubén Darío y otros. Se trataba de un salón alargado con elementos de bronce en un rincón. Cerveza suelta, vajilla inglesa, jarras francesas y copetines impecablemente servidos se podían hallar en él. Por razones políticas fue bombardeado en 1955. Al reabrir al poco tiempo Ernesto Sabato dijo: En este lugar sagrado, donde acude tanta gente, que el cañón ha derrotado, brindemos eternamente. En 1975 cerró sus puertas definitivamente por razones económicas.
Librería Pigmalión
Era vecina a La Helvética, en Corrientes al 512, y había sido inaugurada en 1942 por la refugiada alemana Lilí Lebrach, quien difundía allí literatura no nazista. Fue un sitio de reunión para quienes amaron la música, la cual podía conseguirse en su subsuelo de todas las épocas y lugares.
Empire Theatre
En la esquina noreste con Maipú, recibió antes el nombre de Ateneo. En este teatro, que difundía canciones y couplés, actuó entre otros la bailaora sevillana, Pastora Imperio, muy querida por políticos y escritores; Antonia Meré y Carmelita Ferrer. En él cantó además Carlos Gardel. En 1938 el teatro fue reemplazado por un edificio de seis pisos. 
Teatro Odeón
Se encontraba en Corrientes y Esmeralda, y su propietario fue Emilio Bieckert, inmigrante proveniente de Estrasburgo, Alsacia. El edificio se erigió en 1872 con el nombre de Edén, luego Variedades, y en 1891 se inauguró el Odeón realizado por el arquitecto alemán Fernando Moog. Fue considerado como una avanzada en la arquitectura del momento y se convertiría en uno de los principales teatros de Buenos Aires, con capacidad para 1800 personas. El 28 de julio de 1896 se exhibió en él la primera pieza cinematográfica realizada en Argentina. En 1940 adquirió un frente estilo art decó. En 1982 se encontraba muy deteriorado y un tal Luis Rusconi lo rescató. Se transformó en una esquina porteña por excelencia. Por su escenario pasaron personalidades como Leopoldo Lugones, Jean Jaurés, Margarita Xirgu, entre muchos otros. En 1985 fue declarado por el Ministerio de Educación y Justicia de La Nación como Monumento Histórico Nacional, teniendo en cuenta, entre otras razones, que fue uno de los más importantes escenarios de la historia del país y que esa esquina, gracias a los versos de Celedonio Flores, se conformó como el corazón del tango. Pero a principios de la década de 1990, durante la gestión del intendente Carlos Grosso, se dejó sin efecto esa protección y se autorizó la demolición del teatro. Hoy día ocupa el solar la moderna Torre Odéon, de 41 pisos, inaugurada en 2020.
Confitería Real
Al 1300 (esquina con Talcahuano), decorada estilo art nouveau. Solía acudir allí Florencio Parravicini, razón por la cual a esa esquina en 1959 se le dio el nombre de dicho actor. También pasaron por ella reconocidos tangueros como Carlos Raúl Muñoz (conocido como Carlos de la Púa), Aníbal Troilo, Julio de Caro, Ángel D'Agostino y otros.

Confitería de ambidextros, de Corrientes y Talcahuano, nosotros somos los maestros y de la Púa el gran decano.
Enrique Cadícamo

Café Domínguez
En su local, abierto las 24 horas y sito en el n.º 1537, tocó en 1923 la primera mujer bandoneonista: Paquita Bernardo, "la flor de Villa Crespo". Admirada y solicitada, tuvo una vida efímera, ya que falleció en plena fama a los 25 años de edad. En el café, la orquesta tocaba situada en un palco alto y bien visible. Un famoso tango de Ángel D'Agostino lo recuerda.
Viejo teatro Apolo
Había sido construido en 1886 e inaugurado en 1892, en el actual n.º 1382, entre Talcahuano y Uruguay. Estuvo consagrado a brindar espectáculos de raíz criolla y fue famoso por las distintas obras de autores destacados interpretadas por actores de relevancia, como las dirigidas por Ezequiel Soria: Canción Trágica, de Roberto J. Payró y Piedra del Escándalo de Martín Coronado e interpretada por Pablo Podestá; o como Jesús Nazareno de Enrique García Velloso. En 1958 una movilización logró que el Congreso sancionase la ley n.º 14.800 que prohibió la demolición de un teatro existente a menos que se construyera en el mismo sitio uno nuevo de igual capacidad. En la década del sesenta fue finalmente tirado abajo y para cumplir con dicha ley se construyó un teatro convirtiéndose en sede del grupo independiente Nuevo Teatro, fundado por Alejandra Boero y Pedro Asquini.
Esta etapa finalizó en 1971, hasta que en la década del ’80 y con el nombre de Lorange se realizaron funciones de teatro y cine.
Teatro Politeama
En la esquina suroeste con la calle Paraná. Fue creado por el empresario italiano César Ciacchi, quien en 1878 firmó con un tal Zamudio, dueño del terreno, un convenio por diez años para construir un teatro que, con frente de ladrillos rojo, fue inaugurado al año siguiente. Allí actuaron los integrantes de la familia Podestá, estrenando en 1884 una obra gauchesca que fue un enorme éxito "Juan Moreira en pantomima", de los hermanos circenses Carlo, siendo José J. Podestá quien encarnó el personaje principal. También fue el escenario del mencionado payaso Frank Brown, de la actriz Eleonora Dure y de Sara Bernhardt, entre otros. En 1898, al terminarse el contrato, estuvo a punto de ser demolido, hasta que en 1936 María Luisa T. de Balbín lo reconstruyó, manteniendo la estructura de la sala, de buena acústica, pero cambiando el frente por uno más sobrio y elegante; con una gran marquesina. Su hall estaba revestido en mármol de tonos verde a negro y el escenario poseía un disco giratorio y reflectores accionados desde un puente al efecto. En 1921 Andrés Chazarreta obtuvo un gran éxito considerado como el éxito nacional del folclore. El teatro fue demolido y su inmenso terreno quedó baldío por mucho tiempo, hasta que fue ocupado por la Torre Lex Tower que en 2022 comenzó a albergar una sala teatral homóninma de 700 localidades. La reconstrucción del teatro la llevó a cabo 100 Bares Producciones, cuyo principal accionista es director, guionista y productor de cine y televisión argentino Juan José Campanella y demandó una inversión que osciló los $600 millones. El 17 de junio de 2022 se estrenó la primera obra en ella: "La verdad", protagonizada por los ex "Casi Ángeles".
Café Politeama
Al lado del teatro, pero cruzando la calle Paraná, fue frecuentado por cantantes que buscaban la gloria. En la actualidad, en el lugar del café, se halla la confitería del mismo nombre.

## Corrientes y el tango
| Mi linda calle Corrientes! sos de todos y de nadie, vas cruzando Buenos Aires, con tu ritmo diferente, segura, tranquilamente, coqueta, vivaz, risueña, como una piba porteña, que no ha cumplido los veinte! Sos hija de luna park, con avenida Madero, y te acunan los carteros, frente al correo central, y después que te ajustás, el talle con Leandro Alem, saltas del Jousten Hotel, a conquistar la ciudad. Te paran en San Martín, silbando, los mensajeros, y el seco repiqueteo, de máquinas de escribir, y te encontrás que al seguir, sobre tus hombros y hastío, cae un mantón que el tronío, te lo trajo de Madrid...! | Y te paras en Florida, para ver que hay de nuevo, si ves pasar un modelo, se lo copiás enseguida, y ya después más tranquila, cuando llegas a Maipú, recibís del "Marabú", un tango de bienvenida...! Y ya más señora y dueña, sos Corrientes la que manda, y en la esquina de Esmeralda, bajo las luces que sueñan, presentás tu línea media, "Maipo" "Odeón" y "Tabaris", y me avisas si París, no pide la contraseña...! Mezclás escalera real, con generala servida, Opera, Rex, pizzería, Obelisco y Diagonal, bolero sentimental, milonga con variaciones, trajes con dos pantalones, y Teatro Nacional...! | Salpicás rotiserías, con cafecitos cortados, del semillón de parado, a sunday con leche fría, olor a panadería, mezclado con cambalache, y empleados de rh, que pasan de recorrida. Corrientes, sos el pincel, que disimula pesares, imán de los arrabales, que todos te quieren bien, te acordás cuando Gardel, el "morocho del abasto", encontraba entre canastos, su casa de Jean Jauré. Sos hija del Luna Park, con avenida Madero, te canto porque te quiero, banderín de la ciudad, si tu punto terminal, es el mio, Chacarita, donde un coro de floristas, nos cantan el funeral...! Héctor Gagliardi |

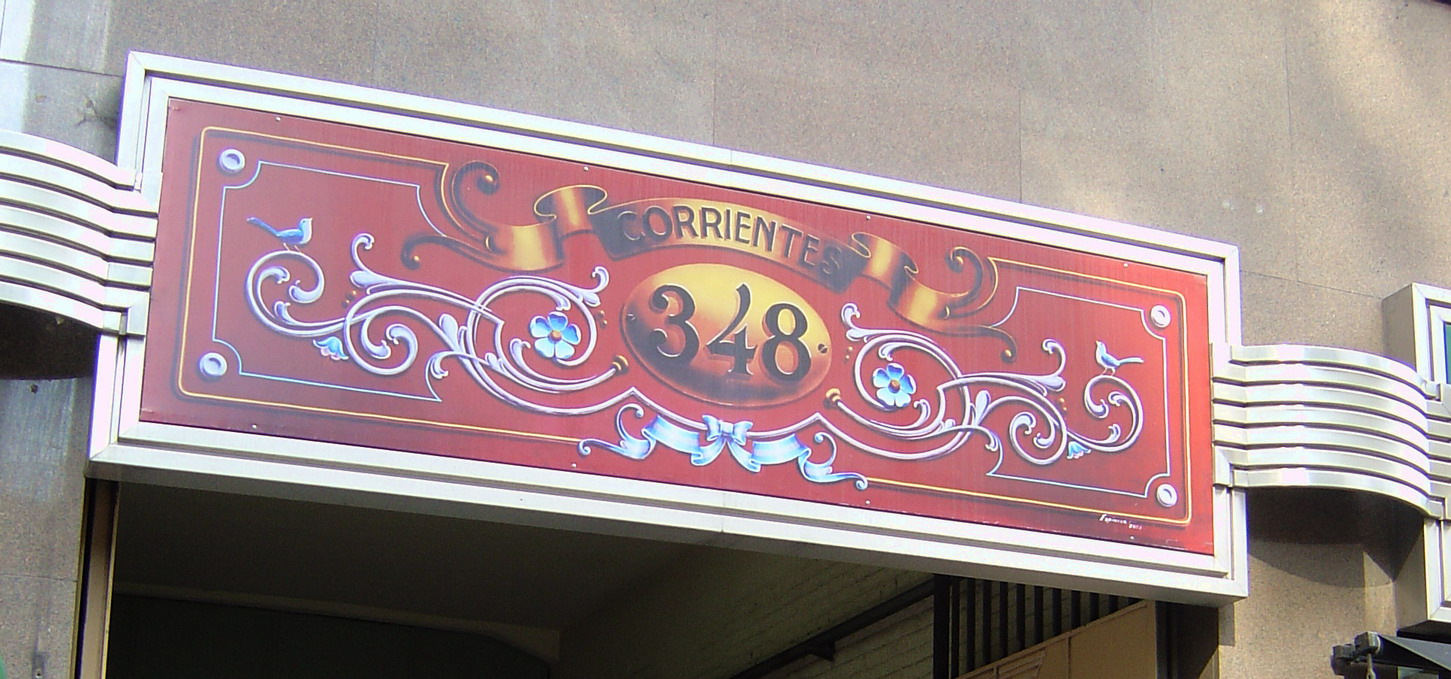
Cartel fileteado en Corrientes 348 recordando el primer verso del tango A media luz

La calle Corrientes es tema de diversos tangos, se transcriben aquí algunos fragmentos de los más conocidos:

- Corrientes tres cuatro ocho,
segundo piso, ascensor.
No hay porteros ni vecinos.
Adentro, cocktail y amor...

A media luz
Carlos César Lenzi

- Calle Corrientes de mis amores, calle Corrientes donde nací
y entre las luces de mil colores aquella noche la conocí.

Calle Corrientes
Alberto Vaccarezza

- Todo pasa en esta vida, te cambiaron Corrientes Angosta, ya nos sos la calle posta donde un día supe andar. Yo tampoco soy el mismo, ni la pinta ya tengo de antaño.

Corrientes angosta
Ángel Gatti, 1952

- Esquina porteña, este milonguero te ofrece su afecto más hondo y cordial.
Cuando con la vida esté cero a cero te prometo el verso más rante y canero
para hacer el tango que te haga inmortal.

Corrientes y Esmeralda
Esteban Celedonio Flores, 1933

- Esta es mi calle Corrientes,
la de la dulce bohemia,
que con su encanto se adueña
de mi alma sentimental.
Mi linda calle Corrientes,
amiga fiel de mi vida,
que cuando tengo una herida
le das consuelo a mi mal.

Tristezas de la calle Corrientes
Homero Expósito–Domingo Federico, 1942

- Café Domínguez, de la antigua Corrientes cuando era angosta y su gente
se saludaba de vereda en vereda
Enrique Cadícamo

## Hitos, placas y otros homenajes
- Esquinas del tango: por iniciativa de Ben Molar[41] el creador del Día Nacional del Tango, y con la colaboración de la Asociación Amigos de la calle Corrientes y el Sindicato de vendedores de diarios y revistas de Capital Federal y Gran Buenos Aires, se colocaron en intersecciones de la avenida con las calles, desde su inicio hasta Riobamba, placas de bronce que recuerdan a reconocidas figuras relacionadas con el tango, entre otras:
  - Bouchard: Alba Solís, Alberto Podestá y Domingo Federico.
  - Leandro N. Alem: Jorge Vidal, Julián Plaza y Carlos Alberto "Charly" García.
  - Reconquista: Jovita Luna.
  - Maipú: Roberto Rufino y Antonio Carrizo.
  - Esmeralda: Rubén Juárez.
  - Suipacha: Hugo Marcel.
  - Pellegrini: Raúl Lavié, Nélida Roca, Mariano Barugel y Mosquera Montaña.
  - Cerrito: Virginia Luque y Néstor Marconi.
  - Talcahuano: Enrique Cadícamo, Tania, Florencio Parravicini y Argentino Ledesma.
  - Libertad: Libertad Lamarque y Juan Carlos Copes.
  - Uruguay: Tita Merello.
  - Paraná:, Mariano Mores, Susana Rinaldi y Aníbal Troilo.
  - Montevideo: Raúl Garello y Alberto Castillo.
  - Rodríguez Peña: Beba Pugliese.
  - Callao: Horacio Ferrer y José Gobello.
  - Horacio Salgán y María de la Fuente.

La Asociación agregó además una para el mismísimo Ben Molar en Suipacha y La Asociación Gardeliana otra a Celedonio Flores en la esquina con Esmeralda.
- Justo Suárez: sobre la pared del Luna Park, esquina Bouchard, se recuerda al «Torito de Mataderos», ídolo argentino en el boxeo.
- Ensanche de la Avenida Corrientes: una placa colocada en la esquina con Leandro N. Alem recuerda las obras de ensanche realizadas entre el 22 de febrero de 1935 y el 12 de octubre de 1936.
- Ana Díaz: una placa de bronce sobre el palacio que fuera de Elortondo Alvear, en la esquina suroeste de Florida, recuerda que en ese solar vivió la única mujer del conjunto de los 65 fundadores de Buenos Aires, en la expedición de Juan de Garay.
- Roberto Sánchez: mucho más conocido como «Sandro», tiene una escultura plástica cerca al Gran Rex, realizada por Fernando Pugliese.[42]
- Esquina con Carlos Pellegrini:
  - Homenaje a los caídos en Malvinas: se trata de un soporte de mármol, en la vereda impar, con una placa de bronce con la inscripción: Homenaje a los caídos en la guerra del Atlántico Sur en homenaje a los soldados argentinos caídos durante la guerra de las Malvinas en el primer aniversario, 2 de abril de 1983.
  - Enrique Febbraro: una placa sobre una pared, también del lado impar, recuerda al argentino creador del Día internacional del Amigo.
  - Homenaje a Carlos Gardel y sus acompañantes de la trágica gira: otro soporte de mármol con placa de bronce, en la acera sur, que dice:

La Asociación de Amigos de la Calle Corrientes y el diario Clarín,  en homenaje a Carlos Gardel en el 40 aniversario de su desaparición; 24 de junio de 1975.

Más abajo figuran los nombres de los acompañantes que murieron con él en el vuelo: Guillermo Barbieri, Alfredo Le Pera, Domingo Riverol.
- Carlos A. Petit (por Argentores), Alberto Vaccarezza, Manuel Belnicoff y Osvaldo Pugliese (SADAIC) son recordados por sendas placas de bronce sobre la pared, a unos 20 metros de la esquina.

- Libertad Lamarque: Av. Corrientes n.° 1202, esquina calle Libertad. Por la iniciativa de Ben Molar se colocó la placa el 12 de diciembre de 1995 con la presencia de la propia Libertad Lamarque, además de los miembros de la «Asociación Amigos de la Calle Corrientes» que luego la llevaron a pasear en un coche antiguo por las calles de Buenos Aires. Lo llamativo es que la fecha elegida es en la que cinco años más tarde la artista iba a fallecer.
- Juan Carlos Calabró: al 1200, a la entrada del complejo Multiteatro Buenos Aires, se recuerda al popular cómico con una obra del artista plástico Fernando Pugliese realizada en fibra de vidrio y resina epoxi que muestra al actor apoyado sobre una estructura diseñada como «mostrador» a semejanza del que había en el montaje del bar donde «El contra» conversaba con las celebridades.[43]
- Tita Merello: en el actual n.º 1318, vivió esta destacada actriz de radio, teatro, cine, televisión y cantante de tango, cuyo nombre de nacimiento era Laura Ana Merello. Una placa colocada en 1993 sobre una columna de ladrillo por la Asociación de Amigos de la calle Corrientes recuerda este hecho.
- Enrique Cadícamo: Similarmente, otra columna de ladrillo con placa de Asociación de Amigos de la calle Corrientes recuerda el lugar del domicilio de Cadícamo en el 1330.
- Mauricio Borensztein: una escultura (obra de Fernando Pugliese) tamaño natural realizadas por el artista plástico Fernando Pugliese recuerda al  personaje Tato Bores, protagonizado durante décadas por Borensztein, emplazada cerca del Teatro Metropolitan, al 1300.[44]
- Jorge Porcel: es recordado en su personaje de «La peluquería de Don Mateo» con una figura realizada por el artista Guido Llordi, también junto al Metropolitan, como la de Tato Bores.[45]
- Juan Carlos Altavista: el personaje Minguito Tinguitella interpretado por este actor, tiene su escultura homenaje en Corrientes 1659, en la puerta del teatro Presidente Alvear, desde el 10 de septiembre de 2014. La obra, realizada en fibra de vidrio y resina epoxi, fue creada por el artista plástico Fernando Pugliese.[46]

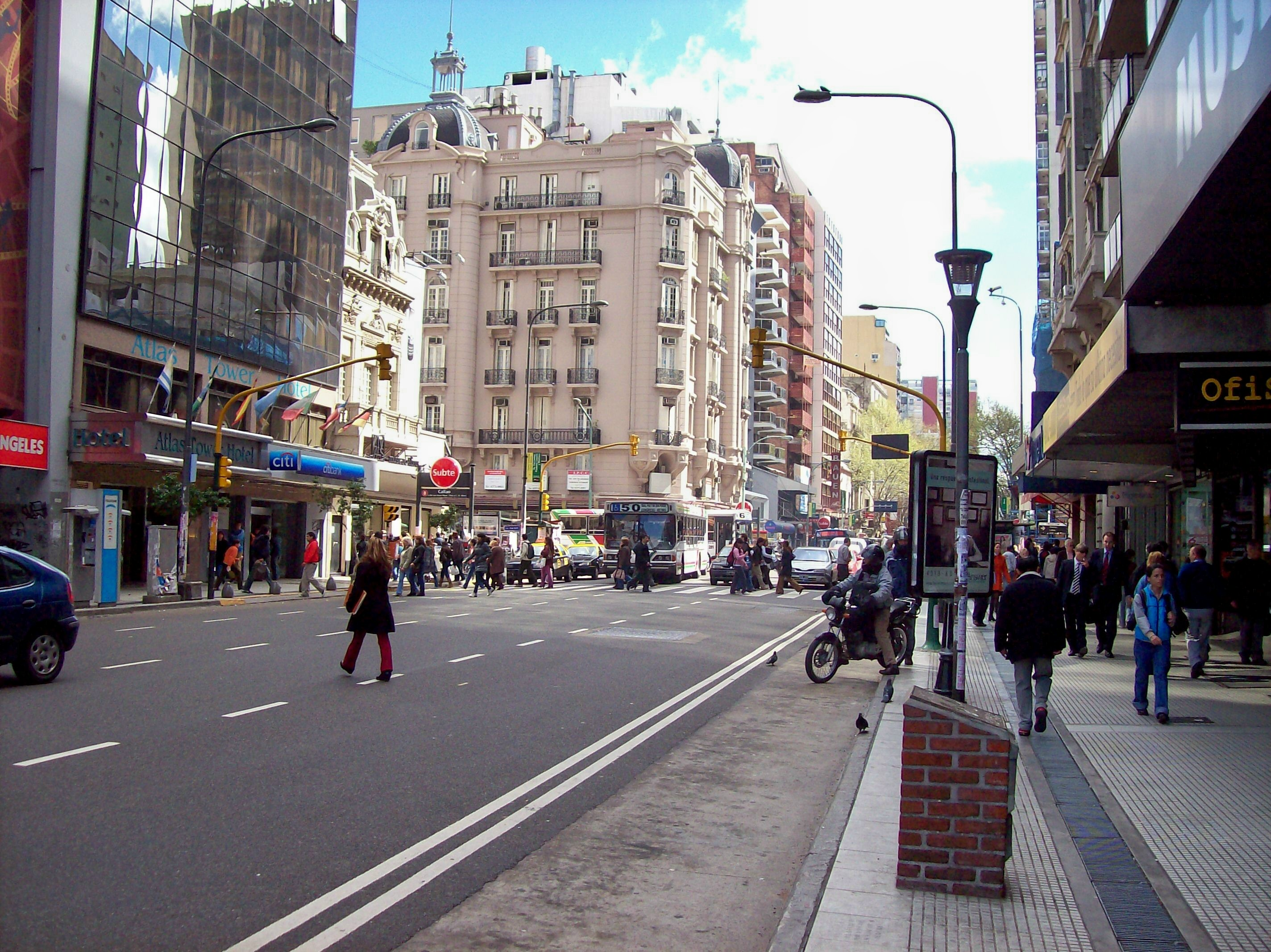
Cruce con Av. Callao, abajo a la derecha, el pequeño monumento a Alberto Olmedo.

- Alberto Olmedo: El gran cómico argentino tiene un doble homenaje en la avenida:
  - Junto a otra cómico, Javier Portales, en la esquina con Uruguay, existe una estatua, inaugurada el 2 de noviembre de 2011, obra de Fernando Pugliese, que los muestra sentados sobre un banco y riendo mientras representan a «Borges y Álvarez», personajes que encarnaron en el programa de humor denominado No toca botón, que se emitía en la década de los 80 por televisión.
  - Una columna baja, en Corrientes 1753 (donde se encontraba el cine-teatro Alfil), hecha en ladrillo por José Martínez, tenía en su parte superior las huellas en cemento de las manos del popular cómico rosarino que realizó en el mencionado teatro su última temporada teatral en la ciudad. Fueron robadas en 2009 y en un acto de desagravio se colocó una nueva en agosto de ese mismo año. La placa en la parte inferior dice:

¿Qué quiero que quede de mí? Una estatua a mis manos en la calle Corrientes para que miren y digan: «Chau negro». Nada más.
Alberto Olmedo

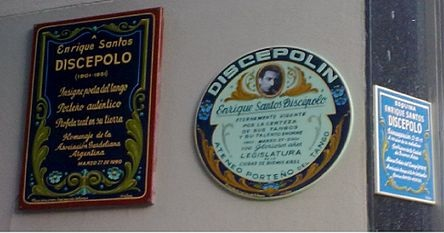
Esquina de «Santos Discépolo».

- Enrique Santos Discépolo, en la esquina con la calle homónima, Corrientes al 1900, placas del Ateneo Porteño del Tango, la Asociación Amigos de la Avenida Corrientes, SADAIC y la Asociación Gardeliana Argentina. La placa está acompañada, más arriba, por un mural alegórico del tango Cambalache, del artista plástico Jorge Cosenza.[47]
- Osvaldo Pugliese: como ya se comentó, se lo homenajea en una plazoleta en el cruce con Scalabrini Ortiz y Luis María Drago, con un monumento de bronce y figuras en telgopor y metal. Hay allí numerosas placas, la mayoría de la «República de Villa Crespo». También del Club Atlanta, del Partido Comunista (del cual fue uno de los primeros afiliados), del Banco Credicop y del Consejo Deliberante de la Ciudad de Buenos Aires.
- Aníbal Troilo: Sobre la esquina de la calle Aníbal Troilo, en Almagro, un mural de José María Basile con la figura del «Bandoneón Mayor de Buenos Aires» recuerda al bandoneonista, compositor y director de orquestas de tango. Junto al mural se halla una placa del fileteador Luis Zorz, en homenaje al llamado cariñosamente «Pichuco».

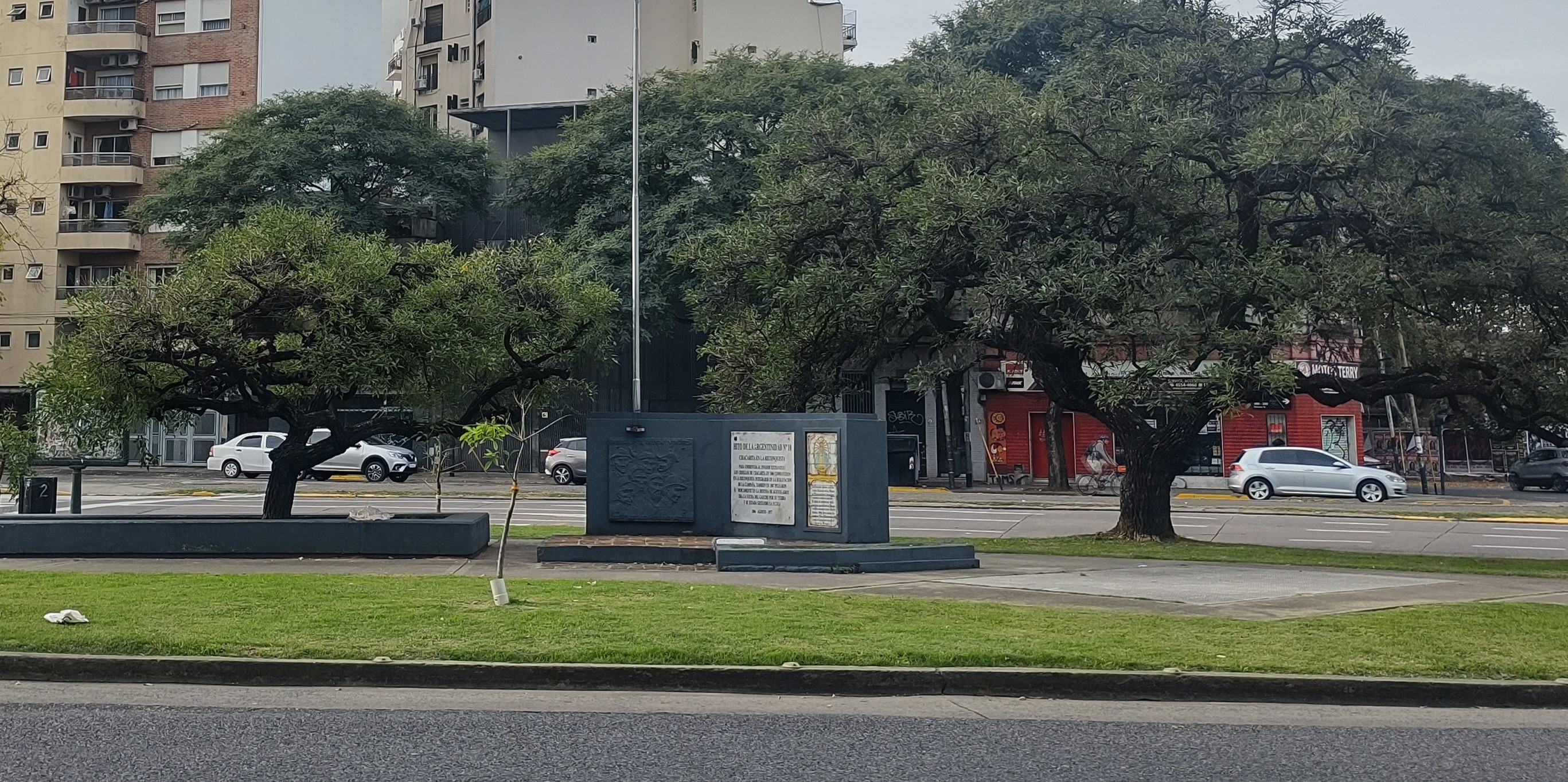
Hito de la argentinidad, en Corrientes y Forest

- Hito de la Argentinidad n.º 10, Reconquista de Buenos Aires: monumento situado en 1977 en una plazoleta triangular donde convergen las avenidas Corrientes, Forest y Jorge Newbery, por la comisión Pro Demarcación Marcha de las Tropas Reconquistadoras de Buenos Aires. Se trata de un monolito con una placa que recuerda que desde allí partieron tropas que estaban asentadas en los edificios del barrio de Chacarita para luchar contra el enemigo británico durante la Primera Invasión Inglesa:

Chacarita de la Reconquista:
Para enfrentar al invasor extranjero los criollos de Chacarita en 1806 combatieron en la Reconquista integrados en la sublevación de la campaña. También en 1807 pelearon heróicamente en la defensa de Buenos Aires. Era la lucha del gaucho por su tierra y se estaba gestando la patria.
1806-agosto-1977

Exhibe además, como en todos los hitos colocados por la mencionada comisión, una mayólica de la Virgen de Luján y una inscripción que recuerda que de los colores de dicha virgen fueron tomados los colores patrios y que fueron utilizados como distintivos en 1806 por los gauchos comandados por Juan Martín de Pueyrredón.
El soporte está realizado con ladrillos provenientes de la chacra de los Márquez, en San Isidro (Buenos Aires), que en 1806 fue cuartel general de la Reconquista.

## Principales intersecciones
A continuación, se presenta un mapa esquemático a modo de resumen de los principales cruces con otras arterias de la ciudad de Buenos Aires. También se indican lugares de referencia, estaciones de tren y subte.
| CONTg | BAHN |  |

| STRl | TEEa | STRq |

| lNAT | RM |  |

|  | RM | STR |

| STRq | RMKRZ | ABZqr |

|  | RM |

| STRq | RMKRZ | STRq |

|  | RMu + RGq | BAHN |

| RMq | RMKRZ | RMq |

|  | RM |

| CONTgq | RMKRZ | STRq |

| STRq | RMKRZ | STRq |

|  | RM |

| CONTgq | RMKRZ | STRq |

|  | RM |

| CONTgq | RMKRZ | STRq |

| STRq | RMKRZ | CONTfq |

|  | RM |

| STRq | RMKRZ | CONTfq |

| CONTgq | RMKRZ | STRq |

|  | RM | SHOPPING |

| RMq | RMKRZ | RMq |

|  | RM |

| STRq | RMKRZ | CONTfq |

|  | RM |

| RMq | RMKRZ | RMCONTfq |

| ARCH2 | RM |  |

| CONTgq | RMKRZ | STRq |

| ARCH2 | RM |  |

| CONTgq | RMKRZ | STRq |

|  | RM | ARCH2 |

| CONTgq | STRq + RM+l | RMl + RMr | STRq + RM+r | KSTReq |

| RMq | RMTEEeq | BUILDING | RMTEEaq | RMq |

| KSTRaq | STRq + RMl | RM+l + RM+r | STRq + RMr | CONTfq |

| CONTgq | STRr + RM |  |

| ARCH2 | RM |  |

| STRq | RMKRZ | CONTfq |

| ARCH2 | RM | ARCH2 |

| WALKl | RMKRZ |  |

| STRq | RMKRZ | CONTfq |

| CONTgq | RMKRZ | STRq |

| STRq | RMKRZ | STRq |

| RMq | RMKRZ | RMq |

| ARCH | RM |  |

|  | RM | STADIUM |

| CONTgq | RMKRZ | STRq |

|  | RMCONTf |